# منتخب تونس لكرة القدم
منتخب تونس لكرة القدم هو المنتخب الوطني الذي يمثل تونس في رياضة كرة القدم، وذلك منذ أن لعب مباراته الأولى في 2 يونيو 1957 ضد ليبيا والتي انتهت بفوز تونس بنتيجة 4–2. وهو منتخب عضو في الاتحاد الدولي لكرة القدم دولياً والاتحاد الإفريقي لكرة القدم قارياً تشرف عليه الجامعة التونسية لكرة القدم التي تأسست في 29 مارس 1957 بعد استقلال تونس عن فرنسا. يلقب منتخب تونس باسم نسور قرطاج، ألوان الفريق حمراء وبيضاء مماثلة لألوان علم تونس، ورمزه العقاب الرخماء. تُلعب معظم مبارياته منذ عام 2001 على أرضية الملعب الأولمبي برادس الذي يقع بمدينة رادس الموجودة بالضاحية الجنوبية للعاصمة تونس، حيث تتسع مدارجه المغطاة لحوالي 60 ألف متفرج.
فترات التمثيل التونسي المنتظم على أعلى مستوى دولي كانت من 1962 إلى 1978، من 1994 إلى 2008 ومرة أخرى منذ 2014 حتى الآن. يشارك المنتخب الوطني التونسي في ثلاث مسابقات كبرى لكرة القدم كل أربع سنوات، ظهر في المراحل النهائية لستة نسخ من بطولة كأس العالم وواحد وعشرون مشاركة في كأس الأمم الإفريقية، كما شارك أيضا في أربع نسخ لدورة الألعاب الأولمبية الصيفية. ومع ذلك، فقد صنع منتخب تونس التاريخ في كأس العالم 1978 في الأرجنتين عندما أصبح أول منتخب إفريقي وعربي يفوز في إحدى مباريات كأس العالم، بفوزه على المكسيك بنتيجة 3–1 في أول مباراة لتونس في كأس العالم، وتعادل مع ألمانيا الغربية المدافعة عن اللقب سلبيا قبل الإقصاء من دور المجموعات، أدى ذلك لزيادة مقعد ثان لإفريقيا في البطولة. تأهلت تونس منذ ذلك الحين لثلاث بطولات متتالية، في 1998، 2002 و2006، بالإضافة لمشاركتين متتاليتين في 2018 و2022. لكن على الرغم من هذا السجل الثري، لم تنجح تونس أبداً في الترشح للدور الثاني من بطولة كأس العالم أو الألعاب الأولمبية الصيفية.
تعد تونس واحدة من أنجح المنتخبات الوطنية في المسابقات الإفريقية، حيث فازت بلقب كأس الأمم الإفريقية على أرضها في نسخة 2004، بعد الفوز على المغرب 2–1 في المباراة النهائية. كما حققت المركز الثاني في 1965 كمضيف و1996. وحققت المركز الثالث في أول مشاركة في 1962. مكن الفوز بكأس الأمم الإفريقية الفريق للتأهل للمرة الأولى لكأس القارات في 2005، وأقصي الفريق من دور المجموعات بعد هزيمتين وانتصار. في بطولة أمم إفريقيا للمحليين، فاز المنتخب التونسي باللقب من أول مشاركة له في نسخة 2011 التي أقيمت في السودان بعد الفوز على أنغولا في المباراة النهائية 3–0. على المستوى العربي، شارك المنتخب التونسي ثلاث مرات في كأس العرب، حيث حقق الفريق لقب النسخة الأولى في 1963، بعد أن تمكن الفريق من جمع ثمانية نقاط وتصدر جدول الترتيب بأربع انتصارات، فيما حقق المركز الثاني في نسخة 2021.
تتنافس تونس مع فرق اتحاد شمال إفريقيا مثل مصر، المغرب والجزائر. في الواقع، التقى المنتخب التونسي معهم كثيرا، سواء من خلال المباريات الودية، تصفيات كأس العالم، كأس الأمم الإفريقية وتصفيات كأس الأمم الإفريقية. المنتخب التونسي له اعتراف كلي من كل المنظمات الرياضية الدولية، انضمت تونس سنة 1960 إلى الاتحاد الدولي والاتحاد الإفريقي لكرة القدم وانضمت إلى الاتحاد العربي سنة 1978 واتحاد شمال إفريقيا سنة 2005. راضي الجعايدي بـ 105 مباراة دولية، هو اللاعب الأكثر مشاركة مع المنتخب التونسي، فيما يحتل عصام جمعة صدارة قائمة الهدافين برصيد 36 هدفا. كانت أكبر خسارة للمنتخب التونسي يوم 24 يوليو 1960 ضد المجر بنتيجة 10–1، بينما كان أكبر انتصار يوم 12 يونيو 2015 ضد جيبوتي بنتيجة 8–1.

## التاريخ

### قبل الاستقلال والبدايات (1928–1956)

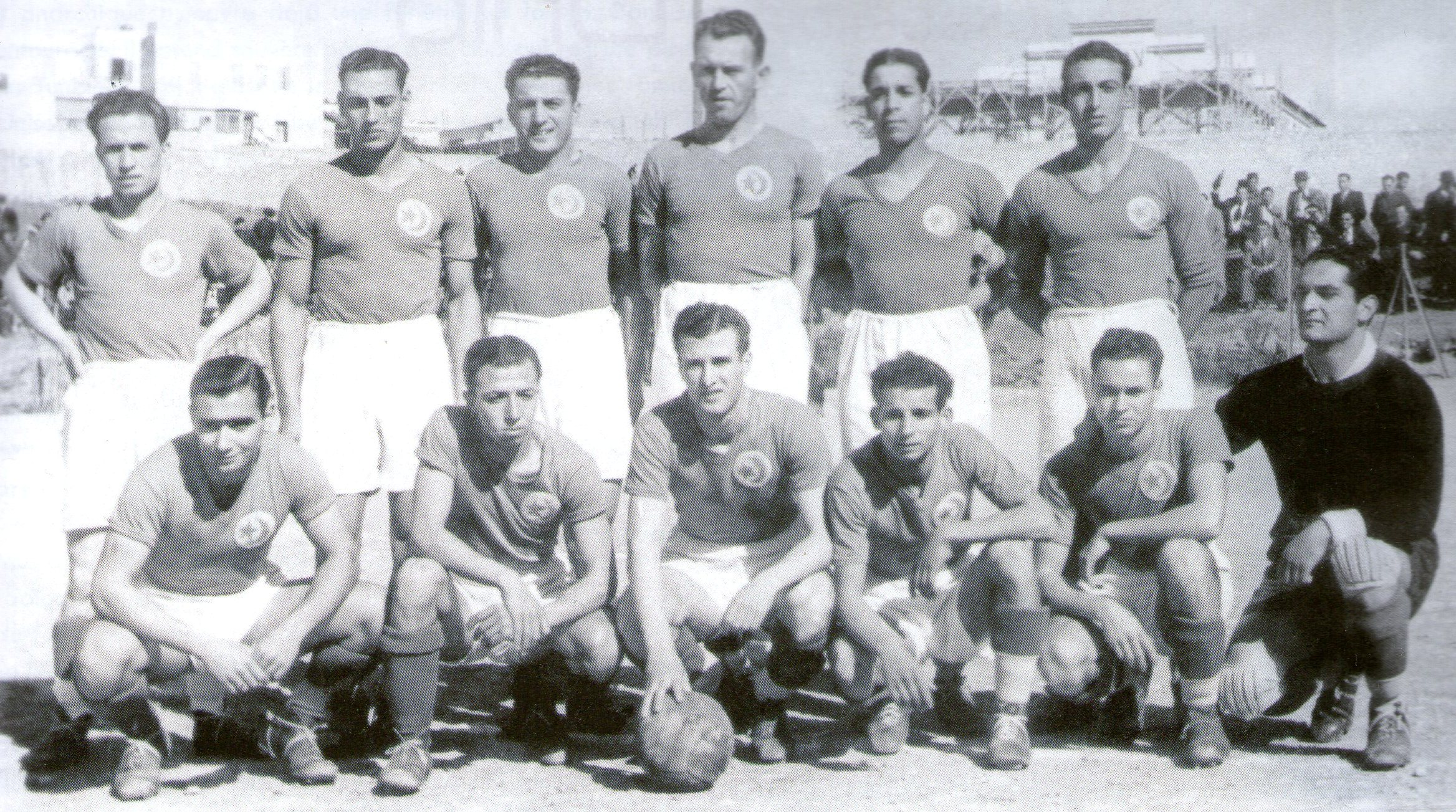
صورة للمنتخب التونسي لكرة القدم في عام 1939. وقوفا من اليسار إلى اليمين: قاسم (الترجي) وعبد السلام (الإفريقي) وأزوباردي (فيريفيل) ومهل (راسينغ كلوب) وبرانزي (تونس-إيطاليا) وكانينو (تونس-إيطاليا). جلوسا من اليسار إلى اليمين: هادي بن عمار (الإفريقي)، صلاح عكاشة (الإفريقي)، دوكوسو (الاتحاد البجاوي)، رشيد سهيلي (النجم الساحلي)، بن شيخ (البنزرتي)، أندريه تويل (الاتحاد التونسي).

قبل الاستقلال، ومنذ عام 1928 تكونت مجموعة مختارة من أفضل اللاعبين التونسيين الناشطين في البطولة الوطنية التونسية، خاضت هاته المجموعة عدة مباريات ودية ضد فرق إقليمية ودولية. وهكذا، في 11 مارس 1928، لعبت تونس ضد منتخب فرنسا. انتهت المباراة بفوز فرنسي 8–2. في 23 مارس 1930، سحقت تونس نفس الفريق 0–5، ومرة أخرى، 26 مارس 1933 1–6. وقد حقق أول انتصار له خارج الديار بنتيجة 12–2 في عام 1939 ضد مجموعة من لاعبي كرة القدم الهواة في باريس.
أكثر اللاعبين مشاركة في هذه الفترة هم:
- غوستاف دوكوسو (الأولمبي الباجي): 22 مباراة دولية
- غايتانو كيارينزا (النادي الرياضي لحمام الأنف): 21 مباراة دولية
- ازوباردي (الأولمبي الباجي): 19 مباراة دولية
- العربي بن حسين «العربي باردو» (الترجي الرياضي التونسي): 16 مباراة دولية
- رشيد سهيلي (النجم الرياضي الساحلي): 16 مباراة دولية
- ميل (راسينغ كلوب): 15 مباراة دولية
- العروسي تسوري (الترجي الرياضي التونسي): 15 مباراة دولية
- بن موسى (الاتحاد الرياضي التونسي): 15 مباراة دولية
- علية دويك (النجم الرياضي الساحلي): 14 مباراة دولية
- درعا (نادي سبورتينغ تونس): 11 مباراة دولية.

### ما بعد الاستقلال وأول مشاركة دولية (1956–1962)

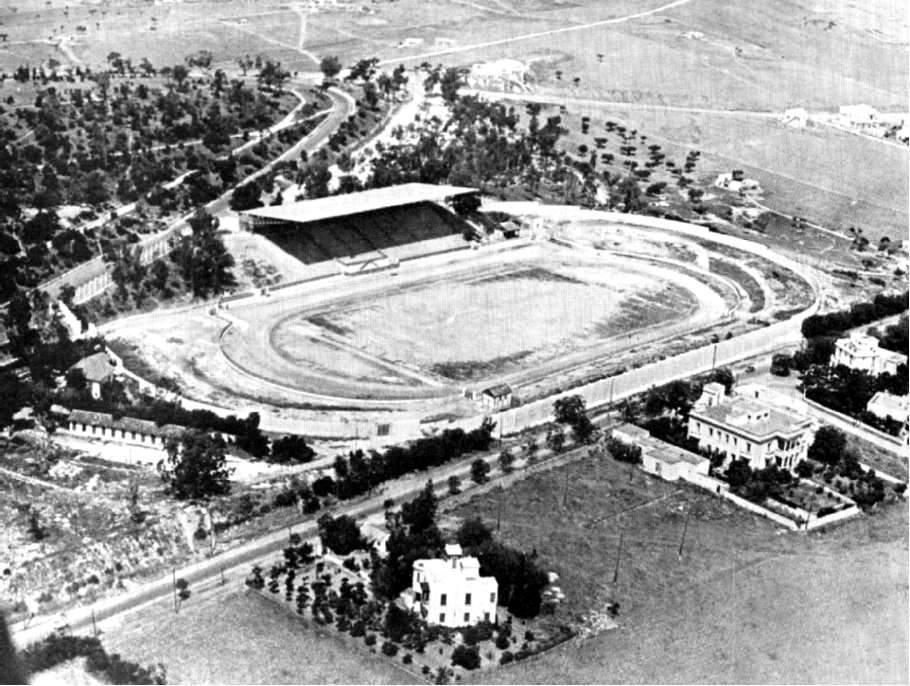
ملعب الشاذلي زويتن معقل المنتخب التونسي في الستينات

بمجرد إعلان الاستقلال عام 1956، اتخذ قادة كرة القدم التونسيون الخطوات اللازمة لإنشاء هيئة وطنية حصرية لتحل محل رابطة تونس لكرة القدم (إحدى فروع الاتحاد الفرنسي لكرة القدم). أدت هذه الخطوات إلى إنشاء الجامعة التونسية لكرة القدم برئاسة الشاذلي زويتن، والذي تمت الموافقة عليه في 29 مارس 1957. تم الاعتراف بها باعتبارها مؤسسة عامة، ومنذ ذلك الحين استثمر الاتحاد في مهمته المزدوجة المتمثلة في الترويج لكرة القدم وإدارة المسابقة الوطنية وكذلك الفرق المختلفة التي تمثل تونس في المسابقات الدولية. على الرغم من ذلك، تم تشكيل المنتخب التونسي قبل الاستقلال. تم تعيين المدرب التونسي رشيد تركي كأول مدرب لتونس. تم إجراء مباراة ودية قبل الاستقلال بيومين، وكان ذلك أمام فريق جنوب غرب فرنسا، نجحت تونس في الفوز بالمباراة بفضل هدف خميس الغرياني. كانت تشكيلة الفريق التونسي على النحو التالي: زين العابدين شنوفي، صادق ضو (ثم محي الدين زغير)، عزيز جاب الله، إدريس مسعود، حسن تاسكو، عبدو الباجي، علي حناشي، أميدي سكورشوني، عيدي براشيك، نور الدين ديوة، خميس الغرياني. كما لعب الفريق التونسي مباراة مع الفريق النمساوي أدميرا فاكر مودلينغ في 30 ديسمبر من نفس العام وتمكن من الفوز 4–1 بفضل هدفين من كل من دي ه وبراسيك والفريق التونسي كما يلي: محمد بنور، يوسف السهيلي، عزيز جاب الله، مختار بلناصف، محرز الجلاصي، عبدو الباجي، علي الحناشي، عبد الرحمن بن عزالدين، هادي بريك، نور الدين ديوا (ثم خميس الغرياني)، وحمادي هنية. حصلت تونس على استقلالها عن فرنسا في 20 مارس 1956. ما مهد لتأسيس الجامعة التونسية لكرة القدم في 29 مارس 1957 وأصبح تابعًا للاتحاد الدولي لكرة القدم والاتحاد الإفريقي لكرة القدم في عام 1960.
لعبت تونس المستقلة مباراتها الأولى ضد فريق جبهة التحرير الوطني لكرة القدم في 1 يونيو 1957 أثناء ثورة التحرير الجزائرية، خسرت تونس المباراة بنتيجة 2–1. فيما لعبت أول مباراة رسمية لها في دورة الألعاب العربية 1957 حيث فازت على ليبيا 4–3 بعد تسجيلها أول هدف تونسي في مسابقة رسمية من قبل إبراهيم بن ميلاد. كما تمكنوا من اجتياز العراق ولبنان قبل أن يخسروا في المباراة النهائية ضد سوريا 3–1. في عام 1960، كان اللاعب اليوغوسلافي ميلان كريستيتش أول أجنبي يدرب المنتخب الوطني وتأهلت تونس في نفس العام إلى الألعاب الأولمبية الصيفية 1960 التي كانت أول حدث دولي لها بعد هزيمة مالطا، المغرب والسودان، في 24 يوليو 1960، حقق الفريق أكبر هزيمة له على الإطلاق، حيث خسر 10–1 أمام المجر ذو السمعة الكروية المدوية آنذاك. ومع ذلك، بعد أقل من شهر، في 18 أغسطس 1960، سجلت تونس أكبر فوز لها على الإطلاق: بفوزها على تايوان 8–1 أما بالنسبة للألعاب الأولمبية، فقد كانت النتائج سيئة للغاية في المباراة الأولى وعلى الرغم من افتتاح التسجيل من قبل إبراهيم كريت في الدقيقة الثالثة، إلا أن الفريق البولندي عاد في المباراة وفاز 6–1. كما خسر أمام الأرجنتين 2–1 قبل أن يهزم مرة أخرى، وهذه المرة ضد الدنمارك 3–1.

### الجيل الذهبي وأول مشاركة في كأس العالم (1962–1978)

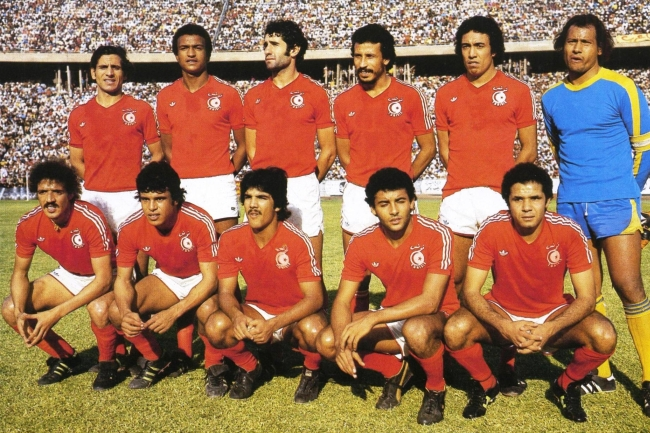
تشكيلة تونس في تصفيات كأس العالم 1978:
من اليمين إلى اليسار وقوفا: عتوڨة، الكعبي، عقيد، القاسمي، الإمام، ذويب. من اليمين إلى اليسار جلوسا: لحزامي، غميض، ذياب، العقربي، العبيدي.

تم تعيين فران ماتوسيتش لتدريب الفريق ليكون المدرب اليوغوسلافي الثاني للفريق التونسي بعد أن قاد ميلان كريستيتش تونس للتأهل للأولمبياد. في عام 1962، دخلت تونس في التصفيات المؤهلة لبطولة كأس للأمم الإفريقية للمرة الأولى، تأهل الفريق بنجاح للبطولة بعد تغلبه على المغرب ونيجيريا وظفر بالميدالية البرونزية بعد فوزه على أوغندا في مباراة المركز الثالث. عينت الجامعة التونسية لكرة القدم المدرب الفرنسي أندريه جيرارد لتدريب الفريق في مواصلة لنهج التعاقد مع المدربين الأجانب. نجح الفريق في التتويج بلقب كأس الأمم العربية لعام 1963 ليكون أول بطولة للفريق، بعد تحقيق نتائج متميزة، بما في ذلك الفوز على سوريا والأردن ولبنان والكويت. تأهلت تونس أيضا إلى كأس الأمم الإفريقية 1963 رغم خروجها من الدور الأول. قرر الاتحاد الإفريقي لكرة القدم أن تستضيف تونس كأس للأمم الإفريقية لعام 1965، على الرغم من مرور 9 سنوات فقط على استقلال البلاد، مع وجود جيل متميز من اللاعبين، أبرزهم عبد المجيد الشتالي والصادق ساسي عتوقة. بعد الهزيمة ضد إثيوبيا 4–0 والتعادل 0–0 ضد السنغال في المباراة النهائية في ملعب الشادلي زويتن، خسرت تونس 3–2 أمام غانا في الوقت الإضافي من المباراة النهائية. على الرغم من هذا النجاح المبكر، لم تدخل تونس كأس الأمم الإفريقية مرة أخرى حتى عام 1976 في إثيوبيا، ولم تتأهل لنسخة 1978.في عام 1973، دخل الفريق في كأس فلسطين للأمم وهيمن على البطولة، بفوزه في جميع مبارياته الستة فتغلبت على سوريا، مصر، فلسطين، اليمن والعراق، وأحرز 19 هدفًا، وتلقت شباكه ثلاثة أهداف فقط مع المدرب التونسي عامر حيزم. في فبراير 1975، بعد تجربة قصيرة من المدرب الهنغاري أندريه ناجي، تم تعيين مدرب النجم الرياضي الساحلي، عبد المجيد الشتالي. تزامن ذلك مع عودة الفريق إلى المنافسة في كأس الأمم الإفريقية قبل أن ينجح في التأهل بعد غياب 13 عام 1978 بعد التغلب على مصر وغينيا في التصفيات. في الوقت نفسه، تمكن الفريق من التأهل للمرة الأولى لبطولة كأس العالم 1978 بعد أداء رائع في التصفيات التي قادها جيل متميز مثل المختار ذويب، نجيب غميض، عبد الرؤوف بن عزيزة وطارق ذياب. لقد ظفروا بالمقعد الإفريقي الوحيد من خلال مواجهة فرق مثل المغرب، الجزائر، نيجيريا ومصر. قبل كأس العالم، تنافست تونس في كأس الأمم الإفريقية وفازت ضد أوغندا لتجد نفسها في نصف النهائي قبل أن تخسر أمام المضيف غانا لتلعب مباراة المركز الثالث ضد نيجيريا. احتلت تونس زمام المبادرة في البداية، لكن عندما أحرزت نيجيريا هدف التعادل المثير للجدل في الدقيقة 42، خرج التونسيون من الملعب احتجاجًا على فوز نيجيريا بنتيجة 2–0.

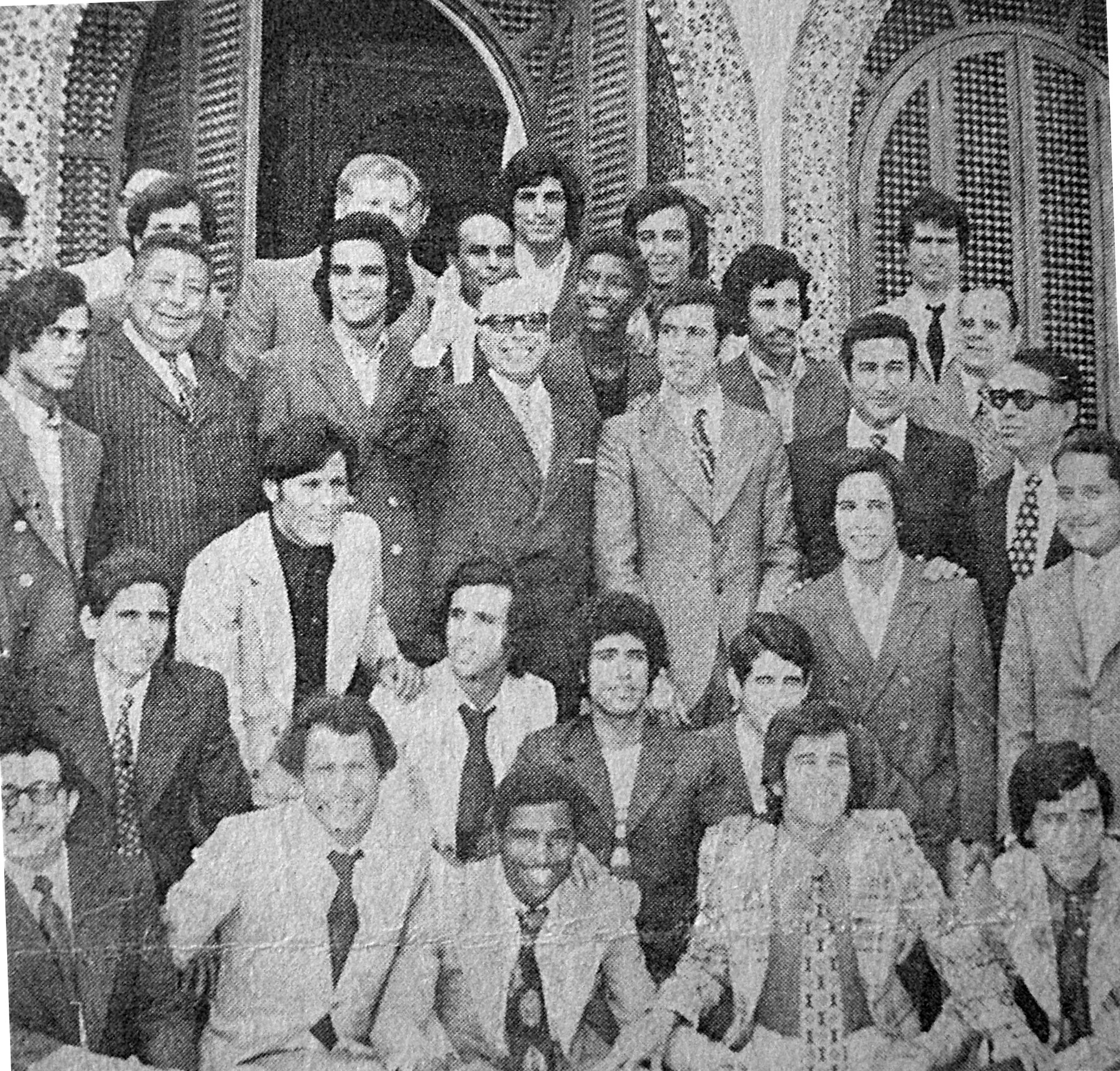
رئيس الجمهورية السابق الحبيب بورقيبة مع تشكيلة تونس القائزة بلقب كأس فلسطين للأمم 1973.

في كأس العالم بالأرجنتين، لم تكن الاستعدادات في المستوى المطلوب بعد تعادله في المباريات التحضيرية مع المجر 2–2 وهزيمة ضد فرنسا 2–0 وهزيمة كبيرة أخرى أمام هولندا 4–0. مع الدخول إلى المنافسات وفي المباراة الأولى، تمكنت المكسيك من التقدم من ضربة جزاء في الشوط الأول لإنهاء الشوط الأول بالتقدم للفريق المكسيكي. وقبل بداية الشوط الثاني، قام المدرب عبد المجيد الشتالي في خطوة رمزية لتحفيز اللاعبين بوضع العلم التونسي أمام اللاعبين وغادر غرفة تغيير الملابس مباشرة. تمكنت تونس من العودة في المباراة بعد أن سجل علي الكعبي هدف التعادل لتونس ليدخل التاريخ كأول لاعب تونسي يسجل هدف في كأس العالم في الدقيقة 55 قبل أن يضيف نجيب غميض الهدف الثاني في الدقيقة 79 وسجل المختار ذويب الهدف الثالث في الدقيقة 87 وتنتهي بانتصار 3–1.
في المباراة الثانية، حققوا أداءً جيدًا ضد بولندا قبل أن يخسر الفريق 1–0، ولكن في المباراة الأخيرة، كان قاب قوسين أو أدنى للفوز على حامل اللقب ألمانيا قبل انتهاء المباراة 0–0. حظي هذا الأداء بإعجاب معظم المحللين الذين لم يتوقعوا ذلك، وقد ساهم ذلك في زيادة عدد الفرق الإفريقية المؤهلة لنهائيات كأس العالم ليصبحوا اثنين. استقبل الفريق التونسي في القصر الرئاسي بقرطاج، من قبل الرئيس التونسي الحبيب بورقيبة، وأخبر اللاعبين أنهم قد أنجزوا مهمة 50 سفيرا، لأنهم ساهموا في تعريف تونس دوليا. بعد هذا الأداء المثير للإعجاب، قرر المدرب عبد المجيد الشتالي الاستقالة بعد فترة رائعة تمكن خلالها من إيصال المنتخب التونسي إلى المستوى الدولي. ومع ذلك، فإن الفترة التي ستأتي بعد استقالته سوف تمتلئ بالعديد من الاضطرابات التي استمرت لسنوات.

### انخفاض في المردود (1978–1994)

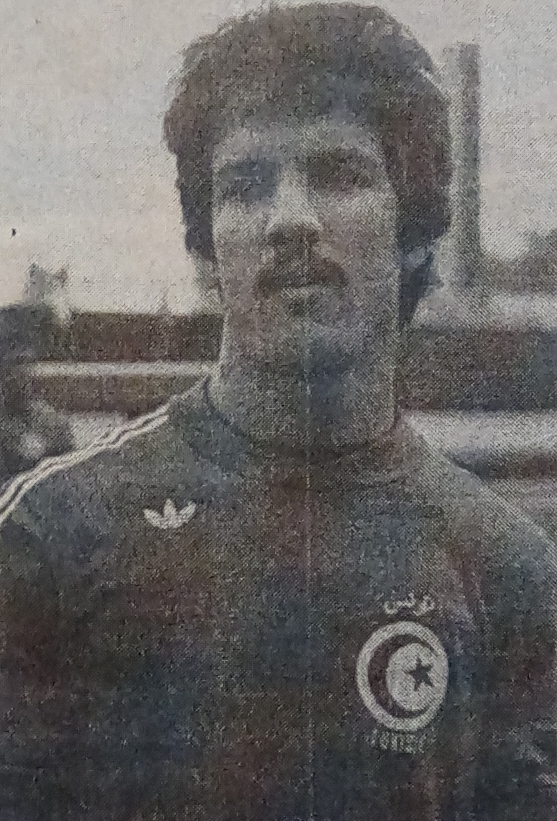
طارق ذياب، من أفضل لاعبي المنتخب التونسي عبر التاريخ لعب 108 مباراة وسجل 15 هدف.

بعد التجربة الأولى في كأس العالم، شهدت تونس تراجعاً مفاجئاً بعد مرور مدربين تونسيين مثل عامر حيزم وحميد الذهيب، أقصي الفريق من تصفيات كأس العالم 1982 ضد نيجيريا رغم مشاركة أغلبية اللاعبين الذين لعبوا في كأس العالم 1978. بين عامي 1980 و1992، تمكن الفريق من التأهل لبطولتين فقط، كأس الأمم الإفريقية 1982 والألعاب الأولمبية الصيفية 1988، وأقصي الفريق في كلتا البطولتين من دور المجموعات.
بقيادة المدرب البولندي ريزارد كوليزا، تأهلت تونس لكأس الأمم الإفريقية 1982 التي استضافتها ليبيا بعد الحظر في كأس الأمم الإفريقية 1980، ومع ذلك حقق الفريق نتائج سلبية: تعادل مع الكاميرون 1–1 في المباراة الأولى قبل الهزيمة ضد ليبيا 2–0 وغانا 1–0. كما فشل ريزارد كوليزا في التأهل لكأس الأمم الإفريقية 1984 بعد الهزيمة أمام مصر في التصفيات، الأمر الذي عجل برحيله. تم تعيين المدرب يوسف الزواوي للإشراف على الفريق وكانت بداية جيدة بالفوز بالمباريات الودية ضد نيجيريا 5–0 وكندا 2–0 كما تفوق على بنين 6–0 وغينيا 2–1 في الأدوار الأولى من تصفيات كأس العالم 1986. ومع ذلك، فقد فشل للتأهل لكأس الأمم الإفريقية 1986 بعد الهزيمة أمام المنتخب الليبي الذي كان قوياً في تلك الفترة. لكن ذلك لم يمنعهم من بلوغ الدور الأخير من تصفيات المونديال بفوزهم على نيجيريا قبل هزيمتهم أمام الجزائر التي تأهلت للمرة الثانية.
تم التعاقد مع مدرب الكاميرون السابق جان فنسان لكنه فشل في التأهل لكأس الأمم الإفريقية 1988 بعد الهزيمة أمام الجزائر في التصفيات. كما حقق نتائج كارثية في الألعاب الإفريقية 1987 بهزيمته أمام الكاميرون، مدغشقر وكينيا، الأمر الذي عجل إقالته على الفور. بعد تعيين توفيق بن عثمان للإشراف على الفريق، تحسنت النتائج نسبيًا حيث تأهلوا لدورة الألعاب الأولمبية الصيفية 1988 بعد تفوقهم على مصر والمغرب (بفضل هدف طارق ذياب في الدقيقة الأخيرة)، لكن بن عثمان أقيل قبل أيام من بدء المنافسة بعد النتائج السيئة في كأس العرب 1988 (3 تعادلات وهزيمة) ضد السعودية، لبنان، مصر والعراق، وكذلك النتائج السيئة في المباريات الودية ضد مالطا، فنلندا وألمانيا الشرقية. تم تعيين المدرب البولندي أنطوني بيتشسناك مؤقتًا وأشرف على الفريق في الجولة الأولى من تصفيات كأس العالم 1990 والألعاب الأولمبية الصيفية 1988 حيث لم تكن النتائج جيدة بعد التعادل مع الصين 0–0 والسويد 2–2 وهزيمة ثقيلة من ألمانيا الغربية 1–4.
تم تعيين مختار التليلي مدربا للمنتخب، لكن النتائج لم تتحسن بعدم التأهل لكأس الأمم الإفريقية 1990 بعد الهزيمة الثقيلة أمام السنغال 0–3 ذهابا و 0–1 إيابا في التصفيات، مما عجل برحيل المدرب. وبالرغم من تعيين أنطوني بيتشسناك مرة أخرى، لم ينجح في تصفيات كأس العالم 1990، بعد الهزيمة في الجولة الأخيرة أمام الكاميرون مما أدى لإقالته وتم التعاقد مع المدرب مراد محجوب. ورغم عدم تمكنه من التأهل لكأس الأمم الإفريقية 1992، جددت الجامعة ثقتها به بسبب الأداء المحترم الذي قدمه في التصفيات لأن الفريق أقصي بفارق الأهداف أمام مصر، بالإضافة إلى الفوز أمام بلجيكا في مباراة ودية. لكن خروجه المبكر من تصفيات كأس العالم 1994 ساهم في إقالته بعد تعادله مع المغرب، ليحل محله المدرب يوسف الزواوي قبل كأس الأمم الإفريقية 1994 التي تستضيفها تونس، لكن النتيجة كانت كارثية وغير متوقعة بهزيمة أمام مالي 0–2 في المباراة الافتتاحية بالملعب الأولمبي المنزه أمام 45 ألف متفرج، الأمر الذي أدى إلى طرد الزواوي بعد المباراة الأولى وتعويضه بالمدرب فوزي البنزرتي الذي تعادل مع زائير 1–1 في المباراة الثانية.

### بداية التجديد ومشاركتين في كأس العالم (1994–2002)

مباراة تونس ضد إنجلترا في كأس العالم 1998 يوم 15 يونيو 1998.

مع التراجع الحاصل على مستوى كرة القدم التونسية، تقرر تعيين مدرب يعرف كرة القدم الإفريقية جيدًا. وقد وقع الاختيار على المدرب السابق لمنتخب ساحل العاج البولندي هنري كاسبرتشاك، وقد عرفت فترته بتحسن نتائج الفريق تدريجياً. فتمكنوا من التأهل لبطولة كأس الأمم الإفريقية لأول مرة منذ 14 عامًا بعد التغلب على ليبيريا والسنغال. في نهائيات كأس الأمم الإفريقية 1996، بدأت تونس بشكل سيئ بعد تعادلها مع موزمبيق وهزيمة ضد غانا، احتلت المركز الثاني في مجموعتها، لتتأهل إلى دور الثمانية للمرة الأولى منذ عام 1978 بعد الفوز على ساحل العاج 3–1. انتصرت تونس على الغابون في ربع النهائي وزامبيا في نصف النهائي 4–2 لتصل إلى أول نهائي لها منذ 31 عامًا، لكنها خسرت أمام البلد المضيف جنوب إفريقيا 2–0. هذا الأداء كان موضع تقدير من قبل المشجعين التونسيين الذين لم يتوقعوا هذا التطور في الفريق بقيادة جيل جديد، أبرزهم شكري الواعر، زبير بية وعادل السليمي. وكان في استقبالهم الرئيس زين العابدين بن علي في المطار. في تلك الفترة تأهلت تونس إلى دورة الألعاب الأولمبية الصيفية 1996 بعد تجاوز غينيا. لم يرتق الفريق إلى ما كان متوقعًا بعد الهزيمة ضد البرتغال والولايات المتحدة بنفس النتيجة 2–0 بالإضافة إلى تعادله مع الأرجنتين 1–1 والتي أقصيت في دور المجموعات. استمر المنتخب تحت قيادة هنري كاسبرتشاك، تأهل إلى كأس الأمم الإفريقية 1998 بعد الانتصار ضد كل من غينيا، سيراليون في التصفيات، وليبلغ الربع النهائي في صدارة المجموعة بفوزها على جمهورية الكونغو الديمقراطية وتوغو، هزيمة ضد غانا. في الدور ربع النهائي، حيث تم إقصاء تونس بركلات الترجيح من قبل البلد المضيف بوركينا فاسو.
في تلك الفترة، تأهل الفريق للدور الثاني من تصفيات كأس العالم بعد فوزه على رواندا في الدور الأول. أسفرت القرعة عن سقوط تونس في المجموعة الثانية مع مصر، الذي كانت مرشحًا قويًا للتأهل، لكن تونس تمكنت من التأهل لكأس العالم 1998 للمرة الثانية في تاريخها والأول منذ 20 عامًا بعد تجاوزها كل من مصر، ليبيريا وناميبيا. لعب الفريق بعض المباريات الودية قبل كأس العالم ضد ويلز فاز 4–0، ضد النمسا خسر 1–2 وضد تشيلي خسر 2–3. في النهائيات، فشلوا في التأهل للدور الثاني، حيث خسروا 2–0 أمام إنجلترا وهزيمة أخرى أمام كولومبيا 1–0، وتعادلوا 1–1 ضد رومانيا. تم إقصاء كاسبرتشاك واستبداله بالمدرب الإيطالي فرانشيسكو سكوليو، الذي استطاع تأهيل الفريق لبطولة كأس الأمم الإفريقية 2000 بشكل مثالي بعد تجاوزه الجزائر، أوغندا وليبيريا منهيا التصفيات بخمس انتصارات وهزيمة واحدة. تأهلت تونس لربع نهائي المسابقة للمرة الثالثة على التوالي بصعوبة بعد الهزيمة في دور المجموعات ضد المضيف نيجيريا، الفوز على الكونغو والتعادل مع المغرب حيث تمكن الفريق من التأهل إلى نصف النهائي بتغلبه على مصر قبل أن يخسروا أمام الكاميرون وأنهوا المنافسة في المركز الرابع بخسارة ضد جنوب إفريقيا بركلات الترجيح. في العام التالي، غادر فرانشيسكو سكوليو للانضمام إلى نادي جنوى، مما أثار فترة من عدم الاستقرار الشديد. المدرب الألماني إيكارد كراوتزون تولى مهام التدريب، وقام بتأهيل الفريق إلى كأس الأمم الإفريقية 2002 بصعوبة في مجموعة ضمت المغرب، الغابون وكينيا، ونجح في قيادة الفريق إلى كأس العالم 2002 التي نظمت في كوريا الجنوبية واليابان لثالث مرة في تاريخها مع مجموعة تصفيات صعبة تضم ساحل العاج، جمهورية الكونغو الديمقراطية، الكونغو ومدغشقر. تم إقالة كراوتزون بشكل مفاجئ رغم النتائج الجيدة بعد خلاف حاد مع مسؤولي الجامعة التونسية لكرة القدم بحجة تدخلهم في التدريبات. الفرنسي هنري ميشيل حل محله، لكنه أقيل سريعا بعد خروج تونس من كأس الأمم الإفريقية 2002 دون تسجيل هدف واحد بعد التعادل ضد السنغال وزامبيا وهزيمة ضد مصر.
أخيرًا، تولى عمار السويح الوقت المناسب لبطولة كأس العالم 2002، تعادل الفريق في مباريات ودية مع النرويج وكوريا الجنوبية وخسر ضد الدنمارك وسلوفينيا. في النهائيات، لم تتمكن تونس من تحقيق أداء أفضل من أداء عام 1998، حيث تعادلت 1–1 مع بلجيكا ولكنها خسرت 2–0 أمام روسيا وهزيمة أيضا ضد المضيف المنتخب الياباني 2–0 مما جعل الجامعة التونسية لكرة القدم تبحث عن مدرب كبير قبل بداية كأس الأمم الإفريقية 2004 التي تستضيفها تونس.

### عصر روجيه لومير: أول لقب إفريقي وهيمنة قارية (2002–2008)
بعد كأس العالم 2002، تولى المدرب السابق لمنتخب فرنسا روجيه لومير زمام الأمور، ليصبح المدرب الخامس لتونس في أقل من عامين لذلك تم اختياره من أجل استقرار الفريق، كان لومير مهمًا بفضل قيادته للفوز لأول مرة ببطولة كأس الأمم الإفريقية 2004، والتي استضافتها تونس لأن مسيرته التدريبية تؤهله لتدريب الفريق أثناء فوزه بلقب كأس العالم 1998 كمساعد، بطولة أمم أوروبا 2000 وكأس القارات 2001. أثناء الاستعداد للبطولة، أسس الفريق نفسه كأفضل المرشحين مع العديد من النتائج الودية المثيرة للإعجاب، مما أدى إلى تعادل فرنسا والبرتغال 1–1 والفوز على السويد 2–1، بالإضافة إلى النتائج الجيدة مع العمالقة الأفارقة بفوزهم على السنغال، الكاميرون، غانا وساحل العاج. كل هذه المؤشرات بالإضافة إلى استضافة البطولة وضعت الفريق التونسي مرشح قوي للفوز بالكأس.

خالد بدرة (يسار) ورياض البوعزيزي (يمين) يرفعان كأس بطولة كأس الأمم الإفريقية لنسخة 2004.

بصفتها الدولة المضيفة، لا يتعين على تونس لعب تصفيات كأس الأمم الإفريقية 2004، حيث تواجه جمهورية الكونغو الديمقراطية، رواندا وغينيا في الدور الأول. فازت في مباراتها الافتتاحية ضد رواندا 2–1 ومباراتها الثانية ضد جمهورية الكونغو الديمقراطية 3–0. في الوقت نفسه، ضمنت تونس الصدارة قبل المباراة الأخيرة ضد غينيا وتنتهي في صدارة المجموعة بعد التعادل 1–1. في الدور ربع النهائي، واجهت تونس السنغال، التي كانت قد تغلبت بالفعل على روجيه لومير كمدرب للمنتخب الفرنسي 1–0 خلال كأس العالم 2002. كما فازت تونس بهذه المباراة 1–0 وسجل جوهر المناري في الشوط الثاني. في الدور نصف النهائي، واجهت تونس نيجيريا، التي أقصت الكاميرون. تصبح المباراة موحدة للغاية حتى نهاية الوقت القانوني للمباراة 1–1. الهدف الأول سجله النيجيري جي–جي أوكوتشا الذي سجل ركلة جزاء بعد حطأ المدافع التونسي كريم حقي على نوانكو كانو في منطقة الجزاء. وبعد ذلك بخمس عشرة دقيقة، قام المدافع النيجيري سيي جورج أولوفينجانا بخطأ على المهاجم التونسي زياد الجزيري في منطقة الجزاء التي تلقت بها تونس ركلة جزاء، قائد المنتخب التونسي خالد بدرة عادل النتيجة لتصبح 1–1. وحسمت المباراة أخيرا بركلات الترجيح التي ظفرت بها تونس 5–3 بعد تألق الحارس عبلي بومنيجل في التصدي لركلة بيتر أوديموينغي. وبهذا الفوز تصل تونس إلى المباراة النهائية للمرة الثالثة حيث تواجه المغرب.
في المباراة النهائية التي أقيمت على ملعب 7 نوفمبر في رادس، بدأت تونس بداية جيدة بتقدم 1–0 بعد أربع دقائق حيث ركز مهدي النفطي كرة عرضية لزميله فرانسيلودو سانتوس الذي سجل هدفه الرابع في البطولة. وفي نهاية الشوط الأول، عاد المغرب إلى النتيجة بهدف من يوسف حجي إثر توزيعه من يوسف المختاري. سبع دقائق تمر في الشوط الثاني قبل أن يمنح مهاجم تونسي آخر زياد الجزيري الأفضلية لبلاده بفضل حسن تمركزه الذي سدد الكرة بعد ما تصدى خالد فوهامي لتسديدة من جوزيه كلايتون. انتهت المباراة في النهاية بنتيجة 2–1 ومنحت تونس أول لقب من كأس الأمم الإفريقية لها. أصبح روجيه لومير أول مدرب يفوز بلقبين قاريتين مختلفتين، حيث سبق أن فاز بلقب بطولة الأمم الأوروبية 2000 مع فرنسا. كما فاز المنتخب التونسي بجائزة أفضل منتخب إفريقي للعام التي قدمها الاتحاد الإفريقي لكرة القدم. أعطى النصر اللقب الحالي للفريق التونسي، «نسور قرطاج»، وبناءً عليه، تم تغيير شعار الجامعة التونسية لكرة القدم إلى تصميمها الحالي، والذي يشتمل على النسر.
مكن الفريق التونسي الفوز بأول لقب من كأس الأمم الإفريقية التأهل لبطولة كأس القارات 2005 المقامة في ألمانيا، حيث تشاركوا في مجموعة صعبة بما في ذلك ألمانيا المضيفة، الأرجنتين وأستراليا. المباراة الافتتاحية لهذه البطولة كانت بين تونس والأرجنتين، خسرتها تونس بفارق ضئيل 1–2. في المباراة الثانية، عاد التونسيون حتى الدقيقة 74 حيث قبلوا ثلاثة أهداف من الفريق الألماني لإنهاء المباراة بنتيجة 3–0، بينما تمكنوا في المباراة الثالثة من الفوز على أستراليا 2–0، لترك انطباعات جيدة. في نفس العام، لعب المنتخب التونسي تصفيات كأس العالم في عام 2006، ونجح في تخطي غينيا، كينيا، مالاوي، بوتسوانا والمغرب، التي جذبتهم للتعادل في الجولة الأخيرة 2–2 في ملعب 7 نوفمبر أمام 65000 متفرج، مما مكن المنتخب التونسي من التأهل لبطولة كأس العالم للمرة الرابعة في تاريخه والثالث على التوالي، وهو مكرس للهيمنة الإفريقية. في العام التالي، فشلوا في الدفاع عن لقبهم، حيث خسروا أمام نيجيريا في دور الثمانية بركلات الترجيح على الرغم من البداية الجيدة في مرحلة المجموعات بعد فوزهم على زامبيا 4–1 في جنوب إفريقيا. بدأت الاستعدادات لكأس العالم في وقت مبكر من فبراير، عندما كان من المقرر أن يلعب الفريق مباراة ودية ضد صربيا في 1 مارس 2006. تمكن روجيه لومير أيضًا من إدخال الجناح الذي طال انتظاره ديفيد جمالي في التشكيلة. ومع ذلك، تمكن لومير من إنقاذ الفريق، حيث أصيب عادل الشاذلي عندما أصبحت اللعبة أكثر اندفاع بدني، واضطر إلى مغادرة الملعب. وحل محله المدافع خالد بدرة. بالإضافة إلى ذلك، تم إدراج عادل النفزي كحارس مرمى ثالث.
المباراة نفسها انتهت بخسارة ضئيلة 1–0، ولم يتفاجأ روجيه لومير بالأداء الصربي. ومع ذلك، اعترف بأن الفريق ارتكب خطأ من خلال لعب الكرات العالية في كثير من الأحيان عندما كان ينبغي أن يفضل لعب تمريرات قصيرة. وقال لومير أيضا إنه سعيد بالوافد الجديد ديفيد جمالي في المنتخب الوطني، الذي لعب له بشكل استثنائي في موقع ظهير أيسر. بعد أسبوعين، أكدت إدارة الجامعة التونسية لكرة القدم أنها تخطط لإجراء المزيد من المباريات الدولية الودية. والمرشحون هم كرواتيا، الولايات المتحدة الأمريكية وإيران. كان من المقرر المواعيد في 27 مايو و 2 أو 3 يونيو، بالإضافة إلى مباراة دولية ودية ستقام في ألمانيا ضد إيران في 7 يونيو. في أبريل 2006، حاول لومير إدخال نبيل تايدر المولود في فرنسا إلى الفريق، ولكن وفقًا لقواعد الفيفا كان ينبغي انضمامه في المنتخب التونسي قبل عيد ميلاده الحادي والعشرين. كما أعلن الاتحاد في نهاية الشهر الجاري أنه سيعقد بطولة صغيرة قبل كأس العالم وهي نسخة من كأس إل جي، ستحضرها روسيا البيضاء، ليبيا وأوروغواي. كان من المقرر أن تستمر البطولة من 30 مايو إلى 2 يونيو. بالإضافة إلى ذلك، بعد البطولة تم التخطيط لمباريات دولية ودية ضد ألمانيا والكويت يومي 5 و 7 يونيو. في مايو، اصطحب لومير فريقه إلى معسكر تدريبي في سويسرا، حيث لعبوا مباريات دولية ودية ضد أندية الدوري الفرعية السويسرية. وفي المباراة الأولى، تغلبت تونس على نادي سيريريس 2–0، بأهداف المدافعين كريم حقي وعلاء الدين يحيى. المباراة الثانية فازوا أيضًا على كولومبير 4–0. عندما عاد الفريق إلى وطنهم، كان دور كأس إل جي، حيث كانت بيلاروسيا أول خصم انتهت المباراة 3–0. في المباراة النهائية، ضد أوروغواي، وخسرت تونس اللقب بعد التعادل 0–0 والهزيمة بركلات الترجيح 1–3 في نهاية المطاف، دون تسجيل أي أهداف في الوقت الأصلي.

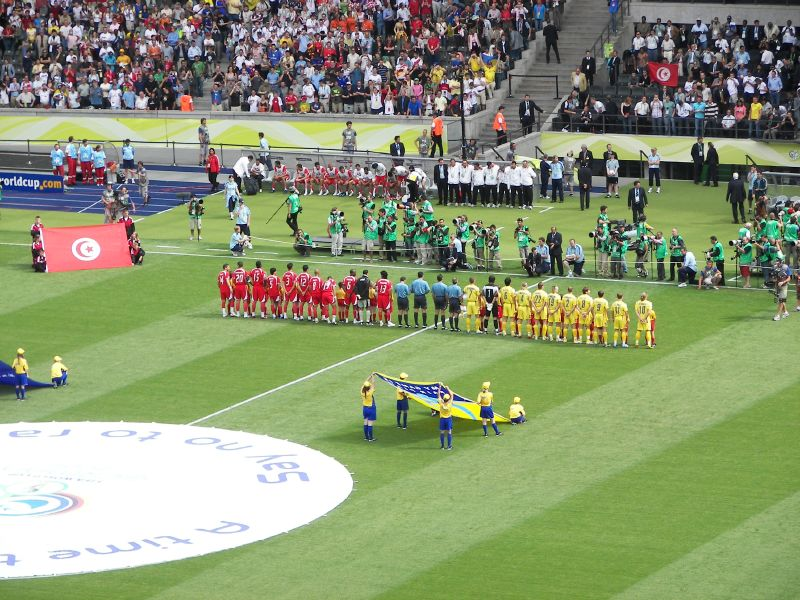
مباراة تونس ضد أوكرانيا في كأس العالم 2006.

انطلقت بطولة كأس العالم 2006، المباراة الأولى في 14 يونيو ضد المملكة العربية السعودية، التي استخدم فيها لومير نظام 4-4-2. كانت إصابة فرانسيلودو سانتوس أقوى مهاجم في تونس قبل قبل البطولة ذات أهمية خاصة، مع ذلك تم استدعائه ضمن تشكيلة كأس العالم. والآخر كان اهتمام ديفيد جمالي. في المباراة الافتتاحية، التي كانت عادة للمدافع الأيمن حاتم الطرابلسي، الذي لعب في هذا المكان منذ سنوات، كان مكانًا في قوة الفريق. وعلى رأس القائمة ياسين الشيخاوي وزياد الجزيري، الذي يلعب للمرة الثانية في بطولة كأس العالم. قبل المباراة، كان من المتوقع أن تكون تونس التي يدربها لومير أقوى من المملكة العربية السعودية، لكن اتضح خلاف ذلك. بينما تقدمت تونس بهدف زياد الجزيري، تمكنت السعودية من العودة إلى المباراة وتسجيل هدفين لكن في اللحظات الأخيرة من المباراة تمكنت تونس من إنهاء المباراة بالتعادل 2–2 بهدف قاتل للاعب راضي الجعايدي، خاب أمل لومير بالنتيجة. وفي المباراة الثانية واجهت تونس إسبانيا المنتخب الأقوى التي هزمت أوكرانيا في الجولة الأولى بقيادة راؤول غونزاليس وإيكر كاسياس وكارليس بويول وسيرخيو راموس. اعتمد لومير على نظام خطة الدفاع النموذجي 4-5-1، حيث كان زياد الجزيري رأس الحربة. بشكل استثنائي تم استبدال ديفيد جمالي، الذي لعب كمدافع يساري في المباراة الافتتاحية، بزميله أنيس العياري. بدأت تونس المباراة بقوة وسجلت الهدف الأول بإمضاء جوهر المناري. ومع ذلك، قامت إسبانيا بتغييرات هجومية في الشوط الثاني وقام راؤول غونزاليس وزملائه بهجمة مرتدة على الحارس علي بومنيجل، سجلوا من خلالها هدف التعادل بعد ذلك بخمس دقائق، سجل فرناندو توريس الهدف الثاني لإسبانيا، وأخيرًا في الدقيقة 90 هدف من ركلة جزاء حسم المباراة بنتيجة 3–1.

لاعبو المنتخب التونسي في كأس العالم 2006. من اليمين إلى اليسار وقوفا: بومنيجل، المناري، حڨي، النموشي، الطرابلسي، الجعايدي. من اليمين إلى اليسار إنحناء: البوعزيزي، العياري، الجزيري، النفطي، الشاذلي

لم يكن لومير سعيدًا بالنتيجة على الرغم من أنه اعتبر تكتيكاته جيدة، ولكن بسبب خطأ واحد، سجلت إسبانيا هدف التعادل. وأكد لومير أيضا أن تونس يجب أن تفوز في المباراة الأخيرة ضد أوكرانيا إذا كانت ترغب في الاستمرار. ضد أوكرانيا، عاد لومير إلى خطة 4-4-2، وهذه المرة كان أفضل زوج هجومي زياد الجزيري وحامد النموشي. المباراة كانت تسير نحو التعادل السلبي لكن طبيعة المباراة تغيرت عندما تلقى المهاجم التونسي زياد الجزيري إنذارا ثانيا في المباراة وتم طرده بالبطاقة الحمرا. لدهشته، لم يرفع لومير أي شخص كمهاجم ولكنه لعب لأكثر من نصف ساعة بدون مهاجم. بالإضافة إلى ذلك، قم الحكم بإعلان ركلة جزاء مشتبه فيها سجلها أندري شيفتشينكو. رد لومير فقط بعد 79 دقيقة عندما أدخل فرانسيلودو سانتوس وشوقي بن سعادة. حصل سانتوس على فرصتين في المباراة لكنه فشل في التسجيل. وانتهت المباراة في النهاية بنتيجة 1–0، تم إقصاء تونس مرة أخرى من دور المجموعات. بعد المباراة، قال لومير إنه يشارك خيبة الأمل مع أنصار تونس، لكن الحياة تستمر. كل ما عليهم فعله الآن هو التركيز على كأس الأمم الإفريقية 2008 ومع ذلك، انتقدت وسائل الإعلام التونسية وأنصارها أداء لومير خلال البطولة على أنه حذر للغاية، وكذلك نظام دفاعي خصوصًا. في تلك الفترة أعلن حاتم الطرابلسي اعتزاله اللعب دوليا بعد 8 سنوات، بعد أن لعب 58 مباراة وسجل هدف وحيد. واصل لومير عقده حتى النهاية، حيث قاد تونس للتأهل لبطولة كأس الأمم الإفريقية 2008. بدأ العقد مباشرة بعد كأس العالم يوم 3 سبتمبر 2006، عندما واجهت تونس موريشيوس في مباراة الذهاب. انتهت المباراة بنتيجة 0–0، ولم تكن المباراة التأهيلية الثانية ضد السودان أفضل من المباراة بقليل. فازت تونس في المباراة بنتيجة 1–0 بهدف ذاتي من ريتشارد جاستن في نهاية المباراة. لم يكن حتى النصف التالي من مارس 2007، حققت تونس فوزا واضحا 0–3 على سيشيل المنتخب الأضعف في المجموعة.
اللقاء التالي بين البلدين كان ساحقا بنفس القدر عندما فازت تونس على سيشيل 4–0. في 16 يونيو 2007، واجهت تونس موريشيوس في مباراة ثانية إلى أخرى، وفازت 2–0. وقادت تونس مجموعتها التأهيلية بفارق نقطة عن السودان، حيث لعبت ضدها آخر مباراة تأهيلية. قبل المباراة النهائية، كانت إدارة الجامعة التونسية لكرة القدم تفكر في التعاقد مع البرازيلي جورفان فييرا كمدرب جديد الذي قاد العراق للظفر بلقب كأس آسيا 2007 ومع ذلك لم يتحقق الاتفاق أبدًا واستمر لومير في إكمال عقده. ومع ذلك، في مباراة التصفيات الأخيرة للبطولة الإفريقية يوم 9 سبتمبر 2007، عانت تونس من خسارة ضئيلة 3–2 ضد السودان واحتلت المركز الثاني في الدور التأهيلي. ومع ذلك، فقد شق طريقه إلى كأس الأمم الإفريقية 2008.
كانت تونس مرشحة للبطولة الإفريقية بعد الأداء المتميز في السنوات الأخيرة بالإضافة إلى حضور 7 لاعبين من النجم الرياضي الساحلي الذي كان بطل دوري أبطال إفريقيا في ذلك الوقت وكانت تونس قادرة على التأهل إلى الربع النهائي. تكونت المجموعة من السنغال، جنوب إفريقيا وأنغولا. الصدارة في دور المجموعات التعادل في المباراة الافتتاحية ضد السنغال 2–2، الفوز على جنوب إفريقيا 3–1 كما أصبح فرانسيلودو سانتوس أكبر تونسي يسجل أهداف في بطولة كأس الأمم الإفريقية. في المباراة الثالثة، واجهت أنغولا التي كادت أن تحصل على مكان بفارق أربع نقاط. وانتهت المباراة 0–0، وتأهلت تونس في نفس الوقت إلى الدور ربع النهائي، ولكن الهزيمة ضد الكاميرون 3–2 في الوقت الإضافي لتغادر تونس من الربع النهائي مرة أخرى. بعد كأس الأمم الإفريقية 2008، ناقش الطاهر صيود رئيس الجامعة التونسية لكرة القدم مع المدرب لومير عن مستقبله كمدرب للمنتخب الوطني. بعد ذلك بيومين، أُعلن أن لومير سيستمر كمدرب للمنتخب التونسي حتى نهاية يونيو. وهذا يعني أن لومير سيدرب تونس لبعض الوقت في تصفيات كأس العالم 2010. بدأ التحضير للمباريات التأهيلية ابتداءً منذ شهر يونيو، في شهر مارس بفوزه بمباراة ودية ضد ساحل العاج 2–0 بأهداف تيجاني بلعيد ورضوان الفالحي. قبل انطلاق التصفيات، تفاوضت الجامعة التونسية لكرة القدم في أبريل 2008 مع الفرنسي برتران مارشان ولاحقا مواطنه جاك سانتيني، لكن لم يتمكن أي منهما من التوصل إلى الاتفاق الذي يريده مع الجامعة التونسية لكرة القدم. وبدلاً من ذلك، تم تعيين البرتغالي هومبيرتو كويلهو كمدرب جديد في 3 يونيو 2008. قبل تعيينه، قاد لومير تونس للمرة الأخيرة في مباراة التصفيات الرابعة لكأس العالم ضد بوركينا فاسو، والتي انتهت بهزيمة 2–1، في 30 يونيو 2008، روجيه لومير يغادر تونس بعد ست سنوات، أطول فترة تدريبية في تاريخ المنتخب التونسي.

### تداعيات وغياب عن كأس العالم (2008–2014)

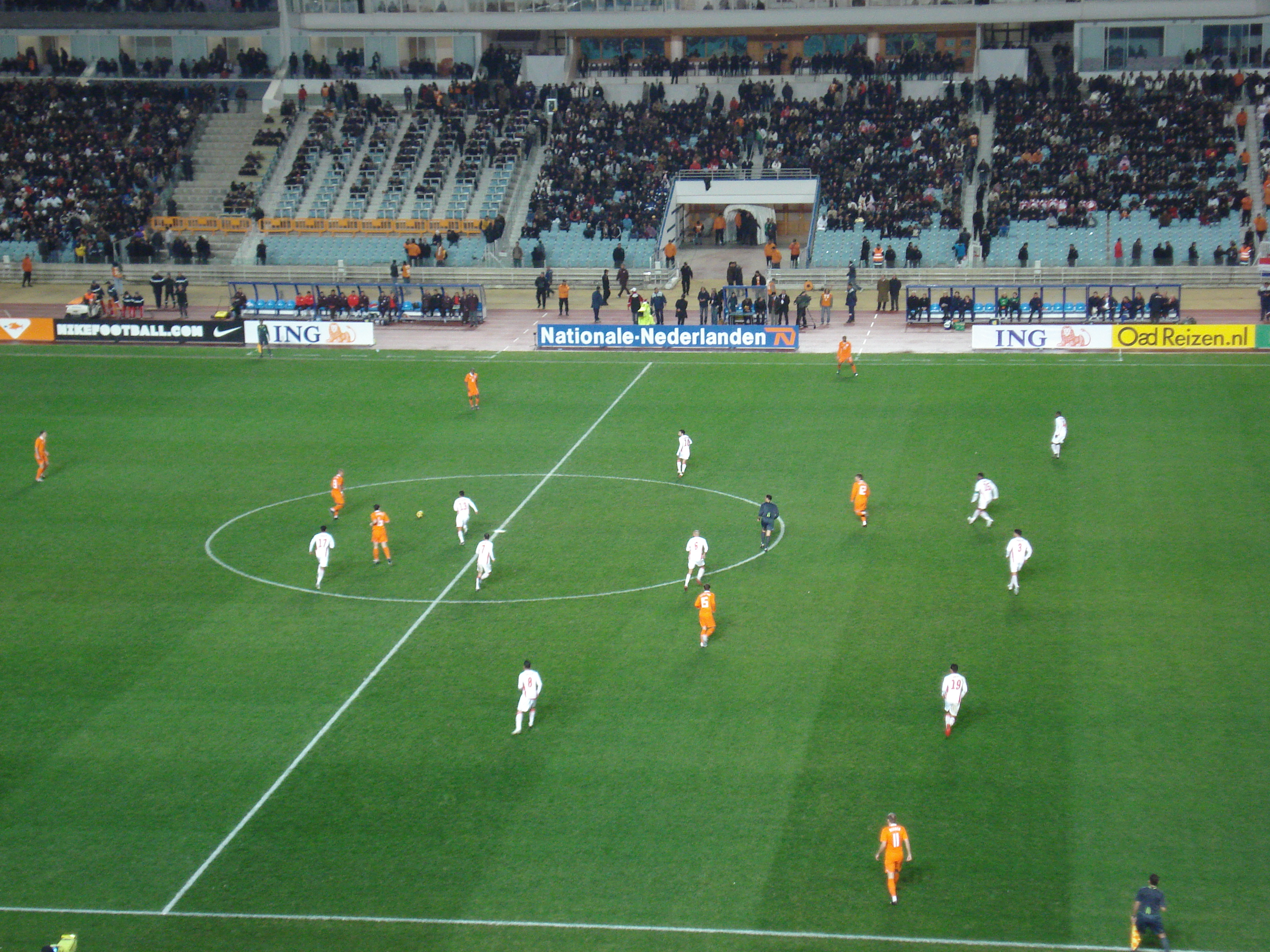
مباراة تونس ضد هولندا في الملعب الأولمبي برادس إنتهت بالتعادل 1–1.

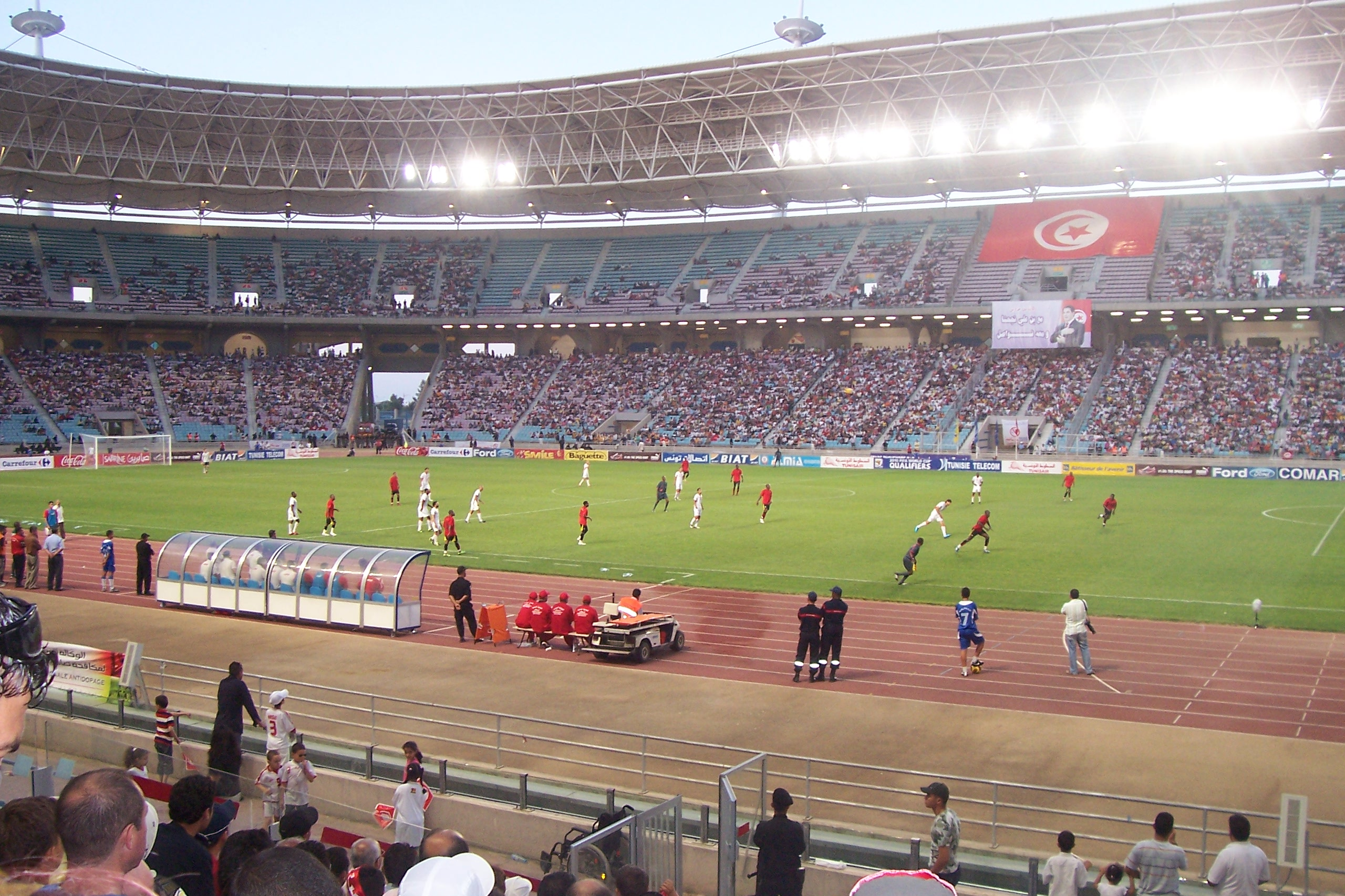
مباراة تونس ضد موزمبيق في تصفيات كأس العالم 2010. إنتهت المباراة بفوز تونس 2–0.

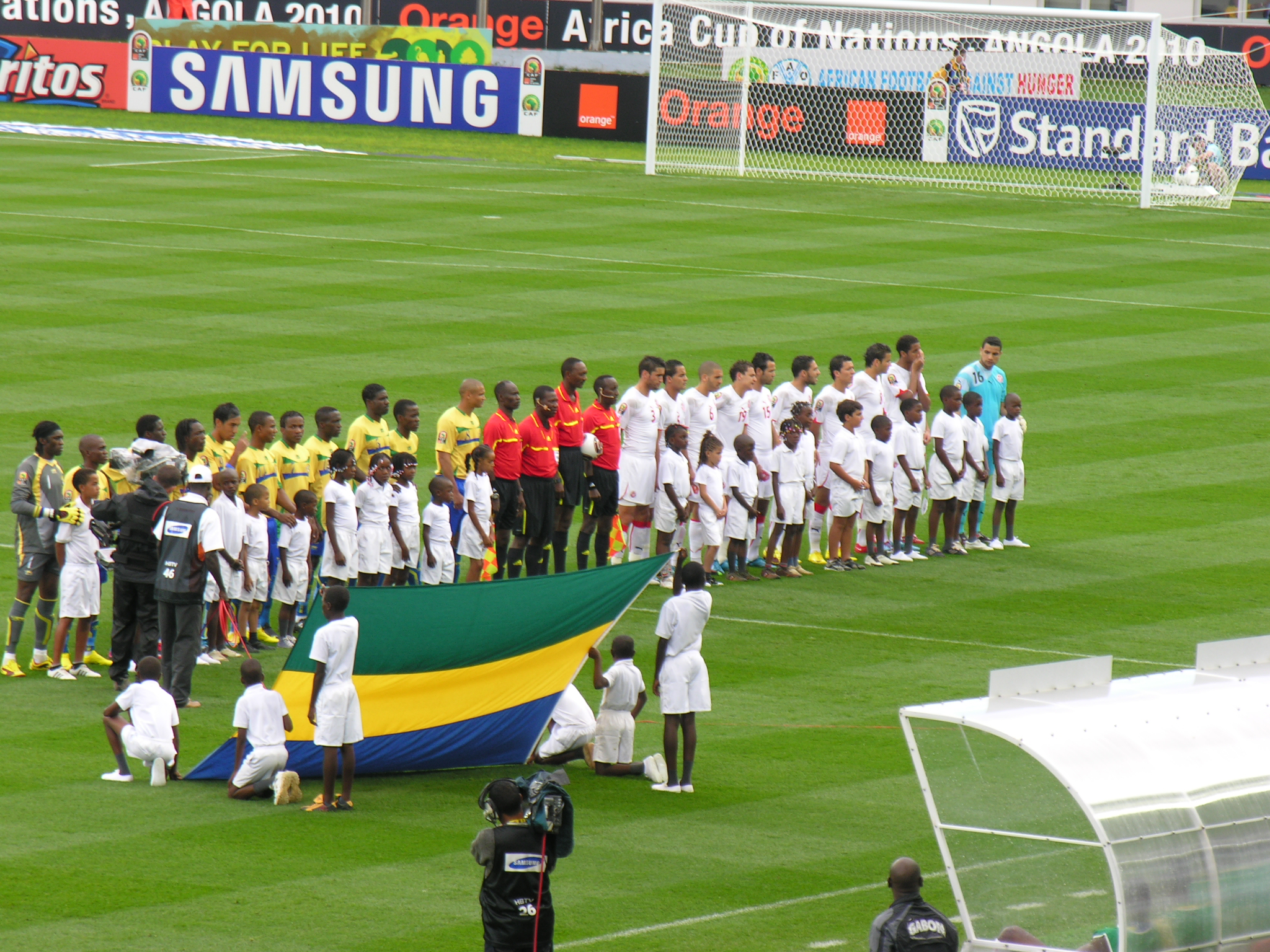
مباراة تونس ضد الغابون في كأس الأمم الإفريقية 2010. إنتهت بالتعادل 0–0.

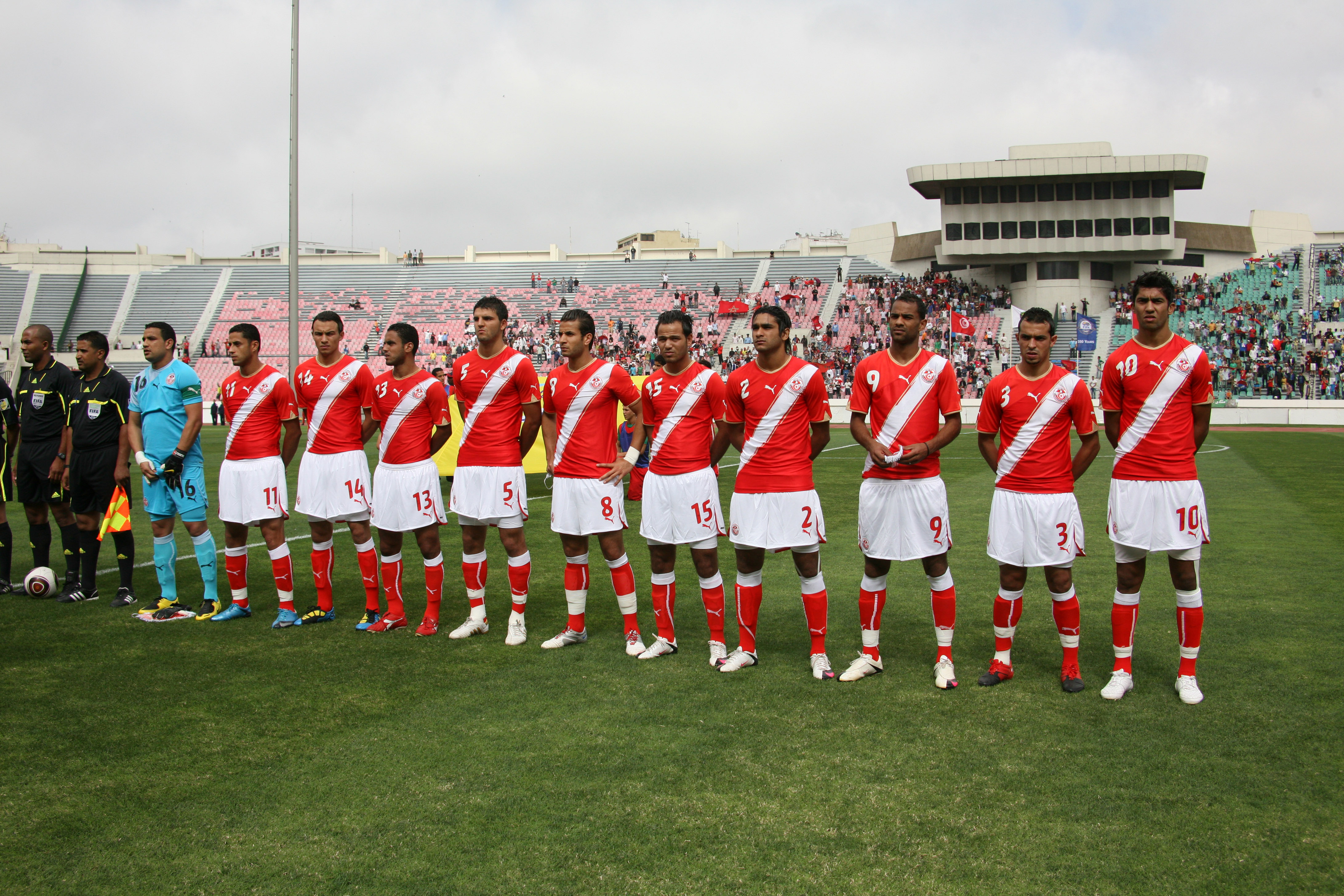
لاعبو تونس المحليين قبل مواجهة المغرب ضمن التصفيات المؤهلة بطولة أمم إفريقيا للمحليين 2011، إنتهت المباراة بالتعادل 2–2.

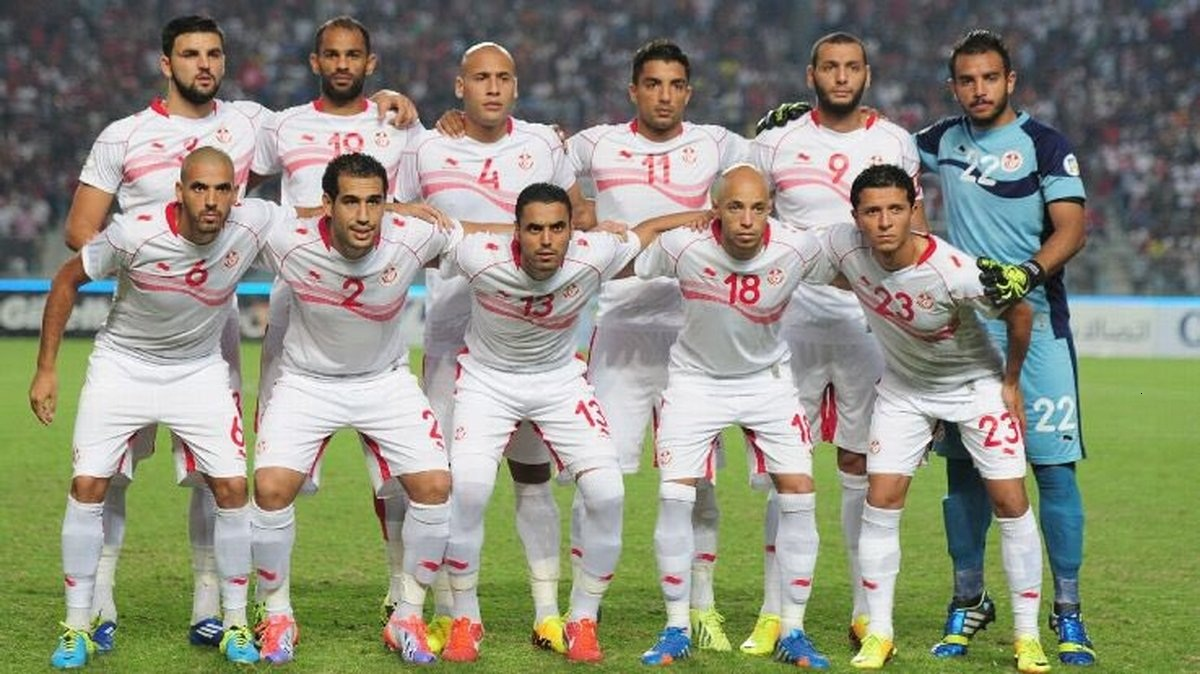
تشكيلة تونس ضد الكاميرون أثناء مباراة الذهاب في الدور الثالث من تصفيات كأس العالم 2014.

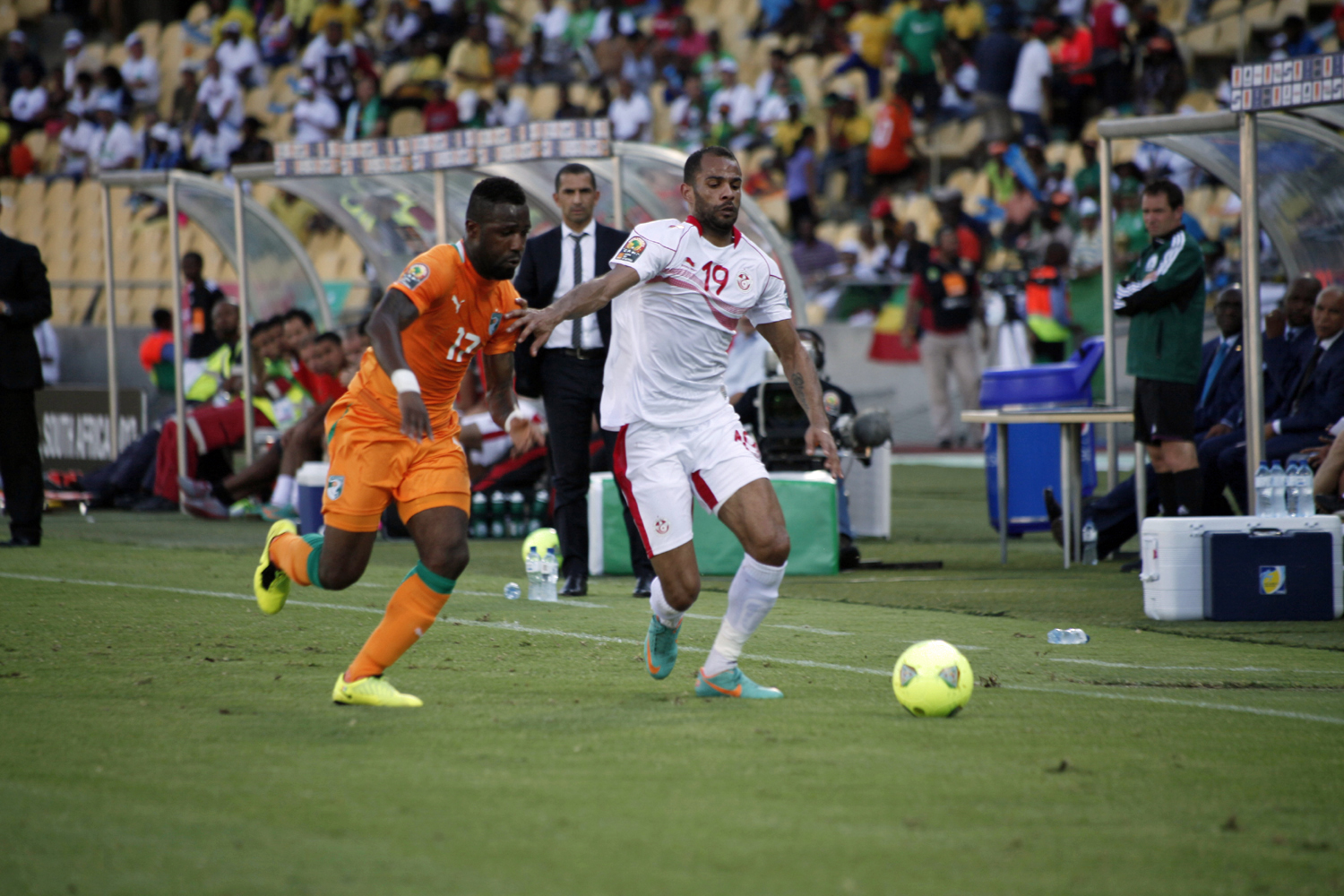
مباراة تونس ضد ساحل العاج في كأس الأمم الإفريقية 2013 تلقت يومها تونس أكبر خسارة في تاريخ مشاركاتها في كأس الأمم الإفريقية 3–0.

في مؤتمره الصحفي، سلط هومبيرتو كويلهو المدير الفني المعين لتونس الضوء على أهمية تقريب وسائل الإعلام من المنتخب الوطني والتحدث بصراحة أكبر عن خيارات اللاعبين وتكتيكاتهم. في الوقت نفسه قال إنه يستخدم خطة 4-3-3 و 4-4-2 اعتمادًا على الخصم. تولى كويلهو مسؤولية التدريب بعد أن غادر روجيه لومير الفريق الوطني في 21 يونيو 2008. استمرت التصفيات في سبتمبر تحت قيادة كويلهو فوز 1–2 ضد بوروندي. في 11 أكتوبر 2008، لعبت تونس المباراة الأخيرة من الدور الثاني لكأس العالم في إفريقيا ضد سيشيل. فازت تونس بالمباراة 5–0. سجل هشام الصيفي هدفين، وبقية الأهداف بإمضاء ياسين الميكاري، صابر بن فرج وفهد بن خلف الله، المباراة مهدت لتونس الطريق للجولة المؤهلة الثالثة في المجموعة الثانية برصيد 13 نقطة، فيما أحرزت بوركينا فاسو المتصدرة 3 نقاط أخرى. في القرعة تونس تواجه نيجيريا، موزمبيق وكينيا. ومع ذلك من المدهش إلى حد ما أن كويلهو نقل المزيد من الدفاع إلى نظام أكثر انتصارًا، على عكس ما وعد به في مؤتمره الصحفي الأول. قبل بدء التصفيات، لعبت تونس مباراة ودية ضد هولندا في 11 فبراير 2009، حيث حققت تعادلاً مفاجئًا إلى حد ما 1–1. تقدمت هولندا في الدقيقة 61 بهدف من كلاس يان هونتيلار. ومع ذلك قام جمال السايحي بتسجيل هدف رائع من تسديدة طويلة غالطت الحارس مارتن ستيكلنبيرغ.
في 28 مارس 2009، افتتحت تونس التصفيات بانتصاره 1–2 على في مباراتها الافتتاحية ضد كينيا. بعد ست دقائق من اللعب، تقدمت تونس في النتيجة بعد هجمة من الناحية اليمنى نتجت عن خطأ دفاعي. كانت المباراة ذات اندفاع بدني مفرط في بعض الأحيان، وأحرز الكيني دينيس أوليتش ركلة جزاء، بعد دقيقتين سجل عصام جمعة الهدف الثاني. مع المباراة التأهيلية التالية في مطلع يونيو، أجرى كويلهو مباراة ودية ضد السودان في 28 مايو 2009. وانتهت المباراة بفوز تونس 4–0 على أرضها، بتسجيل كل من أسامة الدراجي، محمد أمين الشرميتي، راضي الجعايدي ورضوان الفالحي. في 6 يونيو 2009، لعبت تونس مباراتها التأهيلية الثانية ضد موزمبيق. انتهت المباراة بانتصار 2–0، سجل وسام بن يحيى في الدقيقة 21 من زمن المباراة كاد اللاعب الموزمبيقي رافاييل كابانغو من التقدم للزوار عندما قام بتسديدة قوية ارتطمت بالعارضة. استمرت المباراة لمدة 27 دقيقة عندما اخترق أسامة الدراجي الجهة اليمنى من الدفاع ويقوم بتمريرة حاسمة لزميله لسعد النويوي ليضاعف النتيجة 0–2، مما أثار شغب الجماهير المحلية. وقد أجريت المباراة الثالثة في 20 يونيو 2009، وكما كان الحال من قبل على أرضية ملعب 7 نوفمبر في مواجهة نيجيريا متصدر الجولة الثانية في مجموعتها. وتصدرت تونس مجموعتها بعد جولتين بالعلامة الكاملة، بينما جمعت نيجيريا أربع نقاط في مباراتين بعد التعادل في مباراتها الافتتاحية ضد موزمبيق. أراد كويلهو تجنب المخاطر ولعب فريقه بشكل دفاعي. لعب عصام جمعة خطة المهاجم الوحيد. المباراة انتهت 0–0 عندما كان كلا الفريقين مترددين في الهجوم. بعد صدارة المجموعة، تونس أكملت مرحلة الذهاب بفارق سبع نقاط، وكان أكبر منافس لها نيجيريا الثاني برصيد خمس نقاط.
واستمرت مرحلة الإياب من التصفيات بعد نحو ثلاثة أشهر في الخريف ضد نيجيريا. في 12 أغسطس 2009، لعبت تونس مباراة ودية ضد ساحل العاج. تلقى نبيل تايدر دعوة للعب لصالح المنتخب التونسي، حيث لم يتمكن من تمثيل المنتخب من قبل بموجب قوانين الفيفا خلال فترة روجيه لومير. كما كان متوقعًا من قبل، انتهت المباراة بالتعادل السلبي 0–0. وقد أظهر الحكم البطاقة الحمراء لساحل العاج بعد 84 دقيقة. في 6 سبتمبر 2009، أقيمت المباراة الرابعة في التصفيات على ملعب أبوجا في نيجيريا. لعبت المباراة بالفعل دورًا حاسمًا حيث سجلت الفرق نقطتين. سيكون للفائز ميزة على الجولتين الأخيرتين. وبهذا الانتصار كانت تونس ستزيد نقاطها إلى خمس نقاط. بدأت المباراة بشكل سيئ لتونس عندما تقدم الجناح النيجيري بيتر أوديموينغي بالهدف الأول في الدقيقة 24. وبعد دقيقة واحدة، عادلت تونس النتيجة عندما سجل لاعب الوسط الدفاعي نبيل تايدر هدفه الأول من حوالي 25 مترا. هدأت المباراة قرب الشوط الأول من نهايته على الرغم من بطاقتين صفراوين. كانت الأوضاع في الشوط الثاني منخفضة أيضًا، حتى أحرز مايكل إنرامو الهدف الثاني لنيجيريا. المدرب كويلهو قرر إقحام أسامة الدراجي في الدقائق الأخيرة من المباراة بعد 89 دقيقة سجل الدراجي هدف التعادل وانتهت المباراة 2–2. بعد ذلك بشهر تقريباً، أعلن كويلهو عن خططه في أكتوبر للعب مباراة ودية ضد السعودية بالإضافة إلى مباراة التصفيات في 14 أكتوبر 2009. كما عين قائمة اللاعبين في كلتا المباراتين في مؤتمر صحفي.
في 11 أكتوبر 2009، واجهت تونس كينيا في المباراة التأهيلية الخامسة، التي فازت بها في بداية التصفيات في الميدان خارج أرضها بنتيجة 1–2. حُسمت المباراة في ملعب 7 نوفمبر بسرعة عندما دفع المهاجم التونسي عصام جمعة المنتخب نحو التقدم في النتيجة مبكرا. كما ظل الهدف المباراة الوحيدة التي احتفظت به تونس بالصدارة. بعد أيام قليلة، لعبت تونس مباراة ودية ضد السعودية. أراد كويلهو تجربة لاعبين جدد قبل التصفيات النهائية ضد موزمبيق. من بين أمور أخرى أصيب لسعد النويوي بجروح لكنه اضطر إلى الخروج في الشوط الثاني، فازت السعودية بنتيجة 1–0 بهدف ناصر الشمراني. جرت الجولة الأخيرة من التصفيات المؤهلة يوم 14 نوفمبر 2009، حيث واجهت تونس موزمبيق ثالث المجموعة. وتصدرت تونس لمجموعته بفارق نقطتين عن نيجيريا. بالنسبة لتونس، من ناحية أخرى، كان التعادل على الأقل كافياً للتأهل لكأس العالم. انتهى الشوط الأول من المباراة بدون أهداف، في حين انتهى الشوط الأول في مباراة كينيا ونيجيريا بفارق هدف للفريق المضيف. بدأت الإثارة في التسابق بعد 60 دقيقة عندما علم كويلهو أن نيجيريا تقدمت بنتيجة 1–2 في ظرف ثلاث دقائق. ومع ذلك، لم يغير المدرب من لعب فريقه ولكن الجمود التونسي قابله هدف أول من موزمبيق في الدقيقة 83، خسرت تونس المباراة الأخيرة والحاسمة. تم إلقاء اللوم على الظروف المناخية الصعبة ومنها الحرارة وأرضية الملعب السيئة. وهكذا فشلت تونس في التواجد في كأس العالم 2010 ولكنها تأهلت لكأس الأمم الإفريقية. بعد أربعة أيام، أقالت الجامعة التونسية لكرة القدم المدرب هومبيرتو كويلهو من منصبه وفي نفس الوقت تم تعيين فوزي البنزرتي كمدرب جديد من أجل الإشراف على المنتخب في كأس الأمم الإفريقية 2010. تم إقصاؤه أيضًا بعد إقصاء تونس من مرحلة المجموعات، حيث تعادل كل ثلاث مباريات ضد زامبيا، الغابون والكاميرون. منهيا الدورة في أسفل المجموعة. في يونيو 2010، تم تعيين برتراند مارشان كمدرب لعقد لمدة عامين، بهدف الوصول إلى الدور نصف النهائي في كأس الأمم الإفريقية 2012 خاصة بعد النتائج الممتازة التي حققها مع النجم الرياضي الساحلي على المستويين الإفريقي والدولي. ومع ذلك، بدأ التأهل سيئًا، حيث خسر هزيمتين أمام بوتسوانا وتعادل 2–2 أمام ملاوي بعد فوزها على توغو 1–2، صعق مرة أخرى ضد بوتسوانا 1–0 مما جعل الفريق التونسي يحتل المركز 65 في تصنيف فيفا العالمي، وهو الأسوأ في تاريخه. في 15 ديسمبر 2010، بعد اجتماع المكتب الاتحادي، تمت إزالة برتران مارشان من منصبه.
بداية من 2011 تميزت تونس بالثورة. لعبت تونس مباراتين ذهاب وإياب ضد المغرب وتفوقت 1–1 ذهابا في الملعب الأولمبي برادس و 2–2 إيابا بعد مباراة مثيرة في المركب الرياضي محمد الخامس بفضل أهداف صابر خليفة ومهدي مرياح، تحقق التأهل لأول مرة تتواجد تونس في بطولة أمم إفريقيا للمحليين. وبدون التحضير، يطير الفريق تحت قيادة سامي طرابلسي لبطولة أمم إفريقيا للمحليين التي تنظم في السودان. بعد دور المجموعات حيث أنهت بسهولة لأول مرة، تعادل ضد أنغولا 1–1 انتصار ضد رواندا 3–1 وانتصار آخر ضد السنغال 2–0، وجدت في الدور ربع النهائي الكونغو الديمقراطية المدافع عن اللقب وفازت 1–0. في نصف النهائي، وجدت الجزائر، بعد معركة لمدة ساعتين 1–1، تأهلت تونس بركلات الترجيح. في المباراة النهائية، وجدت أنغولا وسهولة الفوز بالمباراة والتتويج باللقب بنتيجة 3–0. كما تم اختيار زهير الذوادي كأفضل لاعب في البطولة.
لكن نسور قرطاج خسروا أمام عمان في 29 مارس 2–1 في مباراة ودية. في 8 أكتوبر، تأهل الفريق كأس الأمم الإفريقية 2012 بفوزه على توغو 2–0. بعد بداية جيدة، مع انتصارات ضد المغرب 2–1 والنيجر، واثنين من أهداف يوسف المساكني، وسقوط ضد الغابون البلد المضيف بنتيجة 0–1. يتم إقصاء تونس في الدور ربع النهائي بعد الأشواط الإضافية ضد غانا 1–2. في 29 شباط / فبراير 2012، تعادل ضد بيرو 1–1، ثم في 29 مايو، فازت ضد رواندا 5–1. في تصفيات كأس العالم 2014، تندرج تونس في مجموعة تتألف من الرأس الأخضر وغينيا الاستوائية وسيراليون؛ 3–1 يتغلب على غينيا الاستوائية 3–1 والرأس الأخضر 2–1. ومن ثم تأهل في 13 أكتوبر كأس الأمم الإفريقية 2013 على الرغم من اثنين من التعادلات ضد سيراليون 2–2 و0–0. في المباراة الأولى، خطفت تونس النصر في اللحظات الأخيرة 1–0 ضد الجزائر، أفضل هدف في نسخة 2013 بقدم يوسف المساكني. ثم سحقت تونس من قبل ساحل العاج بنتيجة 3–0. المباراة الأخيرة تؤدي إلى فضيحة حول التحكيم. في الواقع، تم حرمان تونس من العديد من ضربات الجزاء: خالد المولهي يفقد ضربة جزاء، يتم تأهيل توغو على حساب تونس بالتعادل 1–1. وفي شباط/فبراير 2013، حل نبيل معلول محل سامي الطرابلسي. في أول مباراتين في التصفيات المؤهلة لكأس العالم 2014، فازت تونس على سيراليون 2–1 وانتزع تعادلاً 2–2 في فريتاون.
في 16 يونيو، خلال الجولة الخامسة من مرحلة المجموعات، تتعادل تونس أمام غينيا الاستوائية 1–1. في السابع من سبتمبر، تعرض الفريق للهزيمة في الديار على يد الرأس الأخضر 0–2 ويفقد كل الأمل في أن يكون مؤهلا لكأس العالم. نبيل معلول يعلن استقالته. في 12 سبتمبر، ومع ذلك، يؤهل الاتحاد الدولي لكرة القدم تونس بعد تنحية الرأس الأخضر للغش. في أعقاب التصفيات المؤهلة لكأس العالم 2014، يواجه نسور قرطاج الكاميرون، تعطي تونس التعادل 0–0 في الديار وتفشل في أراضي الكاميرون 4–1، وبالتالي فقدت مؤهلاته. المدرب رود كرول يغادر بعد مباراتين فقط.

### العودة إلى الواجهة، مشاركتين في كأس العالم (2014–2022)
تم تعيين المدرب البلجيكي جورج ليكنز في أوائل عام 2014 لمحاولة إحياء الفريق. كانت النتائج المبكرة إيجابية، بما في ذلك تعادل 1–1 ضد كولومبيا وفوز 1–0 على كوريا الجنوبية، سواء في المباريات الودية. تحت قيادة جورج ليكنز، صعد الفريق من المرتبة 49 إلى المرتبة 22 في أشهر قليلة في تصنيف فيفا العالمي حتى استعاد الفريق بريقه القاري بعد ظهور جيل جديد من اللاعبين. تأهلت تونس إلى كأس الأمم الإفريقية 2015 وحصلت على المركز الأول في مجموعتها القوية بما في ذلك السنغال، مصر وبوتسوانا، في نهائيات البطولة، احتلت تونس صدارة مجموعتها للمرة الأولى منذ عام 2008 بعد فوزها على زامبيا 2–1 وتعادلها مع الرأس الأخضر 1–1 والكونغو الديمقراطية بنفس النتيجة 1–1، لكنها خرجت من دور الثمانية بعد مباراة مثير للجدل، هزمت تونس أمام المضيف غينيا الاستوائية 1–2، وحظر الحكم راجيندرابارساد سيتشورن لمدة ستة أشهر بسبب أدائه الضعيف في البطولة. في يونيو 2015، استقال جورج ليكنز بشكل مفاجئ في لأسباب مجهولة. في يوليو 2015، عاد البولندي هنري كاسبرتشاك كمدرب بعد 17 عامًا. تحت إشرافه كانت تصفيات بطولة أمم إفريقيا للمحليين 2016 سيئة نوعا ما، في مجموعة متكونة ليبيا والمغرب، فازت تونس في مباراة وتعادلت في مباراة وخسرت مباراتين ومع ذلك تأهلت تونس إلى النهائيات، مساعد المدرب حاتم الميساوي هو الذي يقود الفريق في رواندا، في دور المجموعات التعادل في مباراتين 2–2 ضد غينيا، 1–1 أمام نيجيريا وانتصار كبير على النيجر بنتيجة 0–5 يظل أكبر انتصار في تاريخ البطولة لحد الآن، ولكن يتم إقصاء تونس في الدور ربع النهائي من قبل مالي بعد الهزيمة 1–2. تمكن هنري كاسبرتشاك من التأهل لبطولة كأس الأمم الإفريقية 2017 في الصدارة بفوزه على ليبيريا، توغو وجيبوتي. وصل أيضًا إلى ربع النهائي في المسابقة، خسرت تونس المباراة الافتتاحية ضد السنغال 2–0 فازت على الجزائر 2–1 وانتصار كبير على زيمبابوي 2–4 قبل أن يخسر مرة أخرى في الربع النهائي، وهذه المرة ضد بوركينا فاسو 2–0. الهزائم في المباريات الودية ضد الكاميرون والمغرب بنتيجة 1–0 أدت إلى طرد كاسبرتشاك.
في 27 أبريل 2017، عاد نبيل معلول كمدرب على الرغم من استحسان المؤيدين التونسيين بعد الفشل في تصفيات كأس العالم 2014، لكنه هذه المرة أهل تونس لبطولة كأس العالم 2018 في روسيا للمرة الخامسة في تاريخ تونس والأول منذ 12 سنة بعد تخطيه التصفيات المؤهلة ضد كل من الكونغو الديمقراطية فوز ذهاب 2–1 والتعادل في الإياب 2–2، غينيا الفوز ذهابا 2–0 وإيابا 4–1 وليبيا الفوز ذهابا 1–0 والتعادل إيابا 0–0. تأهلت تونس لكأس العالم 2018 ونتائجها الإيجابية في المباريات الودية ضد إيران 1–0، كوستاريكا 1–0، تركيا 2–2 والبرتغال 2–2 أدى إلى صعوده إلى المركز 14 في تصنيف فيفا العالمي للمرة الأولى على الإطلاق، وصاحب المركز الأول في الفرق الإفريقية والعربية، وتجاوز فرق مثل إيطاليا وهولندا.

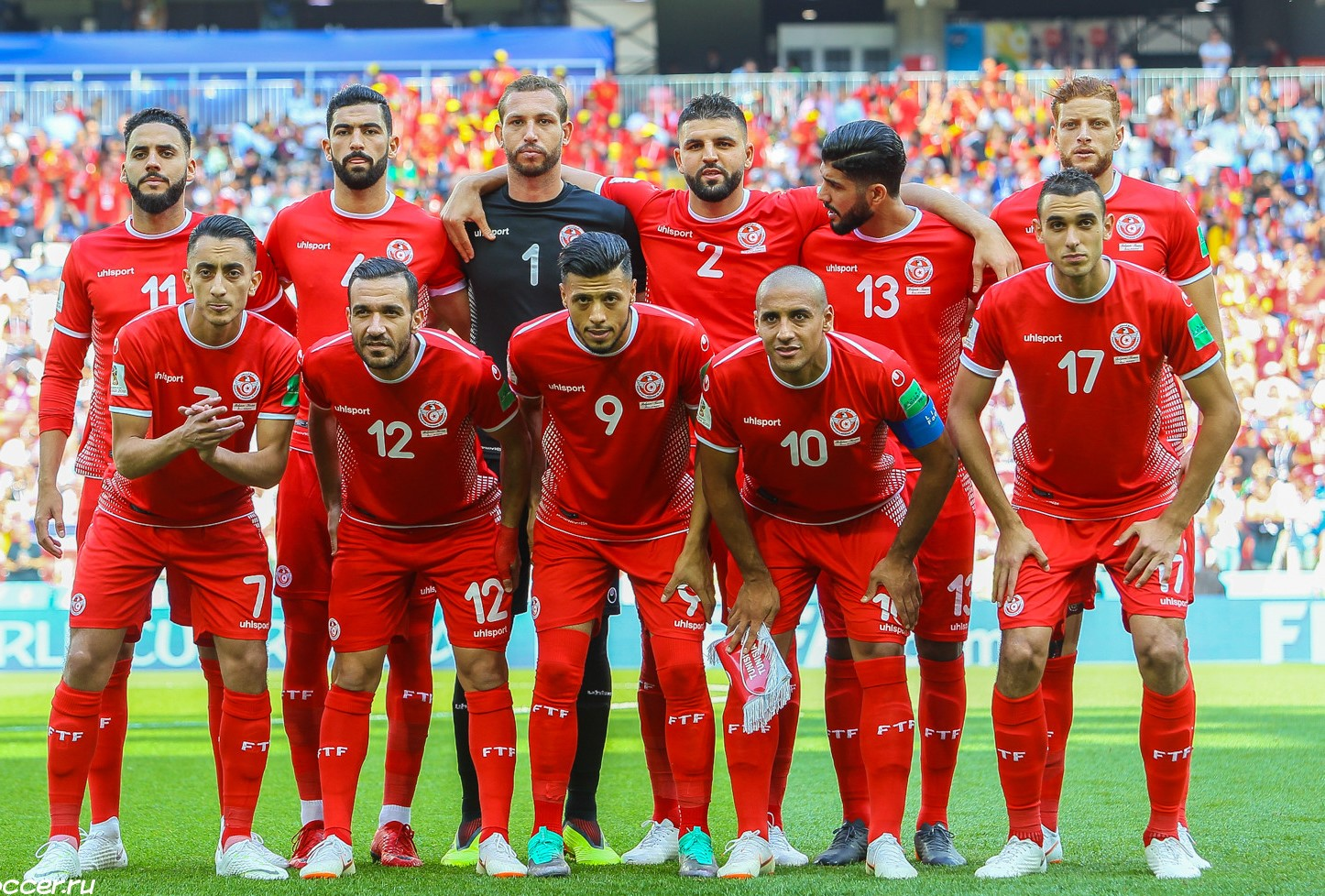
تشكبلة المنتخب التونسي في كأس العالم 2018 قبل المباراة ضد بلجيكا.

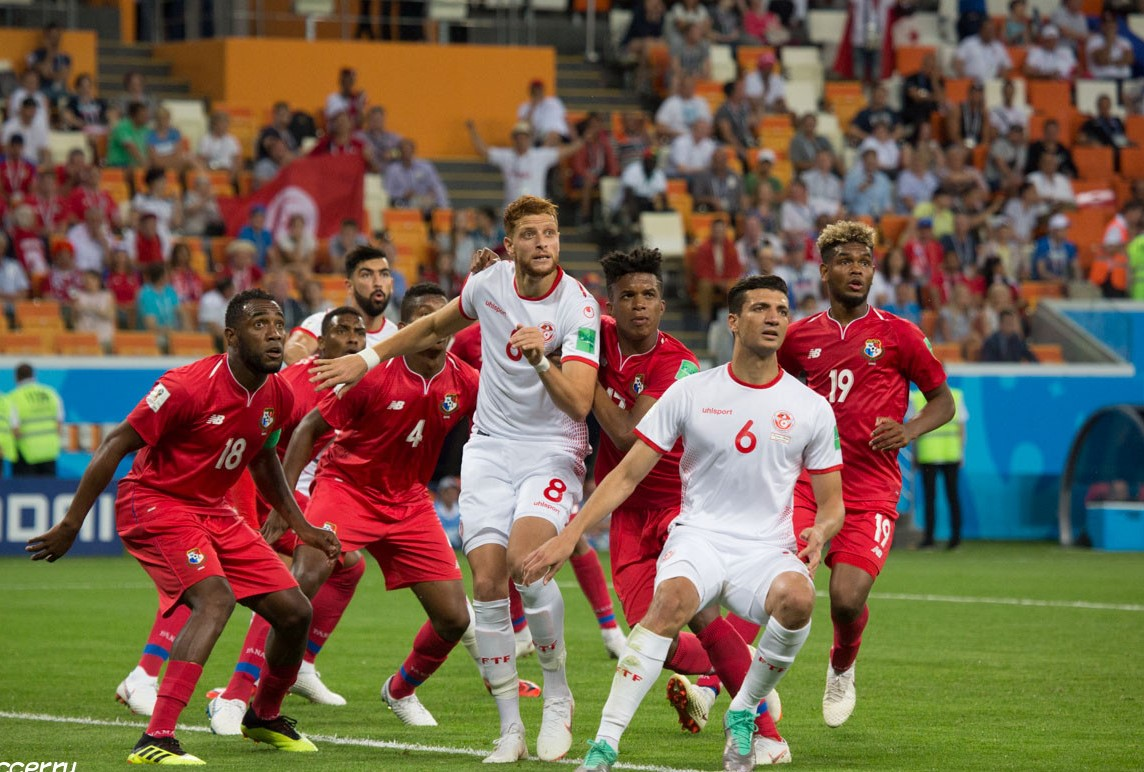
مباراة تونس ضد بنما في كأس العالم 2018.

على الرغم من ذلك، لم يرتفع أداء الفريق في كأس العالم إلى المستوى المتوقع، لعبت المباراة الأولى ضد إنجلترا، التقى الفريقان في مباراتين، بما في ذلك مباراة واحدة في مرحلة المجموعات كأس العالم 1998، انتهت بفوز إنجلترا 2–0. وسجلت إنجلترا في الدقيقة 11 عندما أوقف معز حسن رأس جون ستونز من ضربة ركنية من الجهة اليسرى، لكنه لم يتمكن من إنقاذ متابعة هاري كين من مسافة قريبة. تم استبدال حسن بعد أربع دقائق مع فاروق بن مصطفى بسبب إصابة في وقت سابق من المباراة، بعد اصطدامه باللاعب جيسي لينغارد. لينغارد تسديدة من الصليب أشلي يونغ إلى البعيد. بعد 10 دقائق، تعادل فرجتني ساسي من ركلة جزاء بعد معاقبة كايل ووكر بسبب ضربة كوع على فخر الدين بن يوسف. تلقى كين مناشدة من ركلة جزاء في غضون خمس دقائق من بداية الشوط الثاني، حيث يبدو أنه أعاقه لاعبان تونسيان في الزاوية. في الوقت الإضافي، مرّ هاري ماغواير بزاوية كيران تريبير من اليمين إلى طريق كين، الذي سددها داخل المرمى بعد أن تركه حراً في القائم الخلفي، وانتهى اللقاء بهزيمة 1–2. المباراة الثانية لعبت بلجيكا، واجه الفريقان بعضهما البعض في ثلاث مباريات، بما في ذلك مباراة واحدة في مرحلة المجموعات كأس العالم 2002، والتي انتهت بالتعادل 1–1. بعد 6 دقائق فقط من المباراة، تم اعتبار التحدي المتأخر الذي حققه اللاعب صيام بن يوسف على فريق إدين هازارد، باستخدام تقنية الفار، متواجداً داخل المنطقة مباشرة وتمكن من تسجيل ركلة الجزاء في الزاوية السفلية اليسرى. بعد عشر دقائق، دريس ميرتنز داخل نصف مناطق الدفاع التونسي مباشرة قبل التقدم وتمرير الكرة إلى روميلو لوكاكو. ثم سدد ضربة منخفضة في اتجاه فاروق بن مصطفى في الزاوية اليمنى السفلى. ضربة حرة من وهبي خزري من اليسار قوبل بها ديلان برون، التي لامست رأسه وباغتت تيبو كورتوا. عثر توماس مونييه على لوكاكو داخل منطقة الجزاء، والتي قام بتمريرة فوق بن مصطفى. تمريرة طويلة من توبي ألدرفيريلد على صدر هازارد، ثم قام بمباغتة بن مصطفى ليسجل هدف. قابل ميتشي باتشوايي كرة عرضية من اللاعب يوري تيليمانس في الجهة الخلفية بضربة حرة من تسديدة من كرة عرضية الهف الخامس لبلجيكا. سجل خزري الهدف الثاني في الوقت المحتسب بدل الضائع بعد الدوران في منطقة الجزاء. المباراة الثالثة لعبت ضد بنما، إذ الفريقان لم يلتقيا من قبل أبدا. وكان الفريقان قد استبعدا بالفعل من البطولة قبل المباراة. تقدمت بنما في الدقيقة 33 بعد تسديدة من خوسيه رودريغيز من خارج منطقة الجزاء انحرفت عن ياسين مرياح واستقرت في الشباك. في الدقيقة 51، عثر نعيم سليتي على وهبي خزري أسفل الجهة اليمنى وحول كرة عرضية أخيرة من فخر الدين بن يوسف على بعد ست ياردات. في الدقيقة 66، أنهى خزري كرة عرضية من الجهة اليسرى من قبل أسامة الحدادي من مسافة قريبة في الجهة الخلفية. فازت تونس بمباراة في كأس العالم بعد 40 عامًا منذ فوزها 3–1 على المكسيك في عام 1978، وهكذا، كانت جميع انتصارات تونس في كأس العالم ضد فرق أمريكا الشمالية.
بعد كأس العالم مر الفريق بتجربة قصيرة مع فوزي البنزرتي، الذي نجح في التأهل لبطولة كأس الأمم الإفريقية 2019 التي تفوقت على مصر، النيجر وإسواتيني، قبل إقالته بسبب مشاكل غامضة بينه وبين وديع الجريء رئيس الجامعة التونسية لكرة القدم. في ديسمبر 2018، تم التعاقد مع المدرب الفرنسي ألان جيراس للإشراف على الفريق في نهائيات كأس الأمم الإفريقية 2019 بسبب خبرته في كرة القدم الإفريقية وسجله المتميز كلاعب في منتخب فرنسا. كانت التحضيرات جيدة نوعا ما، خسارة أمام الجزائر 1–0 انتصر على العراق 2–0 كما فاز المنتخب التونسي على وصيف كأس العالم المنتخب الكرواتي 2–1 وفوز آخر على بوروندي 2–1، كانت بداية المسابقة سيئة بعد ثلاثة تعادلات في مرحلة المجموعات ضد أنغولا 1–1 ومالي بنفس النتيجة 1–1، قبل تعادله بدون أهداف أمام موريتانيا، للتأهل إلى دور الستة عشر بصعوبة كبيرة في المركز الثاني. في الجولة التالية، تحسنت النتائج بفوزها على غانا بركلات الترجيح، التأهل إلى ربع النهائي وفازت أيضًا مفاجأة بطولة مدغشقر 3–0، التأهل للدور النصف النهائي للمرة الأولى منذ 15 عامًا، قبل الهزيمة أمام السنغال بفارق ضئيل 1–0 بعد الوقت الإضافي، بعد نزاع مع حكم باملاك تيسيما بسبب عدم إعطاء ركلة جزاء واضحة لتونس قبل أربع دقائق من نهاية المباراة، لاستكمال المنافسة في المركز الرابع خلف نيجيريا بعد الخسارة في مباراة المركز الثالث 1–0.
بعد كأس الأمم الإفريقية 2019 تم التخلي عن ألان جيراس وتم التعاقد مع التونسي منذر الكبير، بدأت التحضيرات من أجل تصفيات كأس الأمم الإفريقية 2021، لعبت عدة مباريات ودية، فوز ضد موريتانيا 1–0، خسارة أمام ساحل العاج 2–1 وتعادل سلبي أمام الكاميرون. في هذه الأثناء لعبت تونس تصفيات بطولة أمم إفريقيا للمحليين 2020 ضد الغريم ليبيا والفوز ذهابا وإيابا 1–0، 2–1 ورغم ذلك قامت الجامعة التونسية لكرة القدم بسحب الترشح يوم 20 ديسمبر 2019 بسبب ضغط الرزنامة لتتأهل ليبيا تلقائيا عوض تونس. أوقعت قرعة تصفيات كأس الأمم الإفريقية 2021 تونس مع كل من ليبيا، غينيا الاستوائية وتنزانيا. المباراة الأولى ضد ليبيا كان فوز عريض بنتيجة 4–1 سجل كل من وهبي خزري وسيف الدين خاوي هدفان، وفوز آخر خارج الديار على غينيا الاستوائية 1–0 بهدف وهبي خزري. في هذه الأثناء أقيمت قرعة تصفيات كأس العالم 2022 وأقعت القرعة تونس مع كل من غينيا الاستوائية مرة أخرى، موريتانيا وزامبيا. ومع ذلك تم تعليق تعليق نشاط كرة القدم في العالم بسبب جائحة فيروس كورونا إلى أجل آخر. بعد قرابة سنة من التوقف الدولي، عاد المنتخب التونسي لخوض المباريات، لعبت وديتان للتحضير لما تبقى من تصفيات كأس الأمم الإفريقية 2021 ضد السودان والانتصار 3–0، وتعادل أمام نيجيريا 1–1. في التصفيات لعب المنتخب التونسي أربع مباريات متبقية، ضد تنزانيا فوز 1–0 وتعادل 1–1، إضافة إلى فوز كبير على ليبيا في بنغازي 5–2 وانتصار أخير على غينيا الاستوائية 2–1، أنهى المنتخب التونسي التصفيات على رأس المجموعة بخمس انتصارات وتعادل وحيد. بعد شهرين أقيم تربص للمنتخب للعب ثلاث وديات، انتصار على جمهورية الكونغو الديمقراطية 1–0، هزيمة مخيبة في الديار أمام الجزائر 0–2 وفوز صعب على مالي 1–0 بهدف في آخر المباراة. في 3 سبتمبر 2021، بدأ المنتخب التونسي مبارياته في تصفيات كأس العالم 2022، كانت البداية جيدة تم تحقيق ثلاث انتصارات متتالية، 3–0 ضد غينيا الاستوائية في رادس، 2–0 أمام زامبيا في ندولا، وأمام موريتانيا بنتيجة 3–0، ومع ذلك تعادلت تونس أمام موريتانيا 0–0 في نواكشوط، وهزيمة ضد غينيا الاستوائية بنتيجة 0–1 في مالابو ليتأجل التأهل للدور القادم للجولة الأخيرة، في الواقع لاقا المدرب منذر الكبير انتقادات لاذعة من الجماهير، ومع ذلك تحقق التأهل للدور الفاصل في 16 نوفمبر 2021 بعد الانتصار أمام زامبيا في رادس بنتيجة 3–1، مختتما مباريات المجموعة بأربعة انتصارات، تعادل وحيد وهزيمة.
بعد توقفها لتسع سنوات، نظم الاتحاد الدولي لكرة القدم بطولة كأس العرب في قطر، تأهل المنتخب التونسي مباشرة للنهائيات دون خوض مرحلة التصفيات مستفيدا بالمرتبة الأولى عربيا في تصنيف فيفا العالمي، مما جعل تونس تشارك للمرة السابعة في تاريخها في بطولة من تنظيم الفيفا. بالرغم من التوقعات المنخفضة بدأ المنتخب التونسي البطولة بفوز أمام موريتانيا 5–1 سجل كل من سيف الدين الجزيري وفراس بالعربي هدفين بينما سجل يوسف المساكني الهدف الخامس بتمريرة حاسمة من العائد ياسين الشيخاوي. مع ذلك عانت تونس من هزيمة صاعقة أمام سوريا بنتيجة 0–2، وتحقق التأهل للربع النهائي بالفوز على الإمارات العربية المتحدة 1–0 بهدف سيف الدين الجزيري. في الربع النهائي تحسن مردود المنتخب وانتصر على عمان 2–1 بهدفي سيف الدين الجزيري ويوسف المساكني. في النصف النهائي تصادمت تونس مع غريمها مصر، بعد مباراة مغلقة تمكنت تونس من تسجيل هدف في الدقيقة 95 وخطف التأهل بعد ركلة حرة من نعيم سليتي حولها المصري عمرو السولية بالخطأ في مرماه لتنتهي المباراة بنتيجة 1–0. في المباراة النهائية، واجه المنتخب التونسي منتخب الجزائر، لكنه هزم بنتيجة 0–2 في الأشواط الإضافية. أنهى سيف الدين الجزيري هداف البطولة برصيد 4 أهداف وتحصل على جائزة حذاء الفيفا الذهبي. وعلى الرغم من خسارة اللقب، إلا أن أداء الفريق أعاد الثقة للجماهير المتواجدة بعشرات الآلاف لمشاهدة مباريات البطولة، خاصة بعد الهزيمة أمام سوريا وفي المراحل النهائية. في هذا السياق، قام الاتحاد الدولي لكرة القدم باختيار الجماهير التونسية كأفضل مشجعين للبطولة.

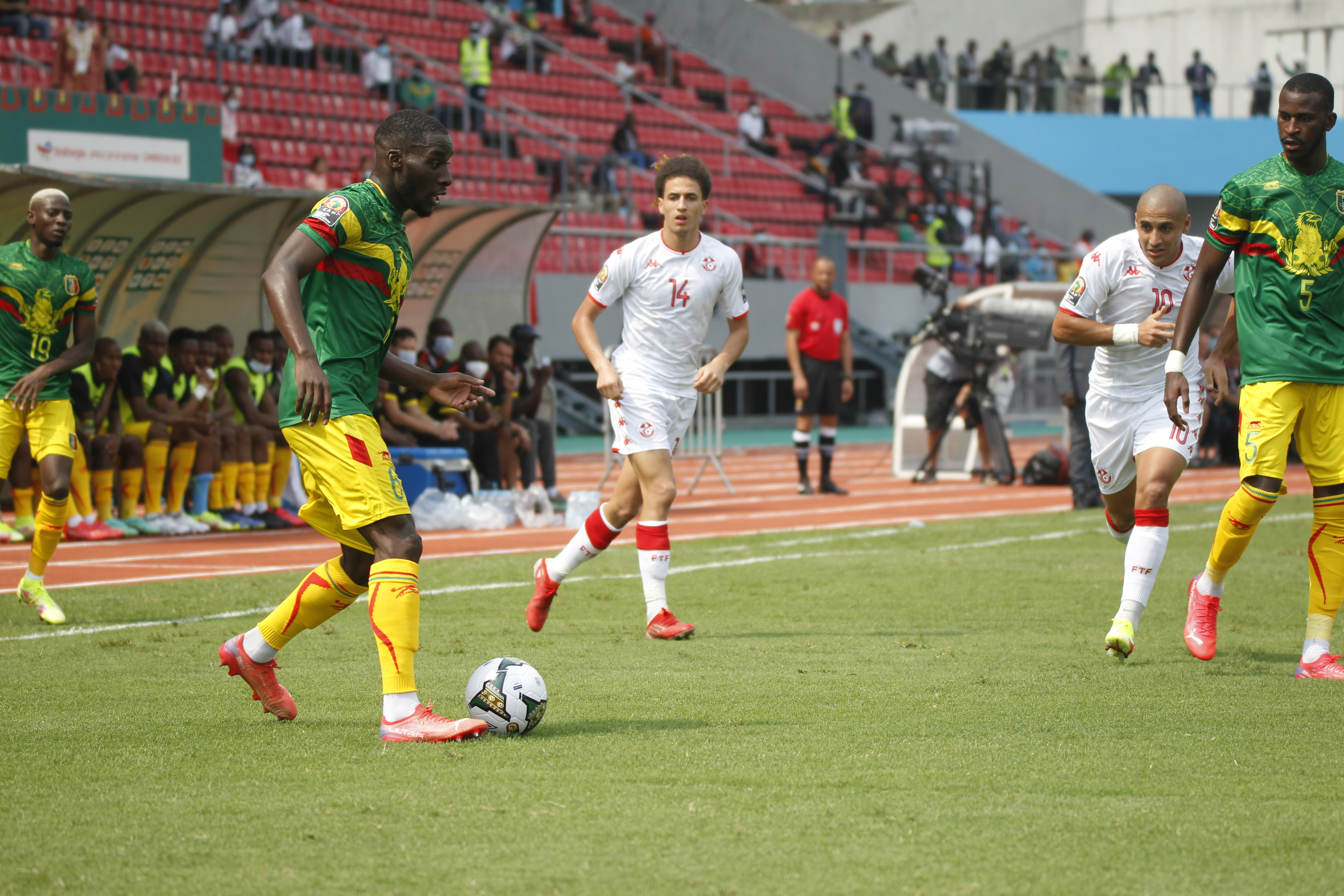
مباراة تونس ضد مالي في كأس الأمم الإفريقية 2021.

كانت مشاركة الفريق في كأس الأمم الإفريقية 2021 سيئة نوعا ما، في دور المجموعات بدأ بهزيمة 0–1 من مالي خلال عرفت المباراة أحداثا تحكيمية غريبة حيث أنهى الحكم الزامبي جاني سيكازوي المباراة في الدقيقة 85. في المباراة الثانية حقق الفريق فوزا معنويا على موريتانيا 4–0 بفضل ثنائية وهبي خزري وأهداف حمزة المثلوثي وسيف الدين الجزيري، لكن المنتخب ابتلي بهزيمة أمام غامبيا 0–1 في اللحظات الأخيرة من المباراة، ليتحقق التأهل للدور الـ16 كأفضل ثوالث في دور المجموعات. مع ذلك فاز المنتخب على نيجيريا القوية 1–0 بهدف يوسف المساكني من خارج منطقة الجزاء رغم غياب منذر الكبير عن المباراة بسبب إصابته بفيروس كورونا وتعويضه بمساعده جلال القادري. في الأخير أقصي الفريق من الربع النهائي أمام بوركينا فاسو بعد الهزيمة 0–1. بعد هذه المشاركة المخيبة للآمال تمت إقالة منذر الكبير من تدريب المنتخب بعد ثلاث سنوات من تعيينه وتعيين مساعده جلال القادري خلفا له. في هذه الأثناء أقيمت قرعة المرحلة الثالثة من التصفيات الإفريقية لكأس العالم 2022 حيث أسفرت عن مواجهة مالي ذهابا وإيابا. في مباراة الذهاب في ملعب 26 مارس في باماكو، فازت تونس خارج القواعد 1–0 بفضل هدف المالي موسى سيساكو العكسي بعد ضغط من يوسف المساكني، أما مباراة الإياب في الملعب الأولمبي برادس أمام 50 ألف متفرج فقد انتهت بالتعادل 0–0، ليتأهل المنتخب التونسي لبطولة كأس العالم للمرة السادسة في تاريخه.
بدأت الاستعدادات مبكرا، حيث لعب الفريق مباراتين في تصفيات كأس الأمم الإفريقية 2023، الأولى ضد غينيا الاستوائية في رادس (فوز 4−0) والثانية ضد بوتسوانا في فرانسيستاون (تعادل 0−0). بعد ذلك، تم استدعاء الفريق للمنافسة في كأس كيرين المقامة في اليابان في الفترة من 10 إلى 14 يونيو 2022، بمشاركة ثلاثة منتخبات أخرى: اليابان، تشيلي وغانا. في نصف النهائي، فازت تونس على تشيلي 2−0، ثم الانتصار في النهائي أمام اليابان المضيفة 3−0، ليفوز المنتخب التونسي باللقب للمرة الأولى. اختير فرجاني ساسي أفضل لاعب في البطولة، فيما أنهى مواطنه عصام الجبالي هداف البطولة بهدفين. بعد ذلك، يخوض الفريق مباراتين وديتين: الأولى ضد جزر القمر، والتي تنتهي بالفوز 1−0، والثانية تنتهي بهزيمة ثقيلة أمام البرازيل 5−1. أنهى نسور قرطاج استعداداتهم بالفوز على إيران بنتيجة 2−0 قبل أيام قليلة من بداية كأس العالم، ولم تُذاع المباراة ولعبت خلف أبواب مغلقة بناء على طلب الاتحاد الإيراني لكرة القدم.

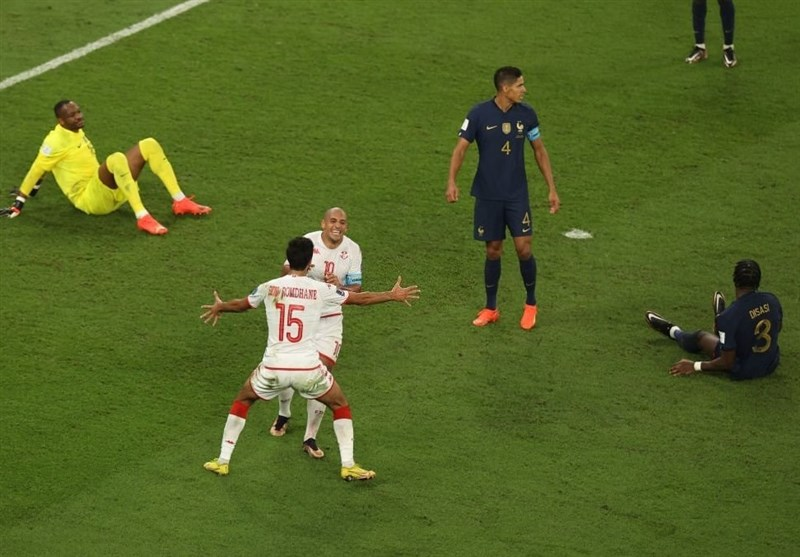
وهبي خزري يحتفل بعد تسجله هدفا أمام فرنسا في كأس العالم 2022.

في المجموعة الرابعة من كأس العالم 2022، فرضت تونس التعادل 0–0 على الدنمارك المصنفة عاشرة عالميا، رغم أن عصام الجبالي سجل هدفا ألغي بداعي التسلل. بفضل أدائه البطولي في هذه المباراة، حصل عيسى العيدوني على جائزة رجل المباراة. في المباراة الثانية، بلي الفريق بهزيمة 0–1 أمام أستراليا، تعرض الإطار الفني واللاعبون لانتقادات لاذعة بسبب ضعف خط الوسط والهجوم، مما قلل فرص تونس في التأهل لدور الـ16. في المباراة الأخيرة ضد فرنسا بطلة العالم، وضع وهبي خزري تونس في المقدمة في الدقيقة 58 بتسديدة منخفضة في الزاوية اليمنى السفلية. في هذه المرحلة، كانت تونس في وضع يسمح لها بالتأهل إلى المجموعة. ومع ذلك بعد دقيقتين، تقدمت أستراليا أمام الدنمارك في المباراة الأخرى في نفس الوقت مما أخرج تونس من المراكز المؤهلة. في الوقت المحتسب بدل الضائع، سجل أنطوان غريزمان هدفًا ليجعل النتيجة 1−1 لكن الهدف أُلغي بمساعدة حكم الفيديو بداعي التسلل. واصلت أستراليا الفوز على الدنمارك مما يعني أن تونس احتلت المركز الثالث في المجموعة وفشلت في التأهل لمرحلة خروج المغلوب. حصل الكابتن وهبي خزري على جائزة رجل المباراة. كان هذا أول فوز لتونس على منتخب أوروبي في كأس العالم، وجمع الفريق أكبر حصيلة من النقاط (4 نقاط) في دور المجموعات منذ ظهوره الأول عام 1978 (3 نقاط). في هذا السياق، أعلن وهبي خزري اعتزاله اللعب دوليا بعد 9 سنوات، لعب خلالها 74 مباراة سجل فيها 25 هدفًا. بعد الإقصاء من كأس العالم طالب القادري الإستقالة لكن المكتب الجامعي رفض ذلك ، حيث مدد عقده إلى 2024.

### تراجع النتائج، أزمة تدريب وانحدار (2023–الآن)
أنهى الفريق تصفيات كأس الأمم الإفريقية 2023 على رأس المجموعة بعد الإنتصار على ليبيا ذهابا 3–0 وإيابا 1–0 وبوتسوانا 3–0 وهزيمة من غينيا الاستوائية 0–1. تعادل الفريق وديا مع الجزائر 1–1 وانتصار على مصر في القاهرة 3–1. في أكتوبر، بلي المنتخب يهزيمتين من كوريا الجنوبية 0–4 واليابان 0–2. في 17 نوفمبر 2023 بدأ المنتخب تصفيات كأس العالم 2026 بإنتصارين ضد ساو تومي وبرينسيب 4–0 ومالاوي 1–0. أوقعت قرعة كأس الأمم الإفريقية تونس إلى جانب مالي، جنوب إفريقيا وناميبيا. في يناير 2024، لعب الفريق مبارتين وديتين، تعادل أمام موريتانيا 0–0 وفوز على الرأس الأخضر 2–0. في كأس الأمم الإفريقية ضد ناميبيا، كانت تونس الفريق الأفضل على الورق، لكنها اضطرت للعمل بجد للتغلب على الضغط الناميبي المستمر، بينما فشلت تونس في إحداث تأثير. وقبل دقيقتين من نهاية الوقت الأصلي، عاقب الناميبيون إهدار تونس للفرص، حيث سجل ديون هوتو كافينجي هدفا في مرمى بشير بن سعيد ليتحقق فوزًا مفاجئًا لناميبيا. أمام مالي، تأخر التونسيون من كرة حاسمة، حيث مرر كاموري دومبيا تمريرة رائعة قبل أن يسدد لاسين سينايكو في الزاوية البعيدة ليمنح مالي التقدم. بعد عشر دقائق فقط من افتتاح مالي التسجيل، مرر علي العابدي كرة وتمريرة لحمزة رفيعة ليسجل هدف التعادل لتنتهي المباراة بالتعادل 1–1. في المباراة الأخيرة، كانت مملة إلى حد كبير حيث أثبتت تونس تراجعها للغاية بينما كانت جنوب إفريقيا مترددة للغاية في بذل جهود مقنعة حيث كانت تمتلك الأفضلية. ومع ذلك، مع تزايد صعوبة المباراة بالنسبة لتونس، اضطر التونسيون إلى تقديم كل شيء إلى الأمام، وفيما يتعلق بالنتيجة، فقد كادوا أن يسقطوا في فخ الهجمات المرتدة، ولا سيما محاولة فاشلة من سيفيلو سيثول. وسنحت لهيثم الجويني فرصة لكن رأسيته مرت من فوق العارضة لتنتهي النتيجة بالتعادل السلبي ليتم إقصاء تونس من دور المجموعات للمرة الأولى منذ نسخة 2013. في هذا الصدد قدم المدرب جلال القادري إستقالته بعد سنتين من توليه تدريب المنتخب. وبعد ثلاثة أيام، تمت إقالة الجهاز الفني بأكمله، فيما تم تكليف أنيس البوسعايدي ومنتصر الوحيشي للإشراف على الفريق مؤقتا. وفي 30 يناير، نشرت الجامعة التونسية لكرة القدم إشعارا أعلنت فيه فتح باب الترشحات لتدريب في سياق مثير للجدل. وفي هذا السياق، خسر الفريق ثلاثة عشر مركزاً، ليتراجع إلى المركز 41 في تصنيف فيفا العالمي، وهو أسوأ تراجع منذ أبريل 2011. في مارس، شارك الفريق في كأس العاصمة المصرية، وهي بطولة ودية تابعة لسلسلة فيفا 2024، ولعب الفريق بقيادة الوحيشي في نصف النهائي أمام كرواتيا، وخسر بركلات الترجيح 4–5 بعد نهاية الوقت الأصلي 0–0. وفي مباراة تحديد المركز الثالث واجه الفريق نيوزيلندا، انتهت المباراة بالتعادل السلبي، وانتهت بالفوز بركلات الترجيح 4–2 وحصول تونس على المركز الثالث. واصل الوحيشي قيادة الفريق خلال اليومين الثالث والرابع من تصفيات كأس العالم. وفاز الفريق بصعوبة على غينيا الاستوائية في رادس بفضل هدف محمد علي بن رمضان من ركلة جزاء والتعادل السلبي أمام ناميبيا في جوهانسبرغ.
في 14 يونيو، تم تعيين فوزي البنزرتي مدربًا للمرة الرابعة، ليتولى منصبه في 1 يوليو، مع مهدي النفطي كمدرب مساعد. أجريت قرعة تصفيات كأس الأمم الإفريقية 2025 في 4 يوليو. كانت تونس في المجموعة الأولى مع مدغشقر، جزر القمر وغامبيا. في 23 يوليو، قرر الاتحاد الدولي لكرة القدم إنشاء هيئة تسوية داخل الجامعة التونسية لكرة القدم وطُلب من كمال إيدير قيادتها. ومع ذلك، تم فصل النفطي من مهامه واستبداله بقيس اليعقوبي لأسباب تأديبية. في 5 سبتمبر، بدأ الفريق التصفيات بفوز صعب في رادس على مدغشقر 1–0، بفضل هدف فرجاني ساسي في الدقيقة 98، ثم انتصار بعد ثلاثة أيام على غامبيا في الجديدة 2–1 بهدفين من علي العابدي وبن رمضان. وفي الجولة الثالثة، صدمت تونس بهزيمة مفاجئة أمام جزر القمر في رادس بنتيجة 1–0 بأداء ضعيف. وفي مباراة الإياب التي أقيمت في أبيدجان أمام نفس المنافس، تأخرت تونس حتى أدرك ياسين مرياح التعادل في الدقيقة 69، لتنتهي المباراة بالتعادل 1–1. وتعرض الفريق لانتقادات شديدة بسبب الاختيارات السيئة في الإطار الفني وغياب الانضباط من جانب اللاعبين. بعد ذلك، هدد البنزرتي بالاستقالة، وهو ما رفضته الجامعة، قبل أن يعدل عن رأيه في 22 أكتوبر بالاتفاق المتبادل مع البنزرتي. وفي هذا السياق، يخسر الفريق أحد عشر مركزاً في تصنيف الفيفا العالمي، ليتراجع إلى المركز 47، وهو ما يشكل أكبر تراجع يُسجل في أكتوبر 2024 على المستوى العالمي. وفي 5 أكتوبر، تم تعيين قيس اليعقوبي مدربا مؤقتا للمباراتين الأخيرتين من التصفيات. وفي 14 نوفمبر، خلال اليوم قبل الأخير، فازت تونس في مباراة الإياب على مدغشقر في بريتوريا 3–2، لتضمن بذلك التأهل لكأس الأمم الإفريقية 2025 بفضل أهداف حمزة رفيعة، سيف الله لطيف والعابدي. وخلال المباراة الأخيرة، تعرض الفريق لهزيمة أخرى في رادس، وهذه المرة أمام غامبيا 0–1. وأنهت تونس التصفيات في المركز الثاني بالمجموعة خلف جزر القمر بثلاثة انتصارات وتعادل واحد وهزيمتين. وهذه هي المرة الأولى منذ تصفيات كأس الأمم الإفريقية 2012 التي تتأهل فيها تونس لكأس إفريقيا للأمم في المركز الثاني. تسبب هذا في تراجع الفريق مرة أخرى في تصنيف الفيفا ليحتل المركز 52 في نوفمبر 2024.
في يناير 2025، حاولت لجنة التسوية إبرام عقد مع المدرب البرتغالي كارلوس كيروش، في حين جاء الأخير إلى تونس للتفاوض. ورغم التنازلات المالية التي قدمها، إلا أن الصفقة فشلت بعد تدخل السلطات بسبب المبلغ الكبير للعقد، المقدر بـ500 ألف دينار شهريا. في 25 يناير، تم انتخاب معز الناصري رئيسًا جديدًا للجامعة التونسية لكرة القدم. وبعد يومين، أجريت قرعة كأس الأمم الإفريقية 2025، حيث وقعت تونس في المجموعة الثالثة إلى جانب نيجيريا، أوغندا وتنزانيا. في 10 فبراير، أعلنت الجامعة التونسية لكرة القدم عودة سامي الطرابلسي كمدرب للفريق بعد 12 سنة من فترته الأولى، وسط انتقادات واسعة. خاض أول اختبار جدي له يومي 19 و24 مارس، ضمن الجولتين الخامسة والسادسة من تصفيات كأس العالم 2026، حيث حقق المنتخب تحت قيادته انتصارين على ليبيريا 1–0 بهدف من حازم المستوري، ومالاوي 2–0 بهدفي سيف الدين الجزيري وإلياس عاشوري. في 26 أبريل، استُدعي المنتخب للمشاركة في كأس العرب 2025. في يونيو، لعب الفريق مبارتين وديتين، انتصر ضد بوركينا فاسو 2–0 في رادس، لكنه بلي بهزيمة أمام المغرب 0–2 في فاس. كان من المقرر أن تلعب مباراة أخرى ضد جمهورية إفريقيا الوسطى في الدار البيضاء، لكنها ألغيت بسبب إضراب لاعبي الأخير.

## المشاركات في المسابقات الدولية، القارية والإقليمية
على المستوى الدولي شارك المنتخب التونسي ستة مرات في كأس العالم سنوات 1978، 1998، 2002، 2006، 2018 و2022، كما شارك في الألعاب الأولمبية الصيفية أربع مرات سنوات 1960، 1988، 1996 و2004 ومشاركة وحيدة في كأس القارات في نسخة 2005 ورغم هذا السجل الثري لم يقدر المنتخب التونسي من تجاوز دور المجموعات في جميع مشاركاته. على المستوى الإفريقي يعتبر المنتخب التونسي واحد من أنجح المنتخبات في القارة، شارك إثنا وعشرين مرة في كأس الأمم الإفريقية وصل للمباراة النهائية ثلاث مرات وكان أفضل إنجاز الفوز باللقب في 2004، كما أن الفريق صاحب الرقم القياسي في عدد مرات التأهل المتتالية في البطولة برصيد 17 مرة بين 1994 و2025. شاركت تونس أيضا مرتين في بطولة أمم إفريقيا للمحليين وأحرزت اللقب من أول مشاركة في 2011، كما شاركت مرتين في ألعاب عموم إفريقيا وتم إحراز الميدالية الفضية في 1991 والميدالية البرونزية في 2007. على المستوى العربي شارك المنتخب التونسي ثلاث مرات في كأس العرب وأحرز اللقب من أول مرة في 1963 والمركز الثاني في 2021 وفاز أيضا بلقب كأس فلسطين للأمم في 1973 وأحرز الميدالية الفضية في دورة الألعاب العربية في 1957. بالإضافة إلى عديد المشاركات والألقاب في بطولات ودورات ودية.
- المفتاح:   البطل    الوصيف    المركز الثالث     المركز الرابع      — المضيف

### كأس العالم
| سجل المشاركات في كأس العالم | سجل المشاركات في كأس العالم | سجل المشاركات في كأس العالم | سجل المشاركات في كأس العالم | سجل المشاركات في كأس العالم | سجل المشاركات في كأس العالم | سجل المشاركات في كأس العالم | سجل المشاركات في كأس العالم | سجل المشاركات في كأس العالم | سجل المشاركات في كأس العالم |               | سجل تصفيات كأس العالم لكرة القدم | سجل تصفيات كأس العالم لكرة القدم | سجل تصفيات كأس العالم لكرة القدم | سجل تصفيات كأس العالم لكرة القدم | سجل تصفيات كأس العالم لكرة القدم | سجل تصفيات كأس العالم لكرة القدم | سجل تصفيات كأس العالم لكرة القدم |
| النسخة                      | الجولة                      | المركز                      | لعب                         | فاز                         | تعادل                       | خسر                         | له                          | عليه                        | الفارق                      | لعب           | فاز                              | تعادل                            | خسر                              | له                               | عليه                             | الفارق                           |                                  |
| --------------------------- | --------------------------- | --------------------------- | --------------------------- | --------------------------- | --------------------------- | --------------------------- | --------------------------- | --------------------------- | --------------------------- | ------------- | -------------------------------- | -------------------------------- | -------------------------------- | -------------------------------- | -------------------------------- | -------------------------------- | -------------------------------- |
| 1930                        | جزء من فرنسا                | جزء من فرنسا                | جزء من فرنسا                | جزء من فرنسا                | جزء من فرنسا                | جزء من فرنسا                | جزء من فرنسا                | جزء من فرنسا                | جزء من فرنسا                | جزء من فرنسا  | جزء من فرنسا                     | جزء من فرنسا                     | جزء من فرنسا                     | جزء من فرنسا                     | جزء من فرنسا                     | جزء من فرنسا                     |                                  |
| 1934                        | جزء من فرنسا                | جزء من فرنسا                | جزء من فرنسا                | جزء من فرنسا                | جزء من فرنسا                | جزء من فرنسا                | جزء من فرنسا                | جزء من فرنسا                | جزء من فرنسا                | جزء من فرنسا  | جزء من فرنسا                     | جزء من فرنسا                     | جزء من فرنسا                     | جزء من فرنسا                     | جزء من فرنسا                     | جزء من فرنسا                     |                                  |
| 1938                        | جزء من فرنسا                | جزء من فرنسا                | جزء من فرنسا                | جزء من فرنسا                | جزء من فرنسا                | جزء من فرنسا                | جزء من فرنسا                | جزء من فرنسا                | جزء من فرنسا                | جزء من فرنسا  | جزء من فرنسا                     | جزء من فرنسا                     | جزء من فرنسا                     | جزء من فرنسا                     | جزء من فرنسا                     | جزء من فرنسا                     |                                  |
| 1950                        | جزء من فرنسا                | جزء من فرنسا                | جزء من فرنسا                | جزء من فرنسا                | جزء من فرنسا                | جزء من فرنسا                | جزء من فرنسا                | جزء من فرنسا                | جزء من فرنسا                | جزء من فرنسا  | جزء من فرنسا                     | جزء من فرنسا                     | جزء من فرنسا                     | جزء من فرنسا                     | جزء من فرنسا                     | جزء من فرنسا                     |                                  |
| 1954                        | جزء من فرنسا                | جزء من فرنسا                | جزء من فرنسا                | جزء من فرنسا                | جزء من فرنسا                | جزء من فرنسا                | جزء من فرنسا                | جزء من فرنسا                | جزء من فرنسا                | جزء من فرنسا  | جزء من فرنسا                     | جزء من فرنسا                     | جزء من فرنسا                     | جزء من فرنسا                     | جزء من فرنسا                     | جزء من فرنسا                     |                                  |
| 1958                        | لم يشارك                    | لم يشارك                    | لم يشارك                    | لم يشارك                    | لم يشارك                    | لم يشارك                    | لم يشارك                    | لم يشارك                    | لم يشارك                    | لم يشارك      | لم يشارك                         | لم يشارك                         | لم يشارك                         | لم يشارك                         | لم يشارك                         | لم يشارك                         |                                  |
| 1962                        | لم يتأهل                    | لم يتأهل                    | لم يتأهل                    | لم يتأهل                    | لم يتأهل                    | لم يتأهل                    | لم يتأهل                    | لم يتأهل                    | لم يتأهل                    | 3             | 1                                | 1                                | 1                                | 4                                | 4                                | 0                                |                                  |
| 1966                        | انسحب                       | انسحب                       | انسحب                       | انسحب                       | انسحب                       | انسحب                       | انسحب                       | انسحب                       | انسحب                       | انسحب         | انسحب                            | انسحب                            | انسحب                            | انسحب                            | انسحب                            | انسحب                            |                                  |
| 1970                        | لم يتأهل                    | لم يتأهل                    | لم يتأهل                    | لم يتأهل                    | لم يتأهل                    | لم يتأهل                    | لم يتأهل                    | لم يتأهل                    | لم يتأهل                    | 5             | 1                                | 4                                | 0                                | 4                                | 3                                | 1+                               |                                  |
| 1974                        | لم يتأهل                    | لم يتأهل                    | لم يتأهل                    | لم يتأهل                    | لم يتأهل                    | لم يتأهل                    | لم يتأهل                    | لم يتأهل                    | لم يتأهل                    | 4             | 1                                | 1                                | 2                                | 5                                | 5                                | 0                                |                                  |
| 1978                        | دور المجموعات               | 9                           | 3                           | 1                           | 1                           | 1                           | 3                           | 2                           | 1+                          | 10            | 4                                | 4                                | 2                                | 15                               | 9                                | 6+                               |                                  |
| 1982                        | لم يتأهل                    | لم يتأهل                    | لم يتأهل                    | لم يتأهل                    | لم يتأهل                    | لم يتأهل                    | لم يتأهل                    | لم يتأهل                    | لم يتأهل                    | 2             | 1                                | 0                                | 1                                | 2                                | 2                                | 0                                |                                  |
| 1986                        | لم يتأهل                    | لم يتأهل                    | لم يتأهل                    | لم يتأهل                    | لم يتأهل                    | لم يتأهل                    | لم يتأهل                    | لم يتأهل                    | لم يتأهل                    | 8             | 4                                | 0                                | 4                                | 11                               | 9                                | 2+                               |                                  |
| 1990                        | لم يتأهل                    | لم يتأهل                    | لم يتأهل                    | لم يتأهل                    | لم يتأهل                    | لم يتأهل                    | لم يتأهل                    | لم يتأهل                    | لم يتأهل                    | 10            | 4                                | 1                                | 5                                | 10                               | 11                               | 1–                               |                                  |
| 1994                        | لم يتأهل                    | لم يتأهل                    | لم يتأهل                    | لم يتأهل                    | لم يتأهل                    | لم يتأهل                    | لم يتأهل                    | لم يتأهل                    | لم يتأهل                    | 6             | 3                                | 3                                | 0                                | 14                               | 2                                | 12+                              |                                  |
| 1998                        | دور المجموعات               | 26                          | 3                           | 0                           | 1                           | 2                           | 1                           | 4                           | 3–                          | 8             | 7                                | 1                                | 0                                | 15                               | 2                                | 13+                              |                                  |
| 2002                        | دور المجموعات               | 29                          | 3                           | 0                           | 1                           | 2                           | 1                           | 5                           | 4–                          | 10            | 8                                | 2                                | 0                                | 28                               | 5                                | 23+                              |                                  |
| 2006                        | دور المجموعات               | 24                          | 3                           | 0                           | 1                           | 2                           | 3                           | 6                           | 3–                          | 10            | 6                                | 3                                | 1                                | 25                               | 9                                | 16+                              |                                  |
| 2010                        | لم يتأهل                    | لم يتأهل                    | لم يتأهل                    | لم يتأهل                    | لم يتأهل                    | لم يتأهل                    | لم يتأهل                    | لم يتأهل                    | لم يتأهل                    | 12            | 7                                | 3                                | 2                                | 18                               | 7                                | 11+                              |                                  |
| 2014                        | لم يتأهل                    | لم يتأهل                    | لم يتأهل                    | لم يتأهل                    | لم يتأهل                    | لم يتأهل                    | لم يتأهل                    | لم يتأهل                    | لم يتأهل                    | 8             | 4                                | 3                                | 1                                | 14                               | 10                               | 3+                               |                                  |
| 2018                        | دور المجموعات               | 24                          | 3                           | 1                           | 0                           | 2                           | 5                           | 8                           | 3–                          | 8             | 6                                | 2                                | 0                                | 15                               | 6                                | 9+                               |                                  |
| 2022                        | دور المجموعات               | 21                          | 3                           | 1                           | 1                           | 1                           | 1                           | 1                           | 0                           | 8             | 5                                | 2                                | 1                                | 12                               | 2                                | 10+                              |                                  |
| 2026                        | التصفيات جارية              | التصفيات جارية              | التصفيات جارية              | التصفيات جارية              | التصفيات جارية              | التصفيات جارية              | التصفيات جارية              | التصفيات جارية              | التصفيات جارية              | 6             | 5                                | 1                                | 0                                | 9                                | 0                                | 9+                               |                                  |
| 2030                        | يحدد فيما بعد               | يحدد فيما بعد               | يحدد فيما بعد               | يحدد فيما بعد               | يحدد فيما بعد               | يحدد فيما بعد               | يحدد فيما بعد               | يحدد فيما بعد               | يحدد فيما بعد               | يحدد فيما بعد | يحدد فيما بعد                    | يحدد فيما بعد                    | يحدد فيما بعد                    | يحدد فيما بعد                    | يحدد فيما بعد                    | يحدد فيما بعد                    |                                  |
| 2034                        | يحدد فيما بعد               | يحدد فيما بعد               | يحدد فيما بعد               | يحدد فيما بعد               | يحدد فيما بعد               | يحدد فيما بعد               | يحدد فيما بعد               | يحدد فيما بعد               | يحدد فيما بعد               | يحدد فيما بعد | يحدد فيما بعد                    | يحدد فيما بعد                    | يحدد فيما بعد                    | يحدد فيما بعد                    | يحدد فيما بعد                    | يحدد فيما بعد                    |                                  |
| المجموع                     | دور المجموعات               | 22/6                        | 18                          | 3                           | 5                           | 10                          | 14                          | 26                          | 12–                         | 118           | 67                               | 31                               | 20                               | 201                              | 86                               | 115+                             |                                  |

### كأس القارات
| سجل المشاركات في كأس القارات | سجل المشاركات في كأس القارات | سجل المشاركات في كأس القارات | سجل المشاركات في كأس القارات | سجل المشاركات في كأس القارات | سجل المشاركات في كأس القارات | سجل المشاركات في كأس القارات | سجل المشاركات في كأس القارات | سجل المشاركات في كأس القارات | سجل المشاركات في كأس القارات |
| النسخة                       | الجولة                       | المركز                       | لعب                          | فاز                          | تعادل                        | خسر                          | له                           | عليه                         | الفارق                       |
| ---------------------------- | ---------------------------- | ---------------------------- | ---------------------------- | ---------------------------- | ---------------------------- | ---------------------------- | ---------------------------- | ---------------------------- | ---------------------------- |
| 1992                         | لم يتأهل                     | لم يتأهل                     | لم يتأهل                     | لم يتأهل                     | لم يتأهل                     | لم يتأهل                     | لم يتأهل                     | لم يتأهل                     | لم يتأهل                     |
| 1995                         | لم يتأهل                     | لم يتأهل                     | لم يتأهل                     | لم يتأهل                     | لم يتأهل                     | لم يتأهل                     | لم يتأهل                     | لم يتأهل                     | لم يتأهل                     |
| 1997                         | لم يتأهل                     | لم يتأهل                     | لم يتأهل                     | لم يتأهل                     | لم يتأهل                     | لم يتأهل                     | لم يتأهل                     | لم يتأهل                     | لم يتأهل                     |
| 1999                         | لم يتأهل                     | لم يتأهل                     | لم يتأهل                     | لم يتأهل                     | لم يتأهل                     | لم يتأهل                     | لم يتأهل                     | لم يتأهل                     | لم يتأهل                     |
| 2001                         | لم يتأهل                     | لم يتأهل                     | لم يتأهل                     | لم يتأهل                     | لم يتأهل                     | لم يتأهل                     | لم يتأهل                     | لم يتأهل                     | لم يتأهل                     |
| 2003                         | لم يتأهل                     | لم يتأهل                     | لم يتأهل                     | لم يتأهل                     | لم يتأهل                     | لم يتأهل                     | لم يتأهل                     | لم يتأهل                     | لم يتأهل                     |
| 2005                         | دور المجموعات                | 6                            | 3                            | 1                            | 0                            | 2                            | 3                            | 5                            | 2–                           |
| 2009                         | لم يتأهل                     | لم يتأهل                     | لم يتأهل                     | لم يتأهل                     | لم يتأهل                     | لم يتأهل                     | لم يتأهل                     | لم يتأهل                     | لم يتأهل                     |
| 2013                         | لم يتأهل                     | لم يتأهل                     | لم يتأهل                     | لم يتأهل                     | لم يتأهل                     | لم يتأهل                     | لم يتأهل                     | لم يتأهل                     | لم يتأهل                     |
| 2017                         | لم يتأهل                     | لم يتأهل                     | لم يتأهل                     | لم يتأهل                     | لم يتأهل                     | لم يتأهل                     | لم يتأهل                     | لم يتأهل                     | لم يتأهل                     |
| المجموع                      | دور المجموعات                | 10/1                         | 3                            | 1                            | 0                            | 2                            | 3                            | 5                            | 2–                           |

### الألعاب الأولمبية الصيفية
| سجل المشاركات في الألعاب الأولمبية الصيفية | سجل المشاركات في الألعاب الأولمبية الصيفية | سجل المشاركات في الألعاب الأولمبية الصيفية | سجل المشاركات في الألعاب الأولمبية الصيفية | سجل المشاركات في الألعاب الأولمبية الصيفية | سجل المشاركات في الألعاب الأولمبية الصيفية | سجل المشاركات في الألعاب الأولمبية الصيفية | سجل المشاركات في الألعاب الأولمبية الصيفية | سجل المشاركات في الألعاب الأولمبية الصيفية | سجل المشاركات في الألعاب الأولمبية الصيفية |
| النسخة                                     | الجولة                                     | المركز                                     | لعب                                        | فاز                                        | تعادل                                      | خسر                                        | له                                         | عليه                                       | الفارق                                     |
| ------------------------------------------ | ------------------------------------------ | ------------------------------------------ | ------------------------------------------ | ------------------------------------------ | ------------------------------------------ | ------------------------------------------ | ------------------------------------------ | ------------------------------------------ | ------------------------------------------ |
| 1896 – 1952                                | جزء من فرنسا                               | جزء من فرنسا                               | جزء من فرنسا                               | جزء من فرنسا                               | جزء من فرنسا                               | جزء من فرنسا                               | جزء من فرنسا                               | جزء من فرنسا                               | جزء من فرنسا                               |
| 1956                                       | لم يشارك                                   | لم يشارك                                   | لم يشارك                                   | لم يشارك                                   | لم يشارك                                   | لم يشارك                                   | لم يشارك                                   | لم يشارك                                   | لم يشارك                                   |
| 1960                                       | دور المجموعات                              | 15                                         | 3                                          | 0                                          | 0                                          | 3                                          | 3                                          | 11                                         | 8–                                         |
| 1964                                       | لم يتأهل                                   | لم يتأهل                                   | لم يتأهل                                   | لم يتأهل                                   | لم يتأهل                                   | لم يتأهل                                   | لم يتأهل                                   | لم يتأهل                                   | لم يتأهل                                   |
| 1968                                       | لم يتأهل                                   | لم يتأهل                                   | لم يتأهل                                   | لم يتأهل                                   | لم يتأهل                                   | لم يتأهل                                   | لم يتأهل                                   | لم يتأهل                                   | لم يتأهل                                   |
| 1972                                       | لم يتأهل                                   | لم يتأهل                                   | لم يتأهل                                   | لم يتأهل                                   | لم يتأهل                                   | لم يتأهل                                   | لم يتأهل                                   | لم يتأهل                                   | لم يتأهل                                   |
| 1976                                       | لم يتأهل                                   | لم يتأهل                                   | لم يتأهل                                   | لم يتأهل                                   | لم يتأهل                                   | لم يتأهل                                   | لم يتأهل                                   | لم يتأهل                                   | لم يتأهل                                   |
| 1980                                       | لم يتأهل                                   | لم يتأهل                                   | لم يتأهل                                   | لم يتأهل                                   | لم يتأهل                                   | لم يتأهل                                   | لم يتأهل                                   | لم يتأهل                                   | لم يتأهل                                   |
| 1984                                       | لم يتأهل                                   | لم يتأهل                                   | لم يتأهل                                   | لم يتأهل                                   | لم يتأهل                                   | لم يتأهل                                   | لم يتأهل                                   | لم يتأهل                                   | لم يتأهل                                   |
| 1988                                       | دور المجموعات                              | 13                                         | 3                                          | 0                                          | 2                                          | 1                                          | 3                                          | 6                                          | 3–                                         |
| منذ 1992                                   | انظر: منتخب تونس الأولمبي لكرة القدم       | انظر: منتخب تونس الأولمبي لكرة القدم       | انظر: منتخب تونس الأولمبي لكرة القدم       | انظر: منتخب تونس الأولمبي لكرة القدم       | انظر: منتخب تونس الأولمبي لكرة القدم       | انظر: منتخب تونس الأولمبي لكرة القدم       | انظر: منتخب تونس الأولمبي لكرة القدم       | انظر: منتخب تونس الأولمبي لكرة القدم       | انظر: منتخب تونس الأولمبي لكرة القدم       |
| المجموع                                    | دور المجموعات                              | 9/2                                        | 6                                          | 0                                          | 2                                          | 3                                          | 6                                          | 17                                         | 11–                                        |

### كأس الأمم الإفريقية
| سجل المشاركات في كأس الأمم الإفريقية | سجل المشاركات في كأس الأمم الإفريقية   | سجل المشاركات في كأس الأمم الإفريقية   | سجل المشاركات في كأس الأمم الإفريقية   | سجل المشاركات في كأس الأمم الإفريقية   | سجل المشاركات في كأس الأمم الإفريقية   | سجل المشاركات في كأس الأمم الإفريقية   | سجل المشاركات في كأس الأمم الإفريقية   | سجل المشاركات في كأس الأمم الإفريقية   | سجل المشاركات في كأس الأمم الإفريقية   |                                        | سجل تصفيات كأس الأمم الإفريقية         | سجل تصفيات كأس الأمم الإفريقية         | سجل تصفيات كأس الأمم الإفريقية         | سجل تصفيات كأس الأمم الإفريقية         | سجل تصفيات كأس الأمم الإفريقية         | سجل تصفيات كأس الأمم الإفريقية         | سجل تصفيات كأس الأمم الإفريقية |
| النسخة                               | الجولة                                 | المركز                                 | لعب                                    | فاز                                    | تعادل                                  | خسر                                    | له                                     | عليه                                   | الفارق                                 | لعب                                    | فاز                                    | تعادل                                  | خسر                                    | له                                     | عليه                                   | الفارق                                 |                                |
| ------------------------------------ | -------------------------------------- | -------------------------------------- | -------------------------------------- | -------------------------------------- | -------------------------------------- | -------------------------------------- | -------------------------------------- | -------------------------------------- | -------------------------------------- | -------------------------------------- | -------------------------------------- | -------------------------------------- | -------------------------------------- | -------------------------------------- | -------------------------------------- | -------------------------------------- | ------------------------------ |
| 1957                                 | ليس عضو في الاتحاد الإفريقي لكرة القدم | ليس عضو في الاتحاد الإفريقي لكرة القدم | ليس عضو في الاتحاد الإفريقي لكرة القدم | ليس عضو في الاتحاد الإفريقي لكرة القدم | ليس عضو في الاتحاد الإفريقي لكرة القدم | ليس عضو في الاتحاد الإفريقي لكرة القدم | ليس عضو في الاتحاد الإفريقي لكرة القدم | ليس عضو في الاتحاد الإفريقي لكرة القدم | ليس عضو في الاتحاد الإفريقي لكرة القدم | ليس عضو في الاتحاد الإفريقي لكرة القدم | ليس عضو في الاتحاد الإفريقي لكرة القدم | ليس عضو في الاتحاد الإفريقي لكرة القدم | ليس عضو في الاتحاد الإفريقي لكرة القدم | ليس عضو في الاتحاد الإفريقي لكرة القدم | ليس عضو في الاتحاد الإفريقي لكرة القدم | ليس عضو في الاتحاد الإفريقي لكرة القدم |                                |
| 1959                                 | ليس عضو في الاتحاد الإفريقي لكرة القدم | ليس عضو في الاتحاد الإفريقي لكرة القدم | ليس عضو في الاتحاد الإفريقي لكرة القدم | ليس عضو في الاتحاد الإفريقي لكرة القدم | ليس عضو في الاتحاد الإفريقي لكرة القدم | ليس عضو في الاتحاد الإفريقي لكرة القدم | ليس عضو في الاتحاد الإفريقي لكرة القدم | ليس عضو في الاتحاد الإفريقي لكرة القدم | ليس عضو في الاتحاد الإفريقي لكرة القدم | ليس عضو في الاتحاد الإفريقي لكرة القدم | ليس عضو في الاتحاد الإفريقي لكرة القدم | ليس عضو في الاتحاد الإفريقي لكرة القدم | ليس عضو في الاتحاد الإفريقي لكرة القدم | ليس عضو في الاتحاد الإفريقي لكرة القدم | ليس عضو في الاتحاد الإفريقي لكرة القدم | ليس عضو في الاتحاد الإفريقي لكرة القدم |                                |
| 1962                                 | الثالث                                 | 3                                      | 2                                      | 1                                      | 0                                      | 1                                      | 5                                      | 4                                      | 1+                                     | 4                                      | 3                                      | 0                                      | 1                                      | 7                                      | 2                                      | 5+                                     |                                |
| 1963                                 | دور المجموعات                          | 5                                      | 2                                      | 0                                      | 1                                      | 1                                      | 3                                      | 5                                      | 2–                                     | 2                                      | 1                                      | 0                                      | 1                                      | 6                                      | 5                                      | 1+                                     |                                |
| 1965                                 | الوصيف                                 | 2                                      | 3                                      | 1                                      | 1                                      | 1                                      | 6                                      | 3                                      | 3+                                     | تأهل بصفته المضيف                      | تأهل بصفته المضيف                      | تأهل بصفته المضيف                      | تأهل بصفته المضيف                      | تأهل بصفته المضيف                      | تأهل بصفته المضيف                      | تأهل بصفته المضيف                      |                                |
| 1968                                 | لم يتأهل                               | لم يتأهل                               | لم يتأهل                               | لم يتأهل                               | لم يتأهل                               | لم يتأهل                               | لم يتأهل                               | لم يتأهل                               | لم يتأهل                               | 4                                      | 1                                      | 1                                      | 2                                      | 5                                      | 5                                      | 0                                      |                                |
| 1970                                 | لم يشارك                               | لم يشارك                               | لم يشارك                               | لم يشارك                               | لم يشارك                               | لم يشارك                               | لم يشارك                               | لم يشارك                               | لم يشارك                               | لم يشارك                               | لم يشارك                               | لم يشارك                               | لم يشارك                               | لم يشارك                               | لم يشارك                               | لم يشارك                               |                                |
| 1972                                 | لم يشارك                               | لم يشارك                               | لم يشارك                               | لم يشارك                               | لم يشارك                               | لم يشارك                               | لم يشارك                               | لم يشارك                               | لم يشارك                               | لم يشارك                               | لم يشارك                               | لم يشارك                               | لم يشارك                               | لم يشارك                               | لم يشارك                               | لم يشارك                               |                                |
| 1974                                 | لم يشارك                               | لم يشارك                               | لم يشارك                               | لم يشارك                               | لم يشارك                               | لم يشارك                               | لم يشارك                               | لم يشارك                               | لم يشارك                               | لم يشارك                               | لم يشارك                               | لم يشارك                               | لم يشارك                               | لم يشارك                               | لم يشارك                               | لم يشارك                               |                                |
| 1976                                 | لم يتأهل                               | لم يتأهل                               | لم يتأهل                               | لم يتأهل                               | لم يتأهل                               | لم يتأهل                               | لم يتأهل                               | لم يتأهل                               | لم يتأهل                               | 6                                      | 3                                      | 1                                      | 2                                      | 8                                      | 7                                      | 1+                                     |                                |
| 1978                                 | الرابع                                 | 4                                      | 5                                      | 1                                      | 3                                      | 1                                      | 5                                      | 4                                      | 1+                                     | 4                                      | 2                                      | 1                                      | 1                                      | 10                                     | 7                                      | 3+                                     |                                |
| 1980                                 | تم إستبعاده                            | تم إستبعاده                            | تم إستبعاده                            | تم إستبعاده                            | تم إستبعاده                            | تم إستبعاده                            | تم إستبعاده                            | تم إستبعاده                            | تم إستبعاده                            | تم إستبعاده                            | تم إستبعاده                            | تم إستبعاده                            | تم إستبعاده                            | تم إستبعاده                            | تم إستبعاده                            | تم إستبعاده                            |                                |
| 1982                                 | دور المجموعات                          | 7                                      | 3                                      | 0                                      | 1                                      | 2                                      | 1                                      | 4                                      | 3–                                     | 2                                      | 1                                      | 1                                      | 0                                      | 1                                      | 0                                      | 1+                                     |                                |
| 1984                                 | لم يتأهل                               | لم يتأهل                               | لم يتأهل                               | لم يتأهل                               | لم يتأهل                               | لم يتأهل                               | لم يتأهل                               | لم يتأهل                               | لم يتأهل                               | 4                                      | 2                                      | 1                                      | 1                                      | 6                                      | 1                                      | 5+                                     |                                |
| 1986                                 | لم يتأهل                               | لم يتأهل                               | لم يتأهل                               | لم يتأهل                               | لم يتأهل                               | لم يتأهل                               | لم يتأهل                               | لم يتأهل                               | لم يتأهل                               | 2                                      | 1                                      | 0                                      | 1                                      | 1                                      | 2                                      | 1–                                     |                                |
| 1988                                 | لم يتأهل                               | لم يتأهل                               | لم يتأهل                               | لم يتأهل                               | لم يتأهل                               | لم يتأهل                               | لم يتأهل                               | لم يتأهل                               | لم يتأهل                               | 2                                      | 0                                      | 1                                      | 1                                      | 1                                      | 2                                      | 1–                                     |                                |
| 1990                                 | لم يتأهل                               | لم يتأهل                               | لم يتأهل                               | لم يتأهل                               | لم يتأهل                               | لم يتأهل                               | لم يتأهل                               | لم يتأهل                               | لم يتأهل                               | 2                                      | 0                                      | 0                                      | 2                                      | 0                                      | 4                                      | 4–                                     |                                |
| 1992                                 | لم يتأهل                               | لم يتأهل                               | لم يتأهل                               | لم يتأهل                               | لم يتأهل                               | لم يتأهل                               | لم يتأهل                               | لم يتأهل                               | لم يتأهل                               | 6                                      | 3                                      | 3                                      | 0                                      | 10                                     | 5                                      | 5+                                     |                                |
| 1994                                 | دور المجموعات                          | 9                                      | 2                                      | 0                                      | 1                                      | 1                                      | 1                                      | 3                                      | 2–                                     | تأهل بصفته المضيف                      | تأهل بصفته المضيف                      | تأهل بصفته المضيف                      | تأهل بصفته المضيف                      | تأهل بصفته المضيف                      | تأهل بصفته المضيف                      | تأهل بصفته المضيف                      |                                |
| 1996                                 | الوصيف                                 | 2                                      | 6                                      | 2                                      | 2                                      | 2                                      | 10                                     | 9                                      | 1+                                     | 8                                      | 3                                      | 4                                      | 1                                      | 7                                      | 2                                      | 5+                                     |                                |
| 1998                                 | الربع النهائي                          | 5                                      | 4                                      | 2                                      | 1                                      | 1                                      | 6                                      | 5                                      | 1+                                     | 3                                      | 2                                      | 0                                      | 1                                      | 3                                      | 1                                      | 2+                                     |                                |
| 2000                                 | الرابع                                 | 4                                      | 6                                      | 2                                      | 2                                      | 2                                      | 6                                      | 9                                      | 3–                                     | 6                                      | 5                                      | 0                                      | 1                                      | 13                                     | 3                                      | 10+                                    |                                |
| 2002                                 | دور المجموعات                          | 11                                     | 3                                      | 0                                      | 2                                      | 1                                      | 0                                      | 1                                      | 1–                                     | 6                                      | 2                                      | 2                                      | 2                                      | 9                                      | 7                                      | 2+                                     |                                |
| 2004                                 | البطل                                  | 1                                      | 6                                      | 4                                      | 2                                      | 0                                      | 10                                     | 4                                      | 6+                                     | تأهل بصفته المضيف                      | تأهل بصفته المضيف                      | تأهل بصفته المضيف                      | تأهل بصفته المضيف                      | تأهل بصفته المضيف                      | تأهل بصفته المضيف                      | تأهل بصفته المضيف                      |                                |
| 2006                                 | الربع النهائي                          | 6                                      | 4                                      | 2                                      | 1                                      | 1                                      | 7                                      | 5                                      | 2+                                     | 10                                     | 6                                      | 3                                      | 1                                      | 25                                     | 9                                      | 16+                                    |                                |
| 2008                                 | الربع النهائي                          | 5                                      | 4                                      | 1                                      | 2                                      | 1                                      | 7                                      | 6                                      | 1+                                     | 6                                      | 4                                      | 1                                      | 1                                      | 12                                     | 3                                      | 9+                                     |                                |
| 2010                                 | دور المجموعات                          | 12                                     | 3                                      | 0                                      | 3                                      | 0                                      | 3                                      | 3                                      | 0                                      | 12                                     | 7                                      | 3                                      | 2                                      | 18                                     | 7                                      | 11+                                    |                                |
| 2012                                 | الربع النهائي                          | 6                                      | 4                                      | 2                                      | 0                                      | 2                                      | 5                                      | 5                                      | 0                                      | 8                                      | 4                                      | 2                                      | 2                                      | 14                                     | 6                                      | 12+                                    |                                |
| 2013                                 | دور المجموعات                          | 12                                     | 3                                      | 1                                      | 1                                      | 1                                      | 2                                      | 4                                      | 2–                                     | 2                                      | 0                                      | 2                                      | 0                                      | 2                                      | 2                                      | 0                                      |                                |
| 2015                                 | الربع النهائي                          | 7                                      | 4                                      | 1                                      | 2                                      | 1                                      | 5                                      | 5                                      | 0                                      | 6                                      | 4                                      | 2                                      | 0                                      | 6                                      | 2                                      | 4+                                     |                                |
| 2017                                 | الربع النهائي                          | 8                                      | 4                                      | 2                                      | 0                                      | 2                                      | 6                                      | 7                                      | 1–                                     | 6                                      | 4                                      | 1                                      | 1                                      | 16                                     | 3                                      | 13+                                    |                                |
| 2019                                 | الرابع                                 | 4                                      | 7                                      | 1                                      | 4                                      | 2                                      | 6                                      | 5                                      | 1+                                     | 6                                      | 4                                      | 1                                      | 1                                      | 16                                     | 3                                      | 13+                                    |                                |
| 2021                                 | الربع النهائي                          | 8                                      | 5                                      | 2                                      | 0                                      | 3                                      | 5                                      | 3                                      | 2+                                     | 6                                      | 5                                      | 1                                      | 0                                      | 14                                     | 5                                      | 9+                                     |                                |
| 2023                                 | دور المجموعات                          | 20                                     | 3                                      | 0                                      | 2                                      | 1                                      | 1                                      | 2                                      | 1–                                     | 6                                      | 4                                      | 1                                      | 1                                      | 11                                     | 1                                      | 10+                                    |                                |
| 2025                                 | تأهل                                   | تأهل                                   | تأهل                                   | تأهل                                   | تأهل                                   | تأهل                                   | تأهل                                   | تأهل                                   | تأهل                                   | 6                                      | 3                                      | 1                                      | 2                                      | 7                                      | 6                                      | 1+                                     |                                |
| 2027                                 | يحدد فيما بعد                          | يحدد فيما بعد                          | يحدد فيما بعد                          | يحدد فيما بعد                          | يحدد فيما بعد                          | يحدد فيما بعد                          | يحدد فيما بعد                          | يحدد فيما بعد                          | يحدد فيما بعد                          | يحدد فيما بعد                          | يحدد فيما بعد                          | يحدد فيما بعد                          | يحدد فيما بعد                          | يحدد فيما بعد                          | يحدد فيما بعد                          | يحدد فيما بعد                          |                                |
| 2029                                 | يحدد فيما بعد                          | يحدد فيما بعد                          | يحدد فيما بعد                          | يحدد فيما بعد                          | يحدد فيما بعد                          | يحدد فيما بعد                          | يحدد فيما بعد                          | يحدد فيما بعد                          | يحدد فيما بعد                          | يحدد فيما بعد                          | يحدد فيما بعد                          | يحدد فيما بعد                          | يحدد فيما بعد                          | يحدد فيما بعد                          | يحدد فيما بعد                          | يحدد فيما بعد                          |                                |
| المجموع                              | البطل                                  | 36/22                                  | 83                                     | 25                                     | 31                                     | 28                                     | 100                                    | 97                                     | 3+                                     | 135                                    | 75                                     | 32                                     | 28                                     | 224                                    | 101                                    | 123+                                   |                                |

1. ↑  تم التخلي عن المباراة بعد خروج تونس من المباراة في الدقيقة الثانية والأربعين، وتعادلت النتيجة 1–1 بهدف الاحتجاج على المباراة. حصلت نيجيريا على الفوز 2–0، وتم حظر تونس من البطولة القادمة.[338]
2. ↑  تم استبعاد المنتخب التونسي من المشاركة في كأس الأمم الإفريقية 1980 أحداث مباراة تحديد المركز الثالث والرابع في النسخة السابقة.

### بطولة أمم إفريقيا للمحليين
| سجل المشاركات في بطولة أمم إفريقيا للمحليين | سجل المشاركات في بطولة أمم إفريقيا للمحليين | سجل المشاركات في بطولة أمم إفريقيا للمحليين | سجل المشاركات في بطولة أمم إفريقيا للمحليين | سجل المشاركات في بطولة أمم إفريقيا للمحليين | سجل المشاركات في بطولة أمم إفريقيا للمحليين | سجل المشاركات في بطولة أمم إفريقيا للمحليين | سجل المشاركات في بطولة أمم إفريقيا للمحليين | سجل المشاركات في بطولة أمم إفريقيا للمحليين | سجل المشاركات في بطولة أمم إفريقيا للمحليين |
| النسخة                                      | الجولة                                      | المركز                                      | لعب                                         | فاز                                         | تعادل                                       | خسر                                         | له                                          | عليه                                        | الفارق                                      |
| ------------------------------------------- | ------------------------------------------- | ------------------------------------------- | ------------------------------------------- | ------------------------------------------- | ------------------------------------------- | ------------------------------------------- | ------------------------------------------- | ------------------------------------------- | ------------------------------------------- |
| 2009                                        | لم يتأهل                                    | لم يتأهل                                    | لم يتأهل                                    | لم يتأهل                                    | لم يتأهل                                    | لم يتأهل                                    | لم يتأهل                                    | لم يتأهل                                    | لم يتأهل                                    |
| 2011                                        | البطل                                       | 1                                           | 6                                           | 4                                           | 2                                           | 0                                           | 11                                          | 3                                           | 8+                                          |
| 2014                                        | لم يتأهل                                    | لم يتأهل                                    | لم يتأهل                                    | لم يتأهل                                    | لم يتأهل                                    | لم يتأهل                                    | لم يتأهل                                    | لم يتأهل                                    | لم يتأهل                                    |
| 2016                                        | الربع النهائي                               | 8                                           | 4                                           | 1                                           | 2                                           | 1                                           | 9                                           | 5                                           | 4+                                          |
| 2018                                        | لم يشارك                                    | لم يشارك                                    | لم يشارك                                    | لم يشارك                                    | لم يشارك                                    | لم يشارك                                    | لم يشارك                                    | لم يشارك                                    | لم يشارك                                    |
| 2020                                        | إنسحب بعد التأهل                            | إنسحب بعد التأهل                            | إنسحب بعد التأهل                            | إنسحب بعد التأهل                            | إنسحب بعد التأهل                            | إنسحب بعد التأهل                            | إنسحب بعد التأهل                            | إنسحب بعد التأهل                            | إنسحب بعد التأهل                            |
| 2022                                        | لم يشارك                                    | لم يشارك                                    | لم يشارك                                    | لم يشارك                                    | لم يشارك                                    | لم يشارك                                    | لم يشارك                                    | لم يشارك                                    | لم يشارك                                    |
| 2024                                        | إنسحب بعد التأهل                            | إنسحب بعد التأهل                            | إنسحب بعد التأهل                            | إنسحب بعد التأهل                            | إنسحب بعد التأهل                            | إنسحب بعد التأهل                            | إنسحب بعد التأهل                            | إنسحب بعد التأهل                            | إنسحب بعد التأهل                            |
| المجموع                                     | البطل                                       | 8/2                                         | 10                                          | 5                                           | 4                                           | 1                                           | 20                                          | 8                                           | 12+                                         |

1. ↑  شاركة تونس في تصفيات بطولة أمم إفريقيا للمحليين 2009 بواسطة منتخب تونس الأولمبي لكرة القدم حيث لعب مبارتين ضد ليبيا ذهابا (1–1) وإيابا (1–1) وخسر بركلات الجزاء الترجيحية (6–5).
2. ↑  تأهل ضد ليبيا بعد الفوز في مبارتين في التصفيات ذهابا 1–0 وإيابا 1–2، وبسبب تأخير موعد بداية الدورة من يناير إلي أبريل تم سحب الترشح من الجامعة التونسية لكرة القدم يوم 20 ديسمبر 2019 بسبب ضغط الرزنامة.[339]
3. ↑  خصص الاتحاد الإفريقي لكرة القدم ثلاثة مقاعد لمنطقة شمال إفريقيا، لكن الجزائر ومصر امتنعتا عن المشاركة. وفي 9 أكتوبر 2024، خلال قرعة تصفيات بطولة إفريقيا للمحليين 2024، تقرر تأهل ليبيا، المغرب وتونس تلقائيًا إلى البطولة النهائية.[340] وبعد تأهل الفريق تلقائيا، قامت الجامعة التونسية لكرة القدم بسحب الترشح من النهائيات يوم 29 نوفمبر 2024 بسبب ضغط الرزنامة بعد التشاور مع أندية الرابطة التونسية المحترفة الأولى.[341][342]

### كأس العرب
| سجل المشاركات في كأس العرب | سجل المشاركات في كأس العرب | سجل المشاركات في كأس العرب | سجل المشاركات في كأس العرب | سجل المشاركات في كأس العرب | سجل المشاركات في كأس العرب | سجل المشاركات في كأس العرب | سجل المشاركات في كأس العرب | سجل المشاركات في كأس العرب | سجل المشاركات في كأس العرب |
| النسخة                     | الجولة                     | المركز                     | لعب                        | فاز                        | تعادل                      | خسر                        | له                         | عليه                       | الفارق                     |
| -------------------------- | -------------------------- | -------------------------- | -------------------------- | -------------------------- | -------------------------- | -------------------------- | -------------------------- | -------------------------- | -------------------------- |
| 1963                       | البطل                      | 1                          | 4                          | 4                          | 0                          | 0                          | 11                         | 1                          | 10+                        |
| 1964                       | لم يشارك                   | لم يشارك                   | لم يشارك                   | لم يشارك                   | لم يشارك                   | لم يشارك                   | لم يشارك                   | لم يشارك                   | لم يشارك                   |
| 1966                       | لم يشارك                   | لم يشارك                   | لم يشارك                   | لم يشارك                   | لم يشارك                   | لم يشارك                   | لم يشارك                   | لم يشارك                   | لم يشارك                   |
| 1985                       | لم يشارك                   | لم يشارك                   | لم يشارك                   | لم يشارك                   | لم يشارك                   | لم يشارك                   | لم يشارك                   | لم يشارك                   | لم يشارك                   |
| 1988                       | دور المجموعات              | 7                          | 4                          | 0                          | 3                          | 1                          | 3                          | 4                          | 1–                         |
| 1992                       | لم يشارك                   | لم يشارك                   | لم يشارك                   | لم يشارك                   | لم يشارك                   | لم يشارك                   | لم يشارك                   | لم يشارك                   | لم يشارك                   |
| 1998                       | لم يشارك                   | لم يشارك                   | لم يشارك                   | لم يشارك                   | لم يشارك                   | لم يشارك                   | لم يشارك                   | لم يشارك                   | لم يشارك                   |
| 2002                       | لم يشارك                   | لم يشارك                   | لم يشارك                   | لم يشارك                   | لم يشارك                   | لم يشارك                   | لم يشارك                   | لم يشارك                   | لم يشارك                   |
| 2012                       | لم يشارك                   | لم يشارك                   | لم يشارك                   | لم يشارك                   | لم يشارك                   | لم يشارك                   | لم يشارك                   | لم يشارك                   | لم يشارك                   |
| 2021                       | الوصيف                     | 2                          | 6                          | 4                          | 0                          | 2                          | 9                          | 6                          | 3+                         |
| 2025                       | تأهل                       | تأهل                       | تأهل                       | تأهل                       | تأهل                       | تأهل                       | تأهل                       | تأهل                       | تأهل                       |
| المجموع                    | البطل                      | 11/4                       | 14                         | 8                          | 3                          | 3                          | 23                         | 11                         | 12+                        |

### ألعاب البحر الأبيض المتوسط
| سجل المشاركات في ألعاب البحر الأبيض المتوسط | سجل المشاركات في ألعاب البحر الأبيض المتوسط | سجل المشاركات في ألعاب البحر الأبيض المتوسط | سجل المشاركات في ألعاب البحر الأبيض المتوسط | سجل المشاركات في ألعاب البحر الأبيض المتوسط | سجل المشاركات في ألعاب البحر الأبيض المتوسط | سجل المشاركات في ألعاب البحر الأبيض المتوسط | سجل المشاركات في ألعاب البحر الأبيض المتوسط | سجل المشاركات في ألعاب البحر الأبيض المتوسط | سجل المشاركات في ألعاب البحر الأبيض المتوسط |
| النسخة                                      | الجولة                                      | المركز                                      | لعب                                         | فاز                                         | تعادل                                       | خسر                                         | له                                          | عليه                                        | الفارق                                      |
| ------------------------------------------- | ------------------------------------------- | ------------------------------------------- | ------------------------------------------- | ------------------------------------------- | ------------------------------------------- | ------------------------------------------- | ------------------------------------------- | ------------------------------------------- | ------------------------------------------- |
| 1951                                        | جزء من فرنسا                                | جزء من فرنسا                                | جزء من فرنسا                                | جزء من فرنسا                                | جزء من فرنسا                                | جزء من فرنسا                                | جزء من فرنسا                                | جزء من فرنسا                                | جزء من فرنسا                                |
| 1955                                        | لم يشارك                                    | لم يشارك                                    | لم يشارك                                    | لم يشارك                                    | لم يشارك                                    | لم يشارك                                    | لم يشارك                                    | لم يشارك                                    | لم يشارك                                    |
| 1959                                        | لم يشارك                                    | لم يشارك                                    | لم يشارك                                    | لم يشارك                                    | لم يشارك                                    | لم يشارك                                    | لم يشارك                                    | لم يشارك                                    | لم يشارك                                    |
| 1963                                        | دور المجموعات                               | 6                                           | 3                                           | 1                                           | 0                                           | 2                                           | 3                                           | 4                                           | 1–                                          |
| 1967                                        | دور المجموعات                               | 5                                           | 4                                           | 1                                           | 2                                           | 1                                           | 5                                           | 4                                           | 1+                                          |
| 1971                                        | الوصيف                                      | 2                                           | 4                                           | 2                                           | 1                                           | 1                                           | 3                                           | 2                                           | 1+                                          |
| 1975                                        | الثالث                                      | 3                                           | 4                                           | 1                                           | 2                                           | 1                                           | 4                                           | 4                                           | 0                                           |
| 1979                                        | دور المجموعات                               | 7                                           | 3                                           | 0                                           | 1                                           | 2                                           | 2                                           | 4                                           | 2–                                          |
| 1983                                        | دور المجموعات                               | 7                                           | 2                                           | 1                                           | 0                                           | 1                                           | 4                                           | 5                                           | 1–                                          |
| 1987                                        | لم يشارك                                    | لم يشارك                                    | لم يشارك                                    | لم يشارك                                    | لم يشارك                                    | لم يشارك                                    | لم يشارك                                    | لم يشارك                                    | لم يشارك                                    |
| 1991                                        | دور المجموعات                               | 7                                           | 2                                           | 1                                           | 0                                           | 1                                           | 1                                           | 5                                           | 4–                                          |
| 1993                                        | دور المجموعات                               | 7                                           | 3                                           | 1                                           | 0                                           | 2                                           | 2                                           | 5                                           | 3–                                          |
| 1997                                        | لم يشارك                                    | لم يشارك                                    | لم يشارك                                    | لم يشارك                                    | لم يشارك                                    | لم يشارك                                    | لم يشارك                                    | لم يشارك                                    | لم يشارك                                    |
| 2001                                        | البطل                                       | 1                                           | 4                                           | 3                                           | 0                                           | 1                                           | 7                                           | 1                                           | 6+                                          |
| 2005                                        | الربع النهائي                               | 7                                           | 3                                           | 0                                           | 2                                           | 1                                           | 4                                           | 4                                           | 0                                           |
| 2009                                        | دور المجموعات                               | 7                                           | 2                                           | 1                                           | 1                                           | 0                                           | 4                                           | 3                                           | 1+                                          |
| 2013                                        | الثالث                                      | 3                                           | 5                                           | 3                                           | 1                                           | 1                                           | 10                                          | 5                                           | 5+                                          |
| 2018                                        | لم يشارك                                    | لم يشارك                                    | لم يشارك                                    | لم يشارك                                    | لم يشارك                                    | لم يشارك                                    | لم يشارك                                    | لم يشارك                                    | لم يشارك                                    |
| 2022                                        | لم يشارك                                    | لم يشارك                                    | لم يشارك                                    | لم يشارك                                    | لم يشارك                                    | لم يشارك                                    | لم يشارك                                    | لم يشارك                                    | لم يشارك                                    |
| 2026                                        | يحدد فيما بعد                               | يحدد فيما بعد                               | يحدد فيما بعد                               | يحدد فيما بعد                               | يحدد فيما بعد                               | يحدد فيما بعد                               | يحدد فيما بعد                               | يحدد فيما بعد                               | يحدد فيما بعد                               |
| 2030                                        | يحدد فيما بعد                               | يحدد فيما بعد                               | يحدد فيما بعد                               | يحدد فيما بعد                               | يحدد فيما بعد                               | يحدد فيما بعد                               | يحدد فيما بعد                               | يحدد فيما بعد                               | يحدد فيما بعد                               |
| المجموع                                     | البطل                                       | 17/12                                       | 41                                          | 16                                          | 11                                          | 14                                          | 51                                          | 48                                          | 3+                                          |

### ألعاب عموم إفريقيا
| سجل المشاركات في ألعاب عموم إفريقيا | سجل المشاركات في ألعاب عموم إفريقيا | سجل المشاركات في ألعاب عموم إفريقيا | سجل المشاركات في ألعاب عموم إفريقيا | سجل المشاركات في ألعاب عموم إفريقيا | سجل المشاركات في ألعاب عموم إفريقيا | سجل المشاركات في ألعاب عموم إفريقيا | سجل المشاركات في ألعاب عموم إفريقيا | سجل المشاركات في ألعاب عموم إفريقيا | سجل المشاركات في ألعاب عموم إفريقيا |
| النسخة                              | الجولة                              | المركز                              | لعب                                 | فاز                                 | تعادل                               | خسر                                 | له                                  | عليه                                | الفارق                              |
| ----------------------------------- | ----------------------------------- | ----------------------------------- | ----------------------------------- | ----------------------------------- | ----------------------------------- | ----------------------------------- | ----------------------------------- | ----------------------------------- | ----------------------------------- |
| 1965                                | لم يتأهل                            | لم يتأهل                            | لم يتأهل                            | لم يتأهل                            | لم يتأهل                            | لم يتأهل                            | لم يتأهل                            | لم يتأهل                            | لم يتأهل                            |
| 1973                                | انسحب                               | انسحب                               | انسحب                               | انسحب                               | انسحب                               | انسحب                               | انسحب                               | انسحب                               | انسحب                               |
| 1978                                | انسحب بعد التأهل                    | انسحب بعد التأهل                    | انسحب بعد التأهل                    | انسحب بعد التأهل                    | انسحب بعد التأهل                    | انسحب بعد التأهل                    | انسحب بعد التأهل                    | انسحب بعد التأهل                    | انسحب بعد التأهل                    |
| 1987                                | دور المجموعات                       | 8                                   | 4                                   | 0                                   | 0                                   | 4                                   | 1                                   | 8                                   | 7–                                  |
| 1991                                | الوصيف                              | 2                                   | 5                                   | 3                                   | 1                                   | 1                                   | 7                                   | 2                                   | 5+                                  |
| 1995                                | لم يتأهل                            | لم يتأهل                            | لم يتأهل                            | لم يتأهل                            | لم يتأهل                            | لم يتأهل                            | لم يتأهل                            | لم يتأهل                            | لم يتأهل                            |
| 1999                                | انسحب                               | انسحب                               | انسحب                               | انسحب                               | انسحب                               | انسحب                               | انسحب                               | انسحب                               | انسحب                               |
| 2003                                | لم يشارك                            | لم يشارك                            | لم يشارك                            | لم يشارك                            | لم يشارك                            | لم يشارك                            | لم يشارك                            | لم يشارك                            | لم يشارك                            |
| 2007                                | الثالث                              | 3                                   | 5                                   | 2                                   | 2                                   | 1                                   | 4                                   | 3                                   | 1+                                  |
| 2011                                | لم يشارك                            | لم يشارك                            | لم يشارك                            | لم يشارك                            | لم يشارك                            | لم يشارك                            | لم يشارك                            | لم يشارك                            | لم يشارك                            |
| 2015                                | انسحب                               | انسحب                               | انسحب                               | انسحب                               | انسحب                               | انسحب                               | انسحب                               | انسحب                               | انسحب                               |
| 2019                                | لم يشارك                            | لم يشارك                            | لم يشارك                            | لم يشارك                            | لم يشارك                            | لم يشارك                            | لم يشارك                            | لم يشارك                            | لم يشارك                            |
| 2023                                | لم يشارك                            | لم يشارك                            | لم يشارك                            | لم يشارك                            | لم يشارك                            | لم يشارك                            | لم يشارك                            | لم يشارك                            | لم يشارك                            |
| المجموع                             | الوصيف                              | 10/3                                | 14                                  | 5                                   | 3                                   | 6                                   | 12                                  | 13                                  | 1–                                  |

1. ↑  انسحبت تونس بسبب المشاركة في كأس العالم 1978

### دورة الألعاب العربية
| سجل المشاركات في دورة الألعاب العربية | سجل المشاركات في دورة الألعاب العربية | سجل المشاركات في دورة الألعاب العربية | سجل المشاركات في دورة الألعاب العربية | سجل المشاركات في دورة الألعاب العربية | سجل المشاركات في دورة الألعاب العربية | سجل المشاركات في دورة الألعاب العربية | سجل المشاركات في دورة الألعاب العربية | سجل المشاركات في دورة الألعاب العربية | سجل المشاركات في دورة الألعاب العربية |
| النسخة                                | الجولة                                | المركز                                | لعب                                   | فاز                                   | تعادل                                 | خسر                                   | له                                    | عليه                                  | الفارق                                |
| ------------------------------------- | ------------------------------------- | ------------------------------------- | ------------------------------------- | ------------------------------------- | ------------------------------------- | ------------------------------------- | ------------------------------------- | ------------------------------------- | ------------------------------------- |
| 1953                                  | جزء من فرنسا                          | جزء من فرنسا                          | جزء من فرنسا                          | جزء من فرنسا                          | جزء من فرنسا                          | جزء من فرنسا                          | جزء من فرنسا                          | جزء من فرنسا                          | جزء من فرنسا                          |
| 1957                                  | الوصيف                                | 2                                     | 5                                     | 3                                     | 0                                     | 2                                     | 14                                    | 13                                    | 1+                                    |
| 1961                                  | لم يشارك                              | لم يشارك                              | لم يشارك                              | لم يشارك                              | لم يشارك                              | لم يشارك                              | لم يشارك                              | لم يشارك                              | لم يشارك                              |
| 1965                                  | لم يشارك                              | لم يشارك                              | لم يشارك                              | لم يشارك                              | لم يشارك                              | لم يشارك                              | لم يشارك                              | لم يشارك                              | لم يشارك                              |
| 1976                                  | لم يشارك                              | لم يشارك                              | لم يشارك                              | لم يشارك                              | لم يشارك                              | لم يشارك                              | لم يشارك                              | لم يشارك                              | لم يشارك                              |
| 1985                                  | دور المجموعات                         | 5                                     | 3                                     | 2                                     | 1                                     | 0                                     | 7                                     | 2                                     | 5+                                    |
| 1992                                  | لم يشارك                              | لم يشارك                              | لم يشارك                              | لم يشارك                              | لم يشارك                              | لم يشارك                              | لم يشارك                              | لم يشارك                              | لم يشارك                              |
| 1997                                  | لم يشارك                              | لم يشارك                              | لم يشارك                              | لم يشارك                              | لم يشارك                              | لم يشارك                              | لم يشارك                              | لم يشارك                              | لم يشارك                              |
| 1999                                  | لم يشارك                              | لم يشارك                              | لم يشارك                              | لم يشارك                              | لم يشارك                              | لم يشارك                              | لم يشارك                              | لم يشارك                              | لم يشارك                              |
| 2007                                  | لم يشارك                              | لم يشارك                              | لم يشارك                              | لم يشارك                              | لم يشارك                              | لم يشارك                              | لم يشارك                              | لم يشارك                              | لم يشارك                              |
| 2011                                  | لم يشارك                              | لم يشارك                              | لم يشارك                              | لم يشارك                              | لم يشارك                              | لم يشارك                              | لم يشارك                              | لم يشارك                              | لم يشارك                              |
| 2023                                  | لم يشارك                              | لم يشارك                              | لم يشارك                              | لم يشارك                              | لم يشارك                              | لم يشارك                              | لم يشارك                              | لم يشارك                              | لم يشارك                              |
| المجموع                               | الوصيف                                | 10/2                                  | 8                                     | 5                                     | 1                                     | 2                                     | 21                                    | 15                                    | 6+                                    |

### مشاركات أخرى
| السنة                          | الجولة        | المركز | لعب | فاز | عدل | خسر | له | عليه | الفارق | مصادر   |
| ------------------------------ | ------------- | ------ | --- | --- | --- | --- | -- | ---- | ------ | ------- |
| دورة معرض طرابلس الدولية 1962  | الثالث        | 3      | 3   | 1   | 0   | 2   | 6  | 9    | 3–     | [ 343 ] |
| دورة ألعاب الصداقة 1963        | الوصيف        | 2      | 6   | 4   | 1   | 0   | 4  | 9    | 5–     | [ 344 ] |
| دورة معرض طرابلس الدولية 1965  | البطل         | 1      | 3   | 2   | 1   | 0   | 4  | 2    | 2+     | [ 345 ] |
| دورة معرض طرابلس الدولية 1966  | الرابع        | 4      | 3   | 0   | 1   | 2   | 0  | 3    | 3–     | [ 346 ] |
| كأس فلسطين للأمم 1973          | البطل         | 1      | 6   | 6   | 0   | 0   | 19 | 3    | 16+    | [ 347 ] |
| دورة إيران الدولية الودية 1974 | دور المجموعات | 6      | 2   | 0   | 1   | 1   | 0  | 2    | 2–     | [ 348 ] |
| كأس القنيطرة 1974              | الثالث        | 3      | 7   | 4   | 0   | 3   | 10 | 9    | 1+     | [ 349 ] |
| كأس فلسطين للأمم 1975          | دور المجموعات | 5      | 2   | 1   | 1   | 0   | 4  | 1    | 3+     | [ 350 ] |
| دورة ألعاب الصداقة 1984–85     | الثالث        | 3      | 2   | 1   | 0   | 2   | 2  | 6    | 4–     | [ 351 ] |
| دورة مالطا الدولية 1988        | الرابع        | 4      | 3   | 0   | 0   | 3   | 1  | 10   | 9–     | [ 352 ] |
| كأس السابع من نوفمبر 1991      | البطل         | 1      | 2   | 2   | 0   | 0   | 11 | 3    | 8+     | [ 353 ] |
| كأس السابع من نوفمبر 1993      | البطل         | 1      | 2   | 2   | 0   | 0   | 6  | 1    | 5+     | [ 354 ] |
| دورة مالطا الدولية 1994        | الثالث        | 3      | 3   | 0   | 2   | 1   | 2  | 5    | 3–     | [ 355 ] |
| كأس السابع من نوفمبر 1995      | البطل         | 1      | 2   | 2   | 0   | 0   | 4  | 1    | 3+     | [ 356 ] |
| كأس إل جي الدولي 1997          | البطل         | 1      | 2   | 2   | 0   | 0   | 5  | 1    | 4+     | [ 357 ] |
| دورة تونس للأمم الأربعة 2003   | البطل         | 1      | 2   | 1   | 1   | 0   | 3  | 2    | 1+     | [ 358 ] |
| كأس إل جي الدولية 2006         | الوصيف        | 2      | 2   | 1   | 1   | 0   | 3  | 0    | 3+     | [ 359 ] |
| كأس كاتالونيا الدولية 2011     | البطل         | 1      | 1   | 0   | 1   | 0   | 0  | 0    | 0      | [ 360 ] |
| كأس تحدي كيرين 2015            | الوصيف        | 2      | 1   | 0   | 0   | 1   | 0  | 2    | 2–     | [ 361 ] |
| كأس كاتالونيا الدولية 2016     | البطل         | 1      | 1   | 0   | 1   | 0   | 3  | 3    | 0      | [ 362 ] |
| كأس كيرين 2022                 | البطل         | 1      | 2   | 2   | 0   | 0   | 5  | 0    | 5+     | [ 363 ] |
| كأس تحدي كيرين 2023            | الوصيف        | 2      | 1   | 0   | 0   | 1   | 0  | 2    | 2–     | [ 364 ] |
| كأس عاصمة مصر 2024             | الثالث        | 3      | 2   | 0   | 2   | 0   | 0  | 0    | 0      | [ 365 ] |
| المجموع                        | 10 ألقاب      | 1      | 60  | 31  | 13  | 16  | 92 | 74   | 18+    | —       |

## الألقاب والجوائز

تتويج تونس بلقب كأس الأمم الإفريقية 2004.

تتويج تونس بلقب بطولة أمم إفريقيا للمحليين 2011.

على مر تاريخه فاز المنتخب التونسي بأربع ألقاب رسمية يظل أبرزها كأس الأمم الإفريقية 2004، بطولة أمم إفريقيا للمحليين 2011، كأس العرب 1963، والميدالية الذهبية في ألعاب البحر الأبيض المتوسط 2001، كما تحصل على عشر ألقاب ودية وهي: دورة معرض طرابلس الدولية 1965، كأس فلسطين للأمم 1973، كأس السابع من نوفمبر ثلاث مرات في 1991، 1993 و1995، كأس إل جي الدولية 1997، دورة تونس للأمم الأربعة 2003، كأس كاتالونيا الدولية مرتين في 2011 و2016 وكأس كيرين 2022.
| - كأس الأمم الإفريقية البطل (1): 2004 الوصيف (2): 1965، 1996 الثالث (1): 1962 - بطولة أمم إفريقيا للمحليين البطل (1): 2011 - كأس العرب البطل (1): 1963 الوصيف (1): 2021 - كأس فلسطين للأمم البطل (1): 1973 - الألعاب الإفريقية الوصيف (1): 1991 الثالث (1): 2007 - الألعاب العربية الوصيف (1): 1957 - ألعاب البحر الأبيض المتوسط البطل (1): 2001 الوصيف (1): 1971 الثالث (2): 1975، 2013 | - كأس السابع من نوفمبر البطل (3): 1991، 1993، 1995 - كأس كاتالونيا الدولية البطل (2): 2011، 2016 - كأس كيرين البطل (1): 2022 - كأس إل جي الدولية البطل (1): 1997 الوصيف (1): 2006 - كأس تحدي كيرين الوصيف (2): 2015، 2023 - كأس عاصمة مصر الثالث (1): 2024 - كأس القنيطرة الثالث (1): 1974 | - دورة تونس للأمم الأربعة البطل (1): 2003 - دورة معرض طرابلس الدولية البطل (1): 1965 الثالث (1): 1962 - دورة ألعاب الصداقة الوصيف (1): 1963 الثالث (1): 1984–85 - دورة مالطا الدولية الثالث (1): 1994 |

### الجوائز
- جائزة أفضل منتخب إفريقي في العام[376]

 المركز الأول (4): 1995، 1999، 2004، 2005
 المركز الثاني (2): 1996، 1997

### الجوائز الفردية
| - هداف كأس الأمم الإفريقية 2004: فرانسيلودو سانتوس. 2015: أحمد العكايشي. - هداف بطولة أمم إفريقيا للمحليين 2011: زهير الذوادي وسلامة القصداوي. 2016: أحمد العكايشي. - هداف كأس العرب 1963: شريف التلمساني. 2021: سيف الدين الجزيري. - أفضل لاعب في بطولة أمم إفريقيا للمحليين 2011: زهير الذوادي. | - التشكيلة المثالية في كأس الأمم الإفريقية 1978: المختار ذويب. 1996: شكري الواعر وزبير بية. 1998: حسان القابسي. 2000: خالد بدرة. 2004: خالد بدرة، رياض البوعزيزي ودو سانتوس. 2008: صابر بن فرج. 2012: يوسف المساكني. 2019: ياسين مرياح. - التشكيلة المثالية في كأس العرب 2021: يوسف المساكني وسيف الدين الجزيري. - التشكيلة المثالية في بطولة أمم إفريقيا للمحليين 2016: أحمد العكايشي. | - جائزة أفضل لاعب إفريقي 1977: طارق ذياب. - أفضل لاعب إفريقي (داخل إفريقيا) 2007: أمين الشرميطي. 2011: أسامة الدراجي. - جائزة أفضل حارس إفريقي 2004: علي بومنيجل. - جائزة أفضل هدف في كأس الأمم الإفريقية 2013: يوسف المساكني. |

## الجهاز الفني
الجهاز الفني للمنتخب التونسي منذ 10 فبراير 2025.
| الموضع                | الإسم                                        |
| --------------------- | -------------------------------------------- |
| المدرب                | سامي الطرابلسي                               |
| مساعد المدرب          | حمادي الدو                                   |
| مدرب حراس المرمى      | هشام الجزيري                                 |
| معد بدني              | أيمن الجديدي وسيم معلى                       |
| أخصائي العلاج الطبيعي | أكرم حبيري مجدي التركي فتحي ناوي محمد الغربي |
| طبيب الفريق           | سهيل الشملي                                  |
| مدير رياضي            | زياد الجزيري خليل شمام                       |

## المدربين
أُنشئ منصب مدرب منتخب تونس لكرة القدم عام 1957 بعد تعيين رشيد تركي كأول مدرب للمنتخب الوطني في تاريخ البلاد. وشغل هذا المنصب منذ إنشائه ستة وثلاثون رجلاً؛ ستة منهم كانوا مديرين مؤقتين لفترة قصيرة: فوزي البنزرتي (مباراة واحدة خلال كأس الأمم الإفريقية 1994)، وسامي الطرابلسي (ست مباريات في عام 2011 حتى تعيينه مدربًا دائمًا)، رود كرول (مباراتان)، نزار خنفير (مباراة واحدة)، ماهر الكنزاري (مباراتان)، منتصر الوحيشي (أربع مباريات) وقيس اليعقوبي (مباراتان). شغل روجيه لومير هذا المنصب لأطول فترة حتى الآن، حيث قاد الفريق لمدة ست سنوات في 67 مباراة، متفوقًا على أي مدرب آخر في تاريخ تونس. وهو أيضًا أنجح مدرب بعد فوزه بلقب كأس الأمم الإفريقية 2004 وتأهله إلى كأس القارات 2005 وكأس العالم 2006. أصبح المدرب اليوغوسلافي ميلان كريستيتش أول مدرب أجنبي للمنتخب عام 1960. تملك فرنسا أكبر عدد من المدربين الذين دربوا تونس، بستة مدربين.

في عام 2024، وقع نزاع تدريبي في الفريق، حيث تناوب ثلاثة مدربين على قيادة الفريق بعد إقالة جلال القادري في 24 يناير. تم تعيين منتصر الوحيشي مؤقتًا في 26 يناير لمباراتين وديتين في يونيو واليومين الثالث والرابع من تصفيات كأس العالم 2026، ثم تم تعيين فوزي البنزرتي في 1 يوليو، وهي المرة الرابعة التي يتولى فيها المهمة في مسيرته، حيث قاد الفريق في أربع مباريات من تصفيات كأس الأمم الإفريقية 2025 بعد فوزين وتعادل وهزيمة، استقال من منصبه وحل محله مساعده قيس اليعقوبي مؤقتًا في 5 نوفمبر، وقاد الفريق خلال اليومين الخامس والسادس من تصفيات كأس الأمم الإفريقية، حيث قاد الفريق للتأهل بعد انتصار وهزيمة. يشرف حاليا سامي الطرابلسي على تدريب الفريق منذ 10 فبراير 2025، وهي المرة الثانية التي يتولى فيها هذا المنصب.
آخر تحديث 6 يونيو 2025، حسب مباراة:  المغرب.
| المدرب                                    | البداية        | النهاية        | مباريات | فاز | تعادل | خسر | نسبة الفوز | أهم النتائج |
| ----------------------------------------- | -------------- | -------------- | ------- | --- | ----- | --- | ---------- | --- |
| رشيد تركي                                 | 1956           | 1957           | 0       | 0   | 0     | 0   | 0.00%      | — |
| حبيب دراوة الهاشمي الشريف العربي السوداني | 1957           | 1960           | 15      | 7   | 2     | 6   | 46.67%     | — |
| ميلان كريستيتش                            | 1960           | 1961           | 23      | 5   | 4     | 14  | 21.74%     | الألعاب الأولمبية الصيفية 1960 – دور المجموعات كأس العالم 1962 – لم يتأهل |
| فرانك ماتوزيتش                            | 1961           | 1962           | 6       | 1   | 2     | 3   | 16.67%     | كأس الأمم الإفريقية 1962 – المركزالثالث |
| أندريه جيرارد                             | 1963           | 1965           | 34      | 15  | 9     | 10  | 44.12%     | كأس العرب 1963 – البطل كأس الأمم الإفريقية 1963 – دور المجموعات |
| مختار بن ناصف                             | 1965           | 1968           | 15      | 5   | 8     | 2   | 33.33%     | كأس الأمم الإفريقية 1965 – الوصيف كأس الأمم الإفريقية 1968 – لم يتأهل |
| رادوجيكا رادوجيتشيتش                      | 17 نوفمبر 1968 | 17 أبريل 1969  | 9       | 2   | 3     | 4   | 22.22%     | — |
| سيريتا بيجوفيتش                           | 27 أبريل 1969  | 13 يونيو 1969  | 5       | 0   | 4     | 1   | 0.00%      | كأس العالم 1970 – لم يتأهل |
| عامر حيزم (1)                             | 11 نوفمبر 1970 | 16 يوليو 1974  | 33      | 16  | 6     | 11  | 48.48%     | كأس العالم 1974 – لم يتأهل |
| أندري ناجي                                | سبتمبر 1974    | فبراير 1975    | 10      | 4   | 1     | 5   | 40.00%     | — |
| عبد المجيد الشتالي                        | 12 فبراير 1975 | 20 ديسمبر 1978 | 52      | 18  | 18    | 16  | 34.61%     | كأس الأمم الإفريقية 1976 – لم يتأهل كأس الأمم الإفريقية 1978 – المركز الرابع كأس العالم 1978 – دور المجموعات                                                                        |
| عامر حيزم (2)                             | ديسمبر 1978    | أبريل 1979     | 3       | 1   | 1     | 1   | 33.33%     | — |
| حميد الذهيب                               | يوليو 1979     | أغسطس 1980     | 14      | 3   | 3     | 5   | 21.43%     | كأس العالم 1982 – لم يتأهل |
| ريزارد كوليزا                             | أغسطس 1981     | ديسمبر 1983    | 25      | 10  | 5     | 10  | 40.00%     | كأس الأمم الإفريقية 1982 – دور المجموعات كأس الأمم الإفريقية 1984 – لم يتأهل |
| يوسف الزواوي (1)                          | سبتمبر 1984    | فبراير 1986    | 26      | 13  | 3     | 8   | 54.16%     | كأس الأمم الإفريقية 1986 – لم يتأهل كأس العالم 1986 – لم يتأهل |
| جان فنسان                                 | أكتوبر 1986    | أبريل 1987     | 10      | 1   | 2     | 7   | 10.00%     | كأس الأمم الإفريقية 1988 – لم يتأهل |
| توفيق بن عثمان                            | سبتمبر 1987    | يوليو 1988     | 16      | 4   | 3     | 9   | 25.00%     | — |
| أنطوني بيتشسناك (1)                       | أغسطس 1988     | سبتمبر 1988    | 9       | 3   | 3     | 3   | 33.33%     | الألعاب الأولمبية الصيفية 1988 – دور المجموعات |
| مختار التليلي                             | نوفمبر 1988    | يوليو 1989     | 14      | 3   | 4     | 7   | 21.43%     | كأس الأمم الإفريقية 1990 – لم يتأهل |
| أنطوني بيتشسناك (2)                       | يوليو 1989     | نوفمبر 1989    | 8       | 2   | 2     | 4   | 25.00%     | كأس العالم 1990 – لم يتأهل |
| مراد محجوب                                | أبريل 1990     | فبراير 1993    | 26      | 8   | 13    | 5   | 30.77%     | كأس الأمم الإفريقية 1992 – لم يتأهل كأس العالم 1994 – لم يتأهل |
| يوسف الزواوي (2)                          | مارس 1993      | مارس 1994      | 13      | 4   | 6     | 3   | 30.77%     | — |
| فوزي البنزرتي (1؛ مؤقت)                   | مارس 1994      | مارس 1994      | 1       | 0   | 1     | 0   | 0.00%      | كأس الأمم الإفريقية 1994 – دور المجموعات |
| هنري كاسبرتشاك (1)                        | مايو 1994      | يونيو 1998     | 59      | 30  | 11    | 18  | 50.84%     | كأس الأمم الإفريقية 1996 – الوصيف الألعاب الأولمبية الصيفية 1996 – دور المجموعات كأس الأمم الإفريقية 1998 – الربع النهائي كأس العالم 1998 – دور المجموعات                           |
| فرانشيسكو سكوليو                          | سبتمبر 1998    | فبراير 2001    | 32      | 19  | 8     | 5   | 59.73%     | كأس الأمم الإفريقية 2000 – المركز الرابع |
| إكهارد كراوتزن                            | مارس 2001      | يوليو 2001     | 7       | 4   | 2     | 1   | 57.14%     | كأس العالم 2002 – دور المجموعات |
| هنري ميشيل                                | نوفمبر 2001    | مارس 2002      | 6       | 2   | 2     | 2   | 33.33%     | كأس الأمم الإفريقية 2002 – دور المجموعات |
| عمار السويح                               | مارس 2002      | يوليو 2002     | 6       | 0   | 3     | 3   | 0.00%      | — |
| روجيه لومير                               | 25 سبتمبر 2002 | 30 يونيو 2008  | 67      | 40  | 15    | 12  | 59.70%     | كأس الأمم الإفريقية 2004 – البطل كأس القارات 2005 – دور المجموعات كأس الأمم الإفريقية 2006 – الربع النهائي كأس العالم 2006 – دور المجموعات كأس الأمم الإفريقية 2008 – الربع النهائي |
| هومبيرتو كويلهو                           | 30 يونيو 2008  | 18 نوفمبر 2009 | 15      | 5   | 4     | 3   | 33.33%     | بطولة أمم إفريقيا للمحليين 2009 – لم يتأهل كأس العالم 2010 – لم يتأهل |
| فوزي البنزرتي (2)                         | 23 نوفمبر 2009 | 23 يناير 2010  | 4       | 0   | 3     | 1   | 0.00%      | كأس الأمم الإفريقية 2010 – دور المجموعات |
| برتران مارشان                             | 4 يونيو 2010   | 15 ديسمبر 2010 | 6       | 3   | 1     | 2   | 50.00%     | — |
| سامي الطرابلسي                            | 11 مارس 2011   | 8 فبراير 2013  | 32      | 13  | 9     | 10  | 40.63%     | بطولة أمم إفريقيا للمحليين 2011 – البطل كأس الأمم الإفريقية 2012 – الربع النهائي كأس الأمم الإفريقية 2013 – دور المجموعات                                                           |
| نبيل معلول (1)                            | 14 فبراير 2013 | 8 سبتمبر 2013  | 7       | 2   | 3     | 2   | 28.57%     | بطولة أمم إفريقيا للمحليين 2014 – لم يتأهل |
| رود كرول (مؤقت)                           | 18 سبتمبر 2013 | 17 نوفمبر 2013 | 2       | 0   | 1     | 1   | 0.00%      | كأس العالم 2014 – لم يتأهل |
| نزار خنفير (مؤقت)                         | 19 فبراير 2014 | 26 مارس 2014   | 1       | 0   | 1     | 0   | 0.00%      | — |
| جورج ليكنز                                | 27 مارس 2014   | 26 يونيو 2015  | 19      | 7   | 8     | 4   | 36.84%     | كأس الأمم الإفريقية 2015 – الربع النهائي |
| هنري كاسبرتشاك (2)                        | 13 يوليو 2015  | 7 أبريل 2017   | 26      | 12  | 5     | 10  | 46.15%     | بطولة أمم إفريقيا للمحليين 2016 – الربع النهائي كأس الأمم الإفريقية 2017 – الربع النهائي                                                                                            |
| نبيل معلول (2)                            | 27 أبريل 2017  | 12 يوليو 2018  | 13      | 6   | 4     | 3   | 46.15%     | كأس العالم 2018 – دور المجموعات |
| فوزي البنزرتي (3)                         | 28 يوليو 2018  | 20 أكتوبر 2018 | 3       | 3   | 0     | 0   | 100.00%    | — |
| ماهر الكنزاري (مؤقت)                      | 21 أكتوبر 2018 | 21 نوفمبر 2018 | 2       | 0   | 0     | 2   | 0.00%      | — |
| ألان جيراس                                | 14 ديسمبر 2018 | 21 أغسطس 2019  | 12      | 5   | 4     | 3   | 41.67%     | كأس الأمم الإفريقية 2019 – المركز الرابع |
| منذر الكبير                               | 29 أغسطس 2019  | 30 يناير 2022  | 31      | 19  | 4     | 8   | 61.29%     | كأس العرب 2021 – الوصيف كأس الأمم الإفريقية 2021 – الربع النهائي |
| جلال القادري                              | 30 يناير 2022  | 24 يناير 2024  | 27      | 14  | 7     | 6   | 51.85%     | كأس العالم 2022 – دور المجموعات كأس الأمم الإفريقية 2023 – دور المجموعات |
| منتصر الوحيشي (مؤقت)                      | 26 يناير 2024  | 14 يونيو 2024  | 4       | 1   | 3     | 0   | 25.00%     | — |
| فوزي البنزرتي (4)                         | 1 يوليو 2024   | 22 أكتوبر 2024 | 4       | 2   | 1     | 1   | 50.00%     | — |
| قيس اليعقوبي (مؤقت)                       | 5 نوفمبر 2024  | 18 نوفمبر 2024 | 2       | 1   | 0     | 1   | 50.00%     | — |
| سامي الطرابلسي (2)                        | 10 فبراير 2025 | الآن           | 4       | 3   | 0     | 1   | 75.00%     | كأس العرب 2025 – تأهل كأس الأمم الإفريقية 2025 – تأهل |

## اللاعبون

### التشكيلة الحالية
تم استدعاء اللاعبين التاليين لثلاث مباريات ودية ضد بوركينا فاسو والمغرب أيام 2 و6 يونيو 2025.
آخر تحديث 6 يونيو 2025، حسب مباراة:  المغرب.
| الرقم | المركز | اللاعب             | تاريخ الميلاد (العمر سنة)     | لعب | سجل | النادي            |
| ----- | ------ | ------------------ | ----------------------------- | --- | --- | ----------------- |
| 1     | حارس   | سامي هلال          | 19 أكتوبر 1988 (العمر 36 سنة) | 0   | 0   | الملعب التونسي    |
| 16    | حارس   | أيمن دحمان         | 28 يناير 1997 (العمر 28 سنة)  | 23  | 0   | النادي الصفاقسي   |
| 22    | حارس   | عبد السلام الحلاوي | 28 مارس 1989 (العمر 36 سنة)   | 0   | 0   | الاتحاد المنستيري |
| 28    | حارس   | نور الدين فرحاتي   | 14 سبتمبر 2000 (العمر 24 سنة) | 0   | 0   | اتحاد بنقردان     |
| 2     | دفاع   | علي العابدي        | 20 ديسمبر 1993 (العمر 31 سنة) | 36  | 4   | نيس               |
| 3     | دفاع   | منتصر الطالبي      | 26 مايو 1998 (العمر 27 سنة)   | 51  | 2   | لوريون            |
| 4     | دفاع   | محمود غربال        | 31 ديسمبر 2003 (العمر 21 سنة) | 3   | 0   | الاتحاد المنستيري |
| 5     | دفاع   | مروان صحراوي       | 9 يناير 1996 (العمر 29 سنة)   | 0   | 0   | الملعب التونسي    |
| 6     | دفاع   | ديلان برون         | 19 يونيو 1995 (العمر 29 سنة)  | 42  | 2   | ساليرنيتانا       |
| 12    | دفاع   | مرتضى بن وناس      | 2 يوليو 1994 (العمر 30 سنة)   | 11  | 0   | قاسم باشا         |
| 18    | دفاع   | علاء غرام          | 24 يوليو 2001 (العمر 23 سنة)  | 6   | 0   | شاختار دونيتسك    |
| 20    | دفاع   | يان فاليري         | 22 فبراير 1999 (العمر 26 سنة) | 10  | 0   | شيفيلد وينزداي    |
| 21    | دفاع   | حسام حسن رمضان     | 21 فبراير 2000 (العمر 25 سنة) | 0   | 0   | الترجي الجرجيسي   |
| 24    | دفاع   | أمين الشارني       | 7 يوليو 2001 (العمر 23 سنة)   | 3   | 0   | ستاد لافالوا      |
| 8     | وسط    | أنيس بن سليمان     | 16 مارس 2001 (العمر 24 سنة)   | 39  | 4   | نورويتش سيتي      |
| 10    | وسط    | حنبعل المجبري      | 21 يناير 2003 (العمر 22 سنة)  | 33  | 0   | بيرنلي            |
| 13    | وسط    | فرجاني ساسي        | 18 مارس 1992 (العمر 33 سنة)   | 88  | 7   | الغرافة           |
| 14    | وسط    | عيسى العيدوني      | 13 ديسمبر 1996 (العمر 28 سنة) | 56  | 2   | الوكرة            |
| 15    | وسط    | معز الحاج علي      | 9 أغسطس 1999 (العمر 25 سنة)   | 1   | 0   | الاتحاد المنستيري |
| 7     | هجوم   | إلياس عاشوري       | 10 فبراير 1999 (العمر 26 سنة) | 20  | 2   | كوبنهاغن          |
| 9     | هجوم   | حازم المستوري      | 18 يونيو 1997 (العمر 27 سنة)  | 6   | 2   | الاتحاد المنستيري |
| 11    | هجوم   | فراس شواط          | 8 مايو 1996 (العمر 29 سنة)    | 14  | 2   | النجم الساحلي     |
| 17    | هجوم   | حمزة الخضراوي      | 16 يناير 1999 (العمر 26 سنة)  | 2   | 0   | النادي الإفريقي   |
| 19    | هجوم   | فراس بالعربي       | 27 مايو 1996 (العمر 29 سنة)   | 15  | 3   | الشارقة           |
| 23    | هجوم   | سيف الله لطيف      | 12 أبريل 2000 (العمر 25 سنة)  | 20  | 1   | تفينتي            |
| 25    | هجوم   | يوسف سنانة         | 24 مارس 2004 (العمر 21 سنة)   | 1   | 0   | الترجي الجرجيسي   |
| 26    | هجوم   | سيباستيان توناكتي  | 13 يوليو 2002 (العمر 22 سنة)  | 2   | 0   | هاماربي           |
| 27    | هجوم   | خليل العياري       | 2 فبراير 2005 (العمر 20 سنة)  | 0   | 0   | الملعب التونسي    |

## الإحصائيات والأرقام

### سجل مواجهات تونس مع جميع المنتخبات
آخر تحديث 6 يونيو 2025، حسب مباراة:  المغرب.
المفتاح
| سجل مواجهات تونس مع جميع المنتخبات | سجل مواجهات تونس مع جميع المنتخبات | سجل مواجهات تونس مع جميع المنتخبات | سجل مواجهات تونس مع جميع المنتخبات | سجل مواجهات تونس مع جميع المنتخبات | سجل مواجهات تونس مع جميع المنتخبات | سجل مواجهات تونس مع جميع المنتخبات | سجل مواجهات تونس مع جميع المنتخبات | سجل مواجهات تونس مع جميع المنتخبات |
| الخصم                              | مباريات                            | فوز                                | تعادل                              | هزيمة                              | له                                 | عليه                               | الفارق                             | كونفيدرالية                        |
| ---------------------------------- | ---------------------------------- | ---------------------------------- | ---------------------------------- | ---------------------------------- | ---------------------------------- | ---------------------------------- | ---------------------------------- | ---------------------------------- |
| الجزائر                            | 48                                 | 14                                 | 16                                 | 18                                 | 40                                 | 50                                 | 10−                                | إفريقيا                            |
| أنغولا                             | 7                                  | 3                                  | 4                                  | 0                                  | 15                                 | 5                                  | 10+                                | إفريقيا                            |
| الأرجنتين                          | 1                                  | 0                                  | 0                                  | 1                                  | 1                                  | 2                                  | 1−                                 | آسيا                               |
| أستراليا                           | 3                                  | 1                                  | 0                                  | 2                                  | 2                                  | 4                                  | 2−                                 | آسيا                               |
| النمسا                             | 3                                  | 0                                  | 1                                  | 2                                  | 2                                  | 5                                  | 3−                                 | أوروبا                             |
| البحرين                            | 2                                  | 1                                  | 0                                  | 1                                  | 3                                  | 1                                  | 2+                                 | آسيا                               |
| بيلاروس                            | 1                                  | 1                                  | 0                                  | 0                                  | 3                                  | 0                                  | 3+                                 | أوروبا                             |
| بلجيكا                             | 4                                  | 1                                  | 1                                  | 2                                  | 5                                  | 8                                  | 3−                                 | أوروبا                             |
| بنين                               | 9                                  | 6                                  | 3                                  | 0                                  | 24                                 | 6                                  | 18+                                | إفريقيا                            |
| البوسنة والهرسك                    | 1                                  | 1                                  | 0                                  | 0                                  | 2                                  | 1                                  | 1+                                 | أوروبا                             |
| بوتسوانا                           | 8                                  | 4                                  | 2                                  | 2                                  | 12                                 | 5                                  | 7+                                 | إفريقيا                            |
| البرازيل                           | 2                                  | 0                                  | 0                                  | 2                                  | 2                                  | 9                                  | 7−                                 | أمريكا الجنوبية                    |
| بلغاريا                            | 2                                  | 1                                  | 1                                  | 0                                  | 6                                  | 3                                  | 3+                                 | أوروبا                             |
| بوركينا فاسو                       | 8                                  | 2                                  | 3                                  | 3                                  | 9                                  | 8                                  | 1+                                 | إفريقيا                            |
| بوروندي                            | 3                                  | 3                                  | 0                                  | 0                                  | 5                                  | 2                                  | 3+                                 | إفريقيا                            |
| الكاميرون                          | 18                                 | 2                                  | 7                                  | 9                                  | 18                                 | 29                                 | 11−                                | إفريقيا                            |
| كندا                               | 1                                  | 1                                  | 0                                  | 0                                  | 2                                  | 0                                  | 2+                                 | أمريكا الشمالية                    |
| الرأس الأخضر                       | 4                                  | 3                                  | 1                                  | 0                                  | 7                                  | 2                                  | 5+                                 | إفريقيا                            |
| جمهورية إفريقيا الوسطى             | 1                                  | 1                                  | 0                                  | 0                                  | 3                                  | 0                                  | 3+                                 | إفريقيا                            |
| تشاد                               | 4                                  | 3                                  | 1                                  | 0                                  | 10                                 | 2                                  | 8+                                 | إفريقيا                            |
| تشيلي                              | 2                                  | 1                                  | 0                                  | 1                                  | 4                                  | 3                                  | 1+                                 | أمريكا الجنوبية                    |
| الصين                              | 4                                  | 1                                  | 2                                  | 1                                  | 3                                  | 3                                  | 0                                  | آسيا                               |
| تايبيه الصينية                     | 1                                  | 1                                  | 0                                  | 0                                  | 8                                  | 1                                  | 7+                                 | آسيا                               |
| جزر القمر                          | 3                                  | 1                                  | 1                                  | 1                                  | 2                                  | 2                                  | 0                                  | إفريقيا                            |
| كولومبيا                           | 2                                  | 0                                  | 1                                  | 1                                  | 1                                  | 2                                  | 1−                                 | أمريكا الجنوبية                    |
| الكونغو                            | 9                                  | 6                                  | 2                                  | 1                                  | 17                                 | 6                                  | 11+                                | إفريقيا                            |
| كوستاريكا                          | 1                                  | 1                                  | 0                                  | 0                                  | 1                                  | 0                                  | 1+                                 | أمريكا الشمالية                    |
| كرواتيا                            | 2                                  | 1                                  | 1                                  | 0                                  | 2                                  | 1                                  | 1+                                 | أوروبا                             |
| الدنمارك                           | 3                                  | 0                                  | 1                                  | 2                                  | 2                                  | 5                                  | 3−                                 | أوروبا                             |
| جيبوتي                             | 2                                  | 2                                  | 0                                  | 0                                  | 11                                 | 1                                  | 10+                                | إفريقيا                            |
| جمهورية الكونغو الديمقراطية        | 14                                 | 7                                  | 4                                  | 3                                  | 25                                 | 13                                 | 12+                                | إفريقيا                            |
| ألمانيا الشرقية                    | 5                                  | 1                                  | 0                                  | 4                                  | 1                                  | 11                                 | 10−                                | أوروبا                             |
| مصر                                | 41                                 | 18                                 | 10                                 | 13                                 | 47                                 | 38                                 | 9+                                 | إفريقيا                            |
| إنجلترا                            | 3                                  | 0                                  | 1                                  | 2                                  | 2                                  | 5                                  | 3−                                 | أوروبا                             |
| غينيا الاستوائية                   | 10                                 | 6                                  | 1                                  | 3                                  | 16                                 | 7                                  | 9+                                 | إفريقيا                            |
| إثيوبيا                            | 8                                  | 4                                  | 2                                  | 2                                  | 17                                 | 11                                 | 6+                                 | إفريقيا                            |
| فنلندا                             | 3                                  | 0                                  | 1                                  | 2                                  | 2                                  | 6                                  | 4−                                 | أوروبا                             |
| فرنسا                              | 5                                  | 1                                  | 2                                  | 2                                  | 4                                  | 7                                  | 3−                                 | أوروبا                             |
| الغابون                            | 11                                 | 4                                  | 6                                  | 1                                  | 21                                 | 12                                 | 9+                                 | إفريقيا                            |
| غامبيا                             | 4                                  | 1                                  | 0                                  | 3                                  | 3                                  | 5                                  | 2−                                 | إفريقيا                            |
| جورجيا                             | 2                                  | 0                                  | 1                                  | 1                                  | 1                                  | 3                                  | 2−                                 | أوروبا                             |
| ألمانيا                            | 3                                  | 0                                  | 2                                  | 1                                  | 1                                  | 4                                  | 3−                                 | أوروبا                             |
| غانا                               | 18                                 | 4                                  | 5                                  | 9                                  | 20                                 | 27                                 | 7−                                 | إفريقيا                            |
| غينيا                              | 20                                 | 9                                  | 4                                  | 7                                  | 31                                 | 19                                 | 12+                                | إفريقيا                            |
| غينيا بيساو                        | 1                                  | 1                                  | 0                                  | 0                                  | 3                                  | 1                                  | 2+                                 | إفريقيا                            |
| المجر                              | 1                                  | 0                                  | 0                                  | 1                                  | 1                                  | 10                                 | 9−                                 | أوروبا                             |
| آيسلندا                            | 1                                  | 1                                  | 0                                  | 0                                  | 3                                  | 1                                  | 2+                                 | أوروبا                             |
| الهند                              | 1                                  | 0                                  | 1                                  | 0                                  | 2                                  | 2                                  | 0                                  | آسيا                               |
| إيران                              | 3                                  | 2                                  | 1                                  | 0                                  | 5                                  | 2                                  | +3                                 | آسيا                               |
| العراق                             | 11                                 | 7                                  | 3                                  | 1                                  | 19                                 | 10                                 | 9+                                 | آسيا                               |
| جمهورية أيرلندا                    | 1                                  | 0                                  | 0                                  | 1                                  | 0                                  | 4                                  | 4−                                 | أوروبا                             |
| إيطاليا                            | 1                                  | 0                                  | 0                                  | 1                                  | 0                                  | 4                                  | 4−                                 | أوروبا                             |
| ساحل العاج                         | 19                                 | 6                                  | 6                                  | 7                                  | 27                                 | 29                                 | 2−                                 | إفريقيا                            |
| اليابان                            | 6                                  | 1                                  | 0                                  | 5                                  | 3                                  | 8                                  | 5−                                 | آسيا                               |
| الأردن                             | 3                                  | 2                                  | 1                                  | 0                                  | 12                                 | 3                                  | 9+                                 | آسيا                               |
| كينيا                              | 7                                  | 5                                  | 1                                  | 1                                  | 10                                 | 3                                  | 7+                                 | إفريقيا                            |
| الكويت                             | 4                                  | 3                                  | 0                                  | 1                                  | 8                                  | 4                                  | 4+                                 | آسيا                               |
| لاتفيا                             | 1                                  | 1                                  | 0                                  | 0                                  | 3                                  | 0                                  | 3+                                 | أوروبا                             |
| لبنان                              | 5                                  | 3                                  | 1                                  | 1                                  | 9                                  | 5                                  | 4+                                 | آسيا                               |
| ليبيريا                            | 11                                 | 6                                  | 2                                  | 3                                  | 18                                 | 9                                  | 9+                                 | إفريقيا                            |
| ليبيا                              | 29                                 | 19                                 | 3                                  | 7                                  | 54                                 | 33                                 | 21+                                | إفريقيا                            |
| مدغشقر                             | 7                                  | 6                                  | 0                                  | 1                                  | 12                                 | 6                                  | 6+                                 | إفريقيا                            |
| مالاوي                             | 9                                  | 4                                  | 3                                  | 2                                  | 19                                 | 8                                  | 11+                                | إفريقيا                            |
| مالي                               | 15                                 | 7                                  | 3                                  | 5                                  | 15                                 | 11                                 | 4+                                 | إفريقيا                            |
| مالطا                              | 12                                 | 4                                  | 4                                  | 4                                  | 13                                 | 9                                  | 4+                                 | أوروبا                             |
| موريتانيا                          | 16                                 | 11                                 | 5                                  | 0                                  | 29                                 | 5                                  | 24+                                | إفريقيا                            |
| موريشيوس                           | 2                                  | 1                                  | 1                                  | 0                                  | 2                                  | 0                                  | 2+                                 | إفريقيا                            |
| المكسيك                            | 1                                  | 1                                  | 0                                  | 0                                  | 3                                  | 1                                  | 2+                                 | أمريكا الشمالية                    |
| المغرب                             | 51                                 | 9                                  | 28                                 | 14                                 | 46                                 | 55                                 | 9−                                 | إفريقيا                            |
| موزمبيق                            | 3                                  | 1                                  | 1                                  | 1                                  | 3                                  | 2                                  | 1+                                 | إفريقيا                            |
| ناميبيا                            | 5                                  | 3                                  | 1                                  | 1                                  | 8                                  | 2                                  | 6+                                 | إفريقيا                            |
| هولندا                             | 3                                  | 0                                  | 2                                  | 1                                  | 3                                  | 7                                  | 4−                                 | أوروبا                             |
| نيوزيلندا                          | 1                                  | 0                                  | 1                                  | 0                                  | 0                                  | 0                                  | 0                                  | أوقيانوسيا                         |
| النيجر                             | 4                                  | 4                                  | 0                                  | 0                                  | 9                                  | 4                                  | 5+                                 | إفريقيا                            |
| نيجيريا                            | 20                                 | 7                                  | 7                                  | 6                                  | 25                                 | 19                                 | 6+                                 | إفريقيا                            |
| النرويج                            | 2                                  | 0                                  | 1                                  | 1                                  | 1                                  | 3                                  | 2−                                 | أوروبا                             |
| عمان                               | 3                                  | 1                                  | 1                                  | 1                                  | 3                                  | 3                                  | 0                                  | آسيا                               |
| فلسطين                             | 2                                  | 1                                  | 1                                  | 0                                  | 7                                  | 3                                  | 4+                                 | آسيا                               |
| بنما                               | 1                                  | 1                                  | 0                                  | 0                                  | 2                                  | 1                                  | 1+                                 | أمريكا الشمالية                    |
| بيرو                               | 1                                  | 0                                  | 1                                  | 0                                  | 1                                  | 1                                  | 0                                  | أمريكا الجنوبية                    |
| بولندا                             | 4                                  | 1                                  | 0                                  | 3                                  | 2                                  | 9                                  | 7−                                 | أوروبا                             |
| البرتغال                           | 2                                  | 0                                  | 2                                  | 0                                  | 3                                  | 3                                  | 0                                  | أوروبا                             |
| قطر                                | 3                                  | 1                                  | 0                                  | 2                                  | 5                                  | 3                                  | 2+                                 | آسيا                               |
| رومانيا                            | 1                                  | 0                                  | 1                                  | 0                                  | 1                                  | 1                                  | 0                                  | أوروبا                             |
| روسيا                              | 2                                  | 0                                  | 0                                  | 2                                  | 0                                  | 5                                  | 5−                                 | أوروبا                             |
| رواندا                             | 6                                  | 6                                  | 0                                  | 0                                  | 18                                 | 3                                  | 15+                                | إفريقيا                            |
| ساو تومي وبرينسيب                  | 1                                  | 1                                  | 0                                  | 0                                  | 4                                  | 0                                  | 4+                                 | إفريقيا                            |
| السعودية                           | 7                                  | 3                                  | 2                                  | 2                                  | 7                                  | 6                                  | 1+                                 | آسيا                               |
| السنغال                            | 21                                 | 9                                  | 7                                  | 5                                  | 22                                 | 13                                 | 9+                                 | إفريقيا                            |
| صربيا                              | 1                                  | 0                                  | 0                                  | 1                                  | 0                                  | 1                                  | 1−                                 | أوروبا                             |
| سيشل                               | 4                                  | 4                                  | 0                                  | 0                                  | 14                                 | 0                                  | 14+                                | إفريقيا                            |
| سيراليون                           | 7                                  | 3                                  | 3                                  | 1                                  | 10                                 | 6                                  | 4+                                 | إفريقيا                            |
| سلوفينيا                           | 2                                  | 0                                  | 1                                  | 1                                  | 2                                  | 3                                  | 1−                                 | أوروبا                             |
| الصومال                            | 1                                  | 1                                  | 0                                  | 0                                  | 2                                  | 1                                  | 1+                                 | إفريقيا                            |
| جنوب إفريقيا                       | 7                                  | 3                                  | 2                                  | 2                                  | 9                                  | 7                                  | 2+                                 | إفريقيا                            |
| كوريا الجنوبية                     | 3                                  | 1                                  | 1                                  | 1                                  | 1                                  | 4                                  | 3−                                 | آسيا                               |
| إسبانيا                            | 2                                  | 0                                  | 0                                  | 2                                  | 1                                  | 4                                  | 3−                                 | أوروبا                             |
| السودان                            | 11                                 | 8                                  | 0                                  | 3                                  | 28                                 | 11                                 | 17+                                | إفريقيا                            |
| السويد                             | 4                                  | 1                                  | 1                                  | 2                                  | 2                                  | 3                                  | 1−                                 | أوروبا                             |
| سويسرا                             | 3                                  | 0                                  | 1                                  | 2                                  | 2                                  | 4                                  | 1−                                 | أوروبا                             |
| إسواتيني                           | 2                                  | 2                                  | 0                                  | 0                                  | 6                                  | 0                                  | 6+                                 | إفريقيا                            |
| سوريا                              | 11                                 | 5                                  | 1                                  | 5                                  | 16                                 | 14                                 | 2+                                 | آسيا                               |
| تنزانيا                            | 2                                  | 1                                  | 1                                  | 0                                  | 2                                  | 1                                  | 1+                                 | إفريقيا                            |
| توغو                               | 10                                 | 7                                  | 3                                  | 0                                  | 19                                 | 4                                  | 15+                                | إفريقيا                            |
| تركيا                              | 6                                  | 0                                  | 5                                  | 1                                  | 4                                  | 7                                  | 3−                                 | أوروبا                             |
| أوغندا                             | 5                                  | 5                                  | 0                                  | 0                                  | 16                                 | 1                                  | 15+                                | إفريقيا                            |
| أوكرانيا                           | 1                                  | 0                                  | 0                                  | 1                                  | 0                                  | 1                                  | 1−                                 | أوروبا                             |
| الإمارات العربية المتحدة           | 5                                  | 5                                  | 0                                  | 0                                  | 10                                 | 1                                  | 9+                                 | آسيا                               |
| الولايات المتحدة                   | 1                                  | 0                                  | 1                                  | 0                                  | 1                                  | 1                                  | 0                                  | أمريكا الشمالية                    |
| الأوروغواي                         | 1                                  | 0                                  | 1                                  | 0                                  | 0                                  | 0                                  | 0                                  | أمريكا الجنوبية                    |
| ويلز                               | 1                                  | 1                                  | 0                                  | 0                                  | 4                                  | 0                                  | 4+                                 | أوروبا                             |
| يوغوسلافيا                         | 5                                  | 1                                  | 0                                  | 4                                  | 3                                  | 21                                 | 18−                                | أوروبا                             |
| زامبيا                             | 14                                 | 9                                  | 2                                  | 3                                  | 24                                 | 13                                 | 11+                                | إفريقيا                            |
| زيمبابوي                           | 2                                  | 1                                  | 1                                  | 0                                  | 5                                  | 3                                  | 2+                                 | إفريقيا                            |
| المجموع                            | 726                                | 313                                | 201                                | 218                                | 1027                               | 759                                | 268+                               | —                                  |

1. ↑  يشمل مباريات ضد  زائير
2. ↑  يشمل مباريات ضد  ألمانيا الغربية.
3. ↑  يشمل مباريات ضد  الاتحاد السوفيتي.
4. ↑  يشمل مباريات ضد  صربيا والجبل الأسود.

### إحصائيات اللاعبين
آخر تحديث 6 يونيو 2025، حسب مباراة:  المغرب.
| المرتبة | اللاعب         | مشاركة | أهداف | الفترة    | مصادر   |
| ------- | -------------- | ------ | ----- | --------- | ------- |
| 1       | راضي الجعايدي  | 105    | 7     | 1996–2009 | [ 424 ] |
| 2       | يوسف المساكني  | 104    | 23    | 2010–الآن | [ 425 ] |
| 3       | شكري الواعر    | 97     | 0     | 1990–2002 | [ 426 ] |
| 4       | خالد بدرة      | 96     | 10    | 1995–2006 | [ 427 ] |
| 5       | قيس الغضبان    | 95     | 6     | 1995–2006 | [ 428 ] |
| 6       | خالد بن يحي    | 95     | 5     | 1979–1993 | [ 429 ] |
| 7       | رياض البوعزيزي | 92     | 3     | 1995–2006 | [ 430 ] |
| 8       | علي معلول      | 90     | 3     | 2013–الآن | [ 431 ] |
| 9       | طارق ذياب      | 89     | 12    | 1974–1990 | [ 432 ] |
| 10      | فرجاني ساسي    | 88     | 7     | 2013–الآن | [ 433 ] |

| المرتبة | اللاعب            | أهداف | مشاركة | الفترة    | مصادر   |
| ------- | ----------------- | ----- | ------ | --------- | ------- |
| 1       | عصام جمعة         | 36    | 84     | 2005–2014 | [ 434 ] |
| 2       | وهبي خزري         | 25    | 74     | 2013–2022 | [ 435 ] |
| 3       | يوسف المساكني     | 23    | 104    | 2010–الآن | [ 436 ] |
| 4       | فرانسيلودو سانتوس | 22    | 41     | 2004–2008 | [ 437 ] |
| 5       | عادل السليمي      | 20    | 80     | 1990–2002 | [ 438 ] |
| 6       | فوزي الرويسي      | 18    | 42     | 1989–2001 | [ 439 ] |
| 7       | زبير بية          | 17    | 83     | 1994–2002 | [ 440 ] |
| 8       | محمد علي المحجوبي | 17    | 86     | 1985–1995 | [ 441 ] |
| 9       | محمد صالح الجديدي | 15    | 32     | 1962–1965 | [ 442 ] |
| 10      | زياد الجزيري      | 14    | 63     | 1999–2007 | [ 443 ] |

### تصنيف فيفا العالمي
لطالما كان المنتخب التونسي من أفضل المنتخبات الإفريقية، خاصة بفضل نتائجه الجيدة في كأس الأمم الإفريقية (المركز الثالث في نسخة 1962، المركز الثاني في نسختي 1965 و1996 والبطل في نسخة 2004). ولكن أيضًا بعد النتائج الجيدة خلال عامي 2017 و2018: تصفيات كأس العالم 2018 (ثماني مباريات: ستة انتصارات وتعادلين) والمباريات الودية (خمس مباريات: 2 انتصارات، 2 تعادلات وهزيمة وحيدة)؛ بذلك وصل المنتخب التونسي إلى المركز الرابع عشر على مستوى العالم خلال شهري أبريل ومايو 2018. كما يعتبر أفضل منتخب إفريقي في تصنيف فيفا العالمي بين يناير وديسمبر 2018.
المفتاح
| السنة | مرتبة | مرتبة | إحصائيات | إحصائيات | إحصائيات | إحصائيات | الأفضل  | الأفضل       | الأسوأ  | الأسوأ        |
| السنة | دولية | قارية | مباريات  | فوز      | تعادل    | هزيمة    | المرتبة | تقدم         | المرتبة | تراجع         |
| ----- | ----- | ----- | -------- | -------- | -------- | -------- | ------- | ------------ | ------- | ------------- |
| 1993  | 32    | 6     | 10       | 6        | 3        | 1        | 31      | ▲7 (أغسطس)   | 36      | ▼3 (سبتمبر)   |
| 1994  | 30    | 6     | 10       | 3        | 5        | 2        | 27      | ▲4 (سبتمبر)  | 33      | ▼3 (أكتوبر)   |
| 1995  | 22    | 2     | 14       | 7        | 3        | 4        | 21      | ▲6 (فبراير)  | 27      | ▼4 (أغسطس)    |
| 1996  | 23    | 3     | 14       | 7        | 2        | 5        | 21      | ▲6 (فبراير)  | 31      | ▼9 (يونيو)    |
| 1997  | 23    | 3     | 14       | 9        | 2        | 3        | 20      | ▲7 (أغسطس)   | 29      | ▼4 (يونيو)    |
| 1998  | 21    | 2     | 17       | 7        | 4        | 6        | 19      | ▲6 (نوفمبر)  | 26      | ▼4 (يوليو)    |
| 1999  | 31    | 3     | 10       | 7        | 1        | 2        | 26      | ▲4 (نوفمبر)  | 33      | ▼7 (يونيو)    |
| 2000  | 26    | 2     | 17       | 8        | 7        | 2        | 25      | ▲3 (يونيو)   | 28      | ▼1 (سبتمبر)   |
| 2001  | 28    | 1     | 12       | 8        | 2        | 2        | 22      | ▲7 (يوليو)   | 32      | ▼5 (أبريل)    |
| 2002  | 41    | 7     | 14       | 0        | 8        | 6        | 28      | 0 (يونيو)    | 41      | ▼5 (يوليو)    |
| 2003  | 45    | 7     | 9        | 5        | 3        | 1        | 40      | ▲3 (أبريل)   | 46      | ▼3 (أكتوبر)   |
| 2004  | 35    | 6     | 16       | 8        | 4        | 4        | 31      | ▲14 (فبراير) | 45      | ▼2 (أبريل)    |
| 2005  | 28    | 3     | 12       | 8        | 2        | 2        | 23      | ▲8 (سبتمبر)  | 40      | ▼4 (أكتوبر)   |
| 2006  | 32    | 7     | 16       | 7        | 4        | 5        | 21      | ▲5 (فبراير)  | 32      | ▼10 (يوليو)   |
| 2007  | 47    | 10    | 9        | 5        | 3        | 1        | 32      | ▲5 (يوليو)   | 47      | ▼13 (فبراير)  |
| 2008  | 46    | 9     | 16       | 7        | 5        | 4        | 44      | ▲3 (أبريل)   | 56      | ▼7 (فبراير)   |
| 2009  | 53    | 10    | 10       | 4        | 4        | 2        | 45      | ▲2 (يوليو)   | 54      | ▼8 (فبراير)   |
| 2010  | 45    | 9     | 11       | 3        | 5        | 3        | 44      | ▲11 (أكتوبر) | 65      | ▼10 (يوليو)   |
| 2011  | 59    | 10    | 8        | 4        | 2        | 2        | 44      | ▲3 (مارس)    | 61      | ▼15 (أبريل)   |
| 2012  | 45    | 8     | 16       | 8        | 4        | 4        | 41      | ▲10 (يونيو)  | 59      | ▼4 (أكتوبر)   |
| 2013  | 48    | 8     | 15       | 4        | 7        | 4        | 41      | ▲11 (فبراير) | 53      | ▼8 (يونيو)    |
| 2014  | 22    | 2     | 9        | 5        | 3        | 1        | 22      | ▲11 (سبتمبر) | 49      | ▼5 (أبريل)    |
| 2015  | 40    | 5     | 15       | 5        | 5        | 5        | 22      | ▲2 (يونيو)   | 41      | ▼5 (أبريل)    |
| 2016  | 35    | 3     | 11       | 6        | 4        | 1        | 34      | ▲4 (أكتوبر)  | 48      | ▼8 (فبراير)   |
| 2017  | 27    | 2     | 13       | 6        | 2        | 5        | 27      | ▲7 (يوليو)   | 42      | ▼5 (أبريل)    |
| 2018  | 24    | 2     | 8        | 3        | 2        | 3        | 14      | ▲9 (أبريل)   | 24      | ▼7 (يونيو)    |
| 2019  | 27    | 2     | 17       | 8        | 5        | 4        | 25      | ▲3 (يونيو)   | 28      | ▼4 (يوليو)    |
| 2020  | 26    | 2     | 4        | 2        | 2        | 0        | 26      | ▲1 (سبتمبر)  | 27      | 0 (ديسمبر)    |
| 2021  | 30    | 4     | 17       | 12       | 1        | 4        | 25      | ▲3 (ديسمبر)  | 30      | ▼4 (نوفمبر)   |
| 2022  | 30    | 3     | 16       | 8        | 3        | 5        | 30      | ▲5 (يونيو)   | 36      | ▼6 (فبراير)   |
| 2023  | 28    | 3     | 10       | 6        | 1        | 3        | 28      | ▲4 (نوفمبر)  | 32      | ▼3 (أكتوبر)   |
| 2024  | 52    | 9     | 15       | 5        | 7        | 3        | 36      | ▲ 5 (سبتمبر) | 52      | ▼ 13 (فبراير) |

## المنافسات الدولية

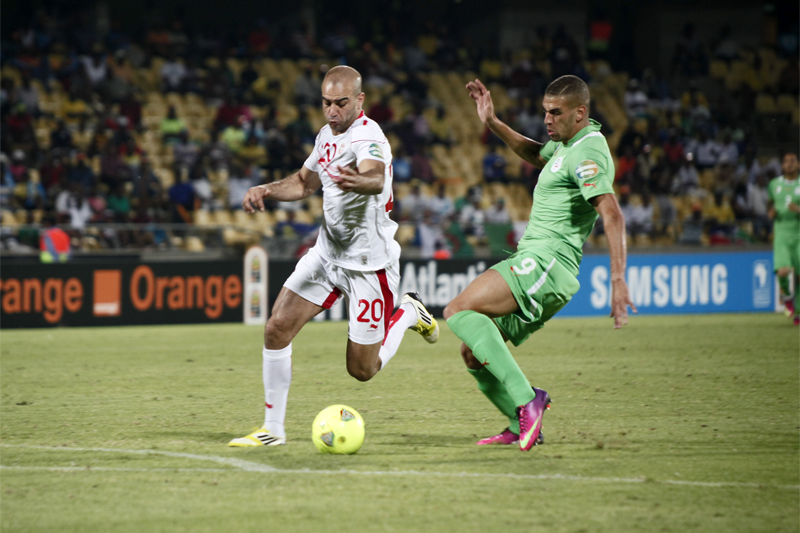
أيمن عبد النور وإسلام سليماني في تتنافس على الكرة خلال مباراة تونس والجزائر في كأس الأمم الإفريقية 2013.

تونس لها منافسات كرة القدم منذ أمد طويل مع فرق اتحاد شمال إفريقيا لكرة القدم مثل مصر، المغرب، الجزائر وليبيا،. لعبت تونس 45 مباراة ضد الجزائر. بعد استقلال الجزائر، جرت مباراة ودية على ملعب الشاذلي زويتن. كما التقى الفريقان ثلاث مرات في مرحلة التصفيات المؤهلة لكأس العالم 1970، 1978 و1986. الرقم القياسي العام في صالح الجزائريين بشكل طفيف حيث حقق ستة عشر فوزا وأربعة عشر تعادلا وأربعة عشر هزيمة. لعبت الجزائر وتونس ثلاث مرات في البطولات الرسمية: مرتين في كأس الأمم الإفريقية عامي 2013، 2017، فازت بها تونس في المرتين، ومرة في كأس العرب عام 2021 التي فازت بها الجزائر. يعد التنافس بين مصر وتونس أحد أفضل المباريات في إفريقيا وأكثرها إثارة في تاريخهما القاري الطويل. التقى الفريقان 39 مباراة رسمية وودية. الرقم القياسي العام موات بشكل طفيف للتونسيين، الذين فازوا في 16 مباراة ضد مصر في 12 مباراة. وانتهت 11 مباراة بالتعادل. لعبت تونس والمغرب 50 مباراة منذ استقلالهما عن فرنسا عام 1956. وكانت أول مباراة لهما في تصفيات كأس العالم 1962 التي أقيمت في 30 أكتوبر 1960 في الدار البيضاء. خاضت معظم المباريات في تصفيات كأس العالم حيث التقيا في تصفيات 1962، 1970، 1978، 1990، 1994 و2006. كما التقيا أربع مرات في كأس الأمم الإفريقية، انتهت اثنان منهم بالتعادل في 1978 و2000 وانتهت المباراتان الأخريان بفوز تونس في 2004 و2012. التنافس بين ليبيا وتونس هو تنافس إلى حد ما ولكن الأخيرة عادة ما تكون هي الفائز.

## النتائج
فوز
  تعادل
  خسارة

### 2025
| 19 مارس تصفيات كأس العالم 2026 | ليبيريا | 0–1   | تونس        | باينسفيل، ليبيريا                                                              |
| 16:00 ت ع م±0                  |         | تقرير | المستوري 4' | الملعب: مجمع صامويل كانيون دو الرياضي الحكم: كليمنت فرانكلين كبان (ساحل العاج) |

| 24 مارس تصفيات كأس العالم 2026 | تونس                              | 2–0   | مالاوي | رادس، تونس                                                          |
| 22:00 ت ع م+1                  | الجزيري 86' · عاشوري 90+2' (ض.ج.) | تقرير |        | الملعب: الملعب الأولمبي برادس الحكم: دجيندو لويس هونجناناندي (بنين) |

| 2 يونيو مباراة ودية | تونس                                | 2–0   | بوركينا فاسو | رادس، تونس                                                    |
| 18:30 ت ع م+1       | تابسوبا 60' (ھ.ذ.) · المستوري 90+1' | تقرير |              | الملعب: الملعب الأولمبي برادس الحكم: لحلو بن براهام (الجزائر) |

| 6 يونيو مباراة ودية | المغرب                   | 2–0   | تونس | فاس، المغرب                                           |
| 21:00 ت ع م+1       | حكيمي 80' · الكعبي 90+4' | تقرير |      | الملعب: المركب الرياضي لفاس الحكم: بوبو تراوري (مالي) |

| 9 يونيو مباراة ودية                                                            | تونس | ألغيت | جمهورية إفريقيا الوسطى | الدار البيضاء، المغرب |
| 20:00 ت ع م+1                                                                  |      | تقرير |                        |                       |
| ملاحظة: ألغيت المباراة نتيجة لإضراب لاعبي جمهورية إفريقيا الوسطى ورفضهم اللعب. |      |       |                        |                       |

| سبتمبر تصفيات كأس العالم 2026 | تونس | v | ليبيريا | رادس، تونس                    |
|                               |      |   |         | الملعب: الملعب الأولمبي برادس |

| سبتمبر تصفيات كأس العالم 2026 | غينيا الاستوائية | v | تونس | مالابو، غينيا الاستوائية   |
|                               |                  |   |      | الملعب: ملعب مالابو الجديد |

| أكتوبر تصفيات كأس العالم 2026 | ساو تومي وبرينسيب | v | تونس | وجدة، المغرب          |
|                               |                   |   |      | الملعب: الملعب الشرفي |

| أكتوبر تصفيات كأس العالم 2026 | تونس | v | ناميبيا | رادس، تونس                    |
|                               |      |   |         | الملعب: الملعب الأولمبي برادس |

| ديسمبر كأس العرب 2025 | قطر | v | تونس | قطر                   |
| --:-- ت ع م+3         |     |   |      | الملعب: يحدد فيما بعد |

| ديسمبر كأس العرب 2025 | تونس | v | سوريا أو جنوب السودان | قطر                   |
| --:-- ت ع م+3         |      |   |                       | الملعب: يحدد فيما بعد |

| ديسمبر كأس العرب 2025 | تونس | v | فلسطين أو ليبيا | قطر                   |
| --:-- ت ع م+3         |      |   |                 | الملعب: يحدد فيما بعد |

| 23 ديسمبر كأس الأمم الإفريقية 2025 | تونس | v | أوغندا | الرباط، المغرب                              |
| 15:30 ت ع م+1                      |      |   |        | الملعب: ملعب الأمير مولاي عبد الله الأولمبي |

| 27 ديسمبر كأس الأمم الإفريقية 2025 | نيجيريا | v | تونس | فاس، المغرب                 |
| 13:00 ت ع م+1                      |         |   |      | الملعب: المركب الرياضي لفاس |

| 30 ديسمبر كأس الأمم الإفريقية 2025 | تنزانيا | v | تونس | الرباط، المغرب                              |
| 18:00 ت ع م+1                      |         |   |      | الملعب: ملعب الأمير مولاي عبد الله الأولمبي |

## الألوان والرموز

### الأطقم

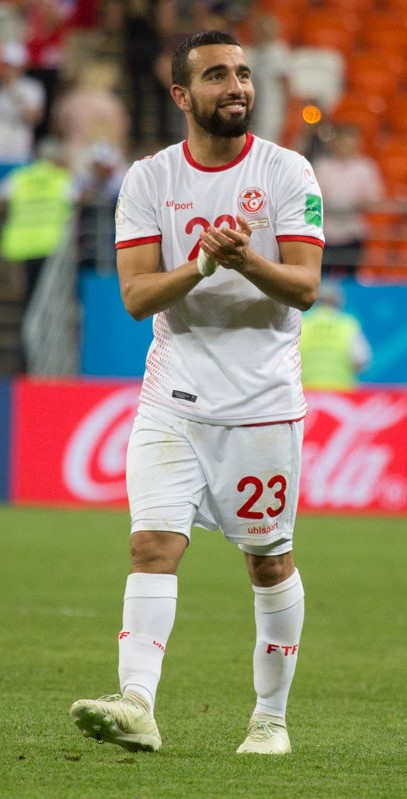
نعيم سليتي بالطقم الأساسي خلال كأس العالم 2018.

في تاريخ المنتخب التونسي زودت 6 شركات الأطقم الرياضية للمنتخب التونسي ويكون ذلك حسب عقد ما بين الجامعة التونسية لكرة القدم والشركة المصنعة تقوم حاليا شركة كابا الإيطالية بتزويد المنتخب التونسي بالمعدات الرياضية منذ 2019، بعقد يمتد لأربع سنوات بقيمة 8 مليون دينار. بداية من 1970 حيث بدأت الشركة الألمانية الشهيرة أديداس بتبني أزياء المنتخب التونسي لمدة 24 سنة وزودته أيضا في أول مشاركة له في بطولة كأس العالم 1978 بطقم أول تي شيرت أحمر وجوارب بيضاء مع علامات أديداس بيضاء بالنسبة للطقم الثاني فكله أبيض مع علامات أديداس الحمراء. بداية من 1994 أصبحت الشركة الإيطالية لوتو تزود المنتخب التونسي بالأطقم الرياضية حتى 1998 في مشاركة تونس الثانية في كأس العالم، الطقم الأول أبيض مزركش بأشكال حمراء منحنية في الكتفين والصدر، أما الطقم الثاني فهو أحمر مزركش بأشكال حمراء منحنية في الكتفين، الصدر والبطن. زودت الشركة الألمانية أولسبورت المنتخب التونسي بالأطقم الرياضية لفترتين، الأولى لمدة موسم وحيد 2000–01 حيث قامت الشركة بتصميم طقم ذو تي شيرت أبيض مع خط على الصدر يمتد على اليدين، أما الطقم الثاني يتكون من تي شيرت أحمر مع نفس الخط على الصدر والممتد على اليدين باللون الأبيض.
منذ سنة 2002 وحتى سنة 2011، بدأت شركة بوما الألمانية في تقديم أطقم المنتخب التونسي وذلك منذ كأس العالم 2002. في الواقع زودت الشركة 6 تصاميم من أطقم المنتخب التونسي، وكلها متشابهة في صيغة الشعار وعلامات الشركة حيث يكون الطقم الأساسي أبيض مع علامات بوما الحمراء، ويكون الطقم الاحتياطي أحمر مع علامات بوما البيضاء. في سنة 2012 أبرمت الجامعة التونسية لكرة القدم عقدا مع شركة بوردا سبورت السويسرية لمدة أربع سنوات حتى سنة 2016، وزودت أطقم المنتخب التونسي في نسخ كأس الأمم الإفريقية 2012، 2013، 2015. في عام 2016، عادت الشركة الألمانية أولسبورت لتزويد المنتخب التونسي بالأطقم الرياضية بعقد مدته ثلاث سنوات، وبالفعل قدمت الشركة طقم المنتخب التونسي في كأس العالم 2018 لكنه لم يكن حسب التوقعات.
في عام 2019، بدأت شركة كابا الإيطالية في تقديم أطقم المنتخب التونسي، في الواقع كانت الأطقم ذو رونق عصري وجميلة، قدمت أولى الأطقم في كأس الأمم الإفريقية 2019، الطقم الأول فانيلة بيضاء وعليها زركشات رمادية، والطقم الثاني أحمر قان عليه زركشات حمراء قاتمة، أما بالنسبة للطقم الثالث فهو أفضل طقم في تاريخ المنتخب التونسي وهو باللون الأسود عليه زركشات رمادية تشكل صورة نسر، وهو لقب المنتخب التونسي «نسور قرطاج»، في الواقع أقبلت جماهير المنتخب التونسي على شراء الطقم الثالث بكثرة.

#### الطقم الأساسي
| 1978    | 1981–82 | 1990    | 1992–94 | 1996    | 1997    | 1998    | 2000–01 |
| 2001–02 | 2002–04 | 2004–05 | 2005    | 2006–07 | 2008–09 | 2010–11 | 2011    |
| 2012–13 | 2014–16 | 2016–18 | 2018–19 | 2019–20 | 2020–21 | 2022    | 2022–24 |
| 2024–   |         |         |         |         |         |         |         |

#### الطقم الاحتياطي
| 1978    | 1992–94 | 1997    | 1998    | 2000–01 | 2001–02 | 2002–04 | 2004–05 |
| 2005    | 2006–07 | 2008–09 | 2010–11 | 2011    | 2012–13 | 2014–16 | 2016–18 |
| 2018–19 | 2019–20 | 2020–21 | 2022    | 2022–24 | 2024–   |         |         |

#### الطقم الثالث
| 2016–18 | 2018–19 | 2019–21 | 2022–24 | 2024– |

#### أطقم أخرى
| 2016: ضد ليبيا | 2016: ضد موريتانيا | 2016 |

### مزودوا الأطقم
| الفترة    | المزود      | م       |
| --------- | ----------- | ------- |
| 1957–1970 | بدون مزود   | [ 462 ] |
| 1970–1994 | أديداس      | [ 463 ] |
| 1994–1995 | غيداس       | [ 464 ] |
| 1995–1998 | كابا        | [ 465 ] |
| 1998–2000 | لوتو        | [ 466 ] |
| 2000–2001 | أولسبورت    | [ 467 ] |
| 2002–2010 | بوما        | [ 468 ] |
| 2010–2016 | بوردا سبورت | [ 469 ] |
| 2016–2018 | أولسبورت    | [ 470 ] |
| 2018–الآن | كابا        | [ 471 ] |

### الشعار

1978–1998
1998–2000
2000–2002
2002–2006
2006–الآن
شعار مصحوب بنجمة دلالة على فوز تونس بكأس الأمم الإفريقية

## الملاعب
بعد استقلال تونس في عام 1956، كان الملعب الوطني التونسي هو ملعب الشاذلي زويتن الذي تبلغ طاقته 18000 واستضاف جميع مباريات الفريق التونسي، واستضاف أيضًا كأس الأمم الإفريقية 1965 وكأس الأمم الإفريقية 1994 وبطولة العالم للشباب 1977، قبل أن يتم استبداله بعد بناء الملعب الأولمبي بالمنزه الذي تبلغ سعته 45000 متفرج لاستضافة ألعاب البحر الأبيض المتوسط 1967. تم لعب أول مباراة تونسية على الملعب في 8 سبتمبر 1967 ضد ليبيا. فازت تونس بالمباراة 3–0. أصبح هذا الملعب معقلًا جديدًا لنسور قرطاج. استضافت بطولة العالم للشباب 1977 وتم تجديده بالكامل لبطولة كأس الأمم الإفريقية 1994. كما استضاف كأس الأمم الإفريقية 2004. في عام 2001، تم افتتاح الملعب الأولمبي برادس كملعب وطني في تونس بهدف استضافة ألعاب البحر الأبيض المتوسط 2001. يقع الملعب في مدينة رادس بالعاصمة التونسية، وتبلغ سعته الإجمالية 65 ألف مقعد. المباراة الأولى التي أقيمت على الملعب في 7 يوليو 2001 الدور النهائي من كأس تونس لكرة القدم بين النادي الرياضي لحمام الأنف والنجم الرياضي الساحلي. فاز نادي حمام الأنف بالمباراة 1–0، حيث سجل أنيس بن شويخة الهدف الوحيد. منذ تلك المباراة، استخدم المنتخب التونسي الملعب في كل مباراة رئيسية تقريبًا، بما في ذلك نهائي كأس الأمم الإفريقية 2004. يستضيف التونسيون في كثير من الأحيان مبارياتهم في ملعب مصطفى بن جنات في المنستير التي يبلغ سعته 20 ألفًا بفضل أرضيته الممتازة، سواء في التصفيات المؤهلة لكأس الأمم الإفريقية أو التصفيات المؤهلة لكأس العالم أو المباريات الودية. بالإضافة إلى ذلك، هناك العديد من الملاعب الأخرى التي تستضيف المنتخب التونسي، مثل الملعب الأولمبي بسوسة، الذي استضاف مباراة ودية بين تونس وسويسرا في نوفمبر 2012، واستضافت أيضًا مباراة في تصفيات كأس الأمم الإفريقية 2012 بين تونس وتشاد والتي كانت فاز بها تونس 5–0. تم اختيار الملعب الأولمبي بقابس لاستضافة مباراة ودية بين تونس وموريتانيا انتهت بالتعادل في أكتوبر 2016.
| صورة الملعب | اسم الملعب                            | السعة  | الموقع والإحداثيات                                        | آخر مباراة                     |
| ----------- | ------------------------------------- | ------ | --------------------------------------------------------- | ------------------------------ |
|             | الملعب الأولمبي برادس                 | 60.000 | رادس 36°44′52″N 10°16′22″E / 36.74778°N 10.27278°E        | ضد بوركينا فاسو (6 يونيو 2025) |
|             | الملعب الأولمبي بالمنزه (قيد التجديد) | 45.000 | المنزه 36°50′23.2″N 10°11′7.3″E / 36.839778°N 10.185361°E | ضد أوغندا (4 يناير 2017)       |
|             | الملعب الأولمبي بسوسة                 | 45.000 | سوسة 35°49′24″N 10°36′46″E / 35.82333°N 10.61278°E        | ضد سويسرا (14 نوفمبر 2012)     |
|             | ملعب مصطفى بن جنات                    | 20.000 | المنستير 35°46′35″N 10°49′13″E / 35.77639°N 10.82028°E    | ضد مالاوي (24 مارس 2017)       |
|             | الملعب الأولمبي بقابس                 | 10.000 | قابس 33°50′52″N 10°05′58″E / 33.8477°N 10.0994°E          | ضد موريتانيا (15 نوفمبر 2016)  |

## الثقافة الشعبية

### المناصرون
يظهر مشجعو الفريق الوطني التونسي العلم الوطني للبلاد، مع التركيز عادة على العنصر الأحمر. واحدة من أعظم اللحظات للفريق التونسي عندما تلقى الوفد التونسي في مطار تونس قرطاج الدولي «بيت الترحيب» الدافئ بعد ملحمة 1978 التي أثارت إعجاب التونسيين، الذين لا يزالون يتذكرون التفاصيل، وكان الفضل في الأداء الرائع للفريق في إضافة مقعد جديد لإفريقيا في كأس العالم. ظهرت شعبية الفريق أيضا في كأس الأمم الإفريقية 2004 في تونس، حيث حضر الحشود بشكل مكثف خلال تلك الفترة. كان الملعب الأولمبي برادس مليء بـ 60 ألف متفرج في المباريات الست للبطولة. تدهور الفريق بعد كأس العالم 2006 أدى إلى غيابهم عن المراحل النهائية لكأس العالمين التاليين، وتوتر شعبيتهم. في الواقع، كانت الملاعب فارغة تقريبًا مع مباريات المنتخب الوطني في تلك الفترة. بين عامي 2008 و2014، اتهم الصحفيون المحليون الفريق التونسي بأدائهم الضعيف. من المشجعين الذين حافظوا على دعم الفريق في الأوقات السيئة، كان بشير منوبي واحدا من أكثر الموالين، حضر مباريات الفريق في جميع أنحاء العالم منذ عام 1960، وكان مشهورا لارتداء القبعة المكسيكية ورفاقه مع الآلاف من الشعارات والبطاقات لمختلف الأحداث التي قام بتغطيتها. مباراة التأهل لكأس العالم 2006 في 6 أكتوبر 2005 بين تونس والمغرب، والتي كانت قبل أيام من وفاته، كانت آخر حدث حضره. أدى ظهور لاعبين مهرة وظهور جيل واعد جديد بالإضافة إلى نتائج جيدة في الولاية الثانية لهنري كاسبركزاك، إلى زيادة حماسة المعجبين وإيمانهم بحملة ناجحة في كأس العالم. وبسبب هذه القمة الشعبية، قام الاتحاد الدولي لكرة القدم باختيار المشجعون التونسيون أفضل جمهور في كأس العالم 2018، ويأتي هذا الاختيار بعد حضور الجماهير التونسي الكبير، الذي تحول إلى روسيا بأعداد كبيرة بين 15 و20 ألف مشجع، وحضر وأيد الفريق التونسي في المباريات الثلاث لكأس العالم.

## التشكيلات

### أبرز تشكيلات تونس
| بومنيجل الجعايدي حقي الطرابلسي كلايتون بن عاشور البوعزيزي الشاذلي النفطي الجزيري سانتوس المدرب: روجيه لومير تشكيلة تونس في نهائي كأس الأمم الإفريقية 2004 ضد المغرب، فازت بها تونس 2–1 | المثلوثي الغربي السويسي عبد النور الهيشري تراوي القربي الشاذلي المساكني القصداوي الذوادي المدرب: سامي الطرابلسي تشكيلة تونس في نهائي بطولة أمم إفريقيا للمحليين 2011 ضد أنغولا، فازت بها تونس 3–0 |

### أبرز اللاعبين القدامى

#### حراس المرمى
| - الصادق ساسي - عبد القادر غالم - خالد الغربي - محمد العياشي - المختار النايلي | - علي بومنيجل - شكري الواعر - بوبكر الزيتوني - خالد فاضل - مختار القابسي | - محمود كانون - عبد الوهاب عبد الله - غازي ليمام - خالد فاضل - أحمد بورشادة | - منذر علمية - الأمين بن عزيزة - منصف طابقا - عبد الله الطرابلسي - خالد عزيز |

#### المدافعون
| - كريم حقي - منير بوقديدة - خالد بن يحيى - الهادي بالرخيصة - فريد شوشان | - جوزيه كلايتون - المختار ذويب - خالد بدرة - راضي الجعايدي - محسن العبيدي الجندوبي | - علي الكعبي - توفيق المهذبي - مراد العقبي - طارق ثابت - حاتم الطرابلسي | - محمد الطرابلسي - سامي الطرابلسي - محسن حباشة - ياسين الميكاري - علاء الدين بن يحيى |

#### لاعبو الوسط
| - حمادي العقربي - زبير بية - العيادي الحمروني - نور الدين بن عرفة - توفيق بن عثمان | - رياض البوعزيزي - عبد المجيد الشتالي - سراج الدين الشيحي - طارق ذياب - حسان القابسي | - قيس الغضبان - نجيب غميض - لطفي الحسومي - نبيل معلول - محمد علي المحجوبي | - إسكندر السويح - نادر وردة - خميس العبيدي - ماهر الكنزاري - خالد القربي |

#### المهاجمون
| - الحبيب عقيد - محمد علي عقيد - سليم بن عاشور - عمر بن طاهر - الطاهر الشايبي | - عز الدين شقرون - محي الدين حبيطة - عبد الحميد الهرقال - زياد الجزيري - رياض الجلاصي | - تميم الحزامي - جمال ليمام - فوزي الرويسي - فرانسيلودو سانتوس - عز الدين حاج ساسي | - عادل السليمي - زياد التلمساني - مهدي بن سليمان - سامي العلاقي - عماد المهذبي |

 : لاعبون فازو بكأس الأمم الإفريقية
 : لاعبون حققوا المركز الثاني في كأس الأمم الإفريقية
 : لاعبو حققوا المركز الثالث في كأس الأمم الإفريقية

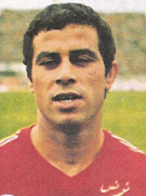
تميم الحزامي
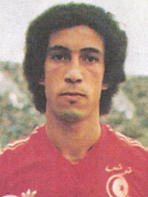
كمال الشبلي
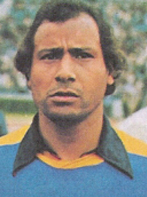
الصادق ساسي
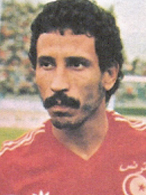
محمد علي عقيد
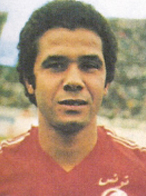
نجيب الإمام

## مواضيع ذات صلة
- الجامعة التونسية لكرة القدم
- منتخب تونس لكرة القدم للمحليين
- منتخب تونس الأولمبي لكرة القدم
- منتخب تونس تحت 20 سنة لكرة القدم
- منتخب تونس تحت 17 سنة لكرة القدم
- منتخب تونس تحت 15 سنة لكرة القدم

## روابط خارجية
- منتخب تونس لكرة القدم على موقع الاتحاد الدولي لكرة القدم.
- منتخب تونس لكرة القدم على موقع الاتحاد الإفريقي لكرة القدم.